# 過去に存在したユニーの店舗
過去に存在したユニーの店舗（かこにそんざいしたユニーのてんぽ）では、ユニーの店舗のうち、過去に存在していたものと、改築等に伴い改称されたものについて記述する。
ただし、過去に存在していたものについては、ユニーの新ロゴマーク制定（1977年（昭和52年））以降（ユーストアについては、合併後（2008年（平成20年）8月）以降）に存在していたものについて記述する。
また、合併より前のユーストアの閉鎖店舗については、過去に存在したユーストアの店舗を参照のこと。
開店日等の情報は各年度ごとに発刊された「日本スーパー名鑑」（商業界社発行）からの引用による。

## 過去に存在したユニーの店舗
地区別、閉店順に記載。

### 東海地区

#### 愛知県

##### 名古屋市

###### 中村区
- ユニー新名センター（名古屋市中村区本陣通1-1[1]、1963年（昭和38年）12月1日開店[2][3] - 1976年（昭和51年）1月閉店[4]）衣呉雑

敷地面積約21,963m2、鉄筋コンクリート造地上2階建て、延べ床面積約35,601m2、店舗面積約6,114m2（直営店舗面積約2,343m2 → 約2,585m2）。
取扱商品：衣料品・雑貨。
名古屋駅から名鉄栄生駅あたりまで続く新幹線高架下のスペースを利用した2階層構造のショッピングセンターとして1963年（昭和38年）12月に開業した「新名古屋センター」のキーテナントとして出店した。新幹線の開業前年に開店している。
- ユニー栄生店（名古屋市中村区千原町1-1[6]、1966年（昭和41年）11月19日開店[7] - 1980年（昭和55年）2月閉店[8]）

店舗面積約2,298m2。
名古屋高架が建設した新名古屋ショッピングセンターを借りて出店していたが、1980年（昭和55年）2月の火災で退店した。
1980年（昭和55年）9月にスーパーカニエがナフコ栄生店が開店。
- 生活創庫名古屋駅店（名古屋市中村区椿町、1985年（昭和60年）11月21日開店[9] - 2003年（平成15年）8月17日閉店[10]）

オープン時の名称は生活創庫アピタ名古屋駅店。初めて「生活創庫」のブランドを用いた。5階建て地下1階。1991年（平成3年）4月14日に増床改装し、生活創庫名古屋駅店として再開店。増床改装後の売場面積は15,219m2。
1997年（平成9年）2月期に約130億円を売り上げていたが、2000年（平成12年）3月に開店したジェイアール名古屋タカシマヤが不振の追い撃ちとなり、2003年（平成15年）2月期には売上高約72億-73億円へ減少したために閉店となった。

###### 緑区
- ユーホーム桶狭間店（名古屋市緑区桶狭間北2丁目[要出典]、1986年（昭和61年）12月12日開店[12] - 2011年（平成23年）2月6日休業[要出典]、同年8月3日HC改装[13] - 2016年（平成28年）7月24日閉店[広報 2]）

ユーストア桶狭間店として開店。ピアゴ桶狭間店に改称された後、ホームセンター「ユーホーム」に改装され再開店。店舗面積2,000m2。
閉鎖後はDCMホールディングス傘下のDCMカーマに店舗を賃貸し、店舗名を「DCMカーマ桶狭間店」と変更し営業開始。同年8月31日改装オープン。
- ピアゴ鹿山店（名古屋市緑区鹿山1-48[14]、1979年（昭和54年）9月22日開店[15] - 2017年（平成29年）6月25日閉店[広報 3]）

店舗面積約1,900m2。
旧ユーストア鹿山店。屋上駐車場付き、事務所部分を除き平屋建て。
跡地の建物はそのまま改装され、後継店として、魚代（熱田区）が運営する食料品スーパー「ウオダイ+PLUS鹿山店」が、翌年2月2日オープン。
- ピアゴ ラ フーズコア滝ノ水店（名古屋市緑区滝ノ水2丁目301[17]、2003年（平成15年）11月21日開店[17] - 2017年（平成29年）11月19日閉店[広報 3]）

ラ フーズコアの4号店として開店。一部2階建て、店舗部分は平屋建て。直営店舗面積約950m2。

###### その他の名古屋市
- ユニー笠寺店（名古屋市南区笠寺町字西之門25[18]（旧・桜木町52[19]）、1971年（昭和46年）1月FCユニーより継承開店[20] - 1995年（平成7年）8月27日閉店[要出典]）

店舗面積約3,440m2、駐車台数約20台。
- ユニー名港店（名古屋市港区港栄4-3-7[18]、1947年（昭和22年）8月[11]15日開店、1955年（昭和30年）6月15日建替業態変更、1958年（昭和33年）増築、1967年（昭和42年）大増築[要出典] - 1997年（平成9年）8月17日閉店[22]）

店舗面積約2,663m2。
前身の西川屋チェン発祥の地及びユニーの1号店。4階建て。後継店舗はユニー六番町店と共に、1997年（平成9年）9月18日に開店した、アピタ東海通店。
- ユニー六番町店（名古屋市熱田区四番1-17-7[18]、1960年（昭和35年）7月20日開店[24] - 1997年（平成9年）8月17日閉店[22]）

店舗面積約1,995m2。
ユニー（西川屋チェン）の2号店。
- ユニー八熊店（名古屋市中川区八熊[11]（旧・八千代通1-28[25]）、1969年（昭和44年）11月22日開店[25][26] - 2005年（平成17年）2月20日閉店[広報 4]）

地下1階・地上5階建て。売場面積6,580m2。
- ピアゴ大曽根店（名古屋市東区東大曽根町南3-134-5[28]、1969年（昭和44年）10月25日開店[7] - 2010年（平成22年）2月14日閉店[広報 5]）

敷地面積約8,580m2、鉄筋コンクリート造地上4階建て、延べ床面積約12,870m2、店舗面積8,910m2。閉店時の店舗面積約8,007m2、駐車台数180台。
- ピアゴ ラ フーズコア桜山店（名古屋市瑞穂区桜見町1丁目5-1[30]、2000（平成12年）6月8日開店[30] - 2019年（令和元年）11月24日閉店[要出典]）

店舗面積約841m2、駐車台数10台。鉄骨造1階建一部2階建。
旧ユーストア桜山店。ピアゴ桜山店への改称を経て、建物の老朽化が進んだことに加えて富裕層が多い商圏であることから、2011年（平成23年）7月3日に一旦閉店し、都市型小型スーパーへの大幅改装を行ってピアゴ ラ フーズコア桜山店として同年8月5日に新装開店していた。
店舗敷地はもともと、ユニー桜山店（1968年（昭和43年）4月29日開店 - 1999年（平成11年）2月21日閉店）であり、跡地を利用して建て替えている。旧店舗は4階建て。店舗面積約2,908m2。

##### 尾張（名古屋市以外）地区

###### 常滑市
- （初代）ユニー常滑店（常滑市市場町111-1[1]、1963年（昭和38年）11月12日開店[32] - 1975年（昭和50年）7月閉店[4]）

売場面積726m2。
取扱商品：食料品・衣料品・雑貨。
銀座通りにあった常滑日活を買収して開店した。
- ピアゴ常滑店（常滑市千代ヶ丘5-100[34]、1981年（昭和56年）10月23日開店[34][35] - 2017年（平成29年）7月2日閉店[広報 3]）

敷地面積約11,651m2、鉄筋コンクリート造2階建て塔屋1階、延べ床面積約10,286m2、店舗面積約7,102m2（直営店舗面積約4,273m2）、駐車台数約680台。
跡地はフィールとこなめ店が出店。

###### 常滑市以外の知多地域
- ユニー大府店（大府市大府町大根141[37]（現・中央町2-203[38]）、1964年（昭和39年）9月23日開店[38][37] - 1987年（昭和62年）3月閉店[要出典]）

売場面積690m2。
取扱商品：食料品・衣料品・雑貨。
地元の誘致で「大府センター」内に出店した。
- ユニー東浦店（知多郡東浦町大字緒川字上家左川123-1[11]、1983年（昭和58年）12月[11]10日開店 - 1999年（平成11年）3月14日閉店[広報 1]）

閉店時の店舗面積約4,495m2。SC店舗面積約5,950m2。駐車台数約450台。
オープン時の名称は、ユニーラブラ東浦店。山田鉄工場工場跡地に出店した。鉄筋コンクリート造3階建て。
- ピアゴ乙川店（半田市浜田町3-10[44]、1979年（昭和54年）9月14日開店[44] - 2011年（平成23年）8月23日閉店[45][46]） SC名称 ：サンテラス乙川[47]

敷地面積約36,800m2、鉄筋コンクリート造2階建て、延べ床面積約31,175m2、店舗面積約8,610m2（直営店舗面積約5,240m2）、駐車台数約1,600台。
2色の赤褐色瓦を交互に用いた、欧州をイメージした建物であった。屋上の大看板塔は過去、時計台として機能しており、「サンテラ」との愛称で親しまれていた。
輸送機工業跡地に建設。屋上駐車場付2階建て。店舗面積約10,119m2（直営店舗面積約6,494m2）。老朽化を理由に閉店。
- ユニーよこすか店（東海市養父町北反田43[48][49]、1982年（昭和57年）11月5日開店[48] - 1995年（平成7年）2月閉店）

敷地面積約3,064m2、鉄骨鉄筋コンクリート造地下1階地上9階建て塔屋1階、延べ床面積約12,035m2、店舗面積約4,563m2（直営店舗面積約2,945m2）、駐車台数約150台。
オープン時の名称は、ユニーラブラよこすか店。「ラブラ」のストアブランドを冠称していた。横須賀駅西第一ビル内の1階から3階に入居していた。
同ビルは横須賀商業開発が所有し、跡フロアはウシヒロ（1995年開店 - 2023年（令和5年）2月21日閉店）がキーテナントとして営業していたが閉店した。オンセンドは現在も入居している。名鉄尾張横須賀駅西側に立地した。

###### 小牧市
- ユニー小牧駅前店（小牧市小牧字駒止2100[39]、1962年（昭和37年）6月28日開店[24] - 1991年（平成3年）2月閉店[要出典]）

売場面積3,037m2。
取扱商品：食料品・衣料品・雑貨。
醤油工場跡地に出店した>。
旧名ユニー小牧店（初代）。4階建て。1976年（昭和51年）2月、ユニー小牧ショッピングセンターのオープンに伴い改称。
- ユーホーム小牧店（小牧市堀の内3-24[54]、1996年（平成8年）12月6日開店[54] - 2006年（平成18年）7月2日閉店[広報 7]）

中京地区初のユーホーム出店。ユーホームの2号店として、サンテラス小牧（現・MEGAドン・キホーテUNY小牧店）の市道を隔てた東側に開店。屋上駐車場付き平屋建て。
跡地の建物は改装され、家具・インテリアのタキソウパルクス小牧店となったが、2010年（平成22年）2月14日に閉店し、2011年（平成23年）11月10日から2016年（平成28年）5月22日までは家具・ホームファッションのナフコTWO-ONE STYLE小牧店を経て、現在はリサイクルショップのお宝市番館尾張小牧店（2016年（平成28年）10月29日開店）。なお、建物はユニー所有であり、店舗は貸し出されている。

###### 小牧以外の尾張北部

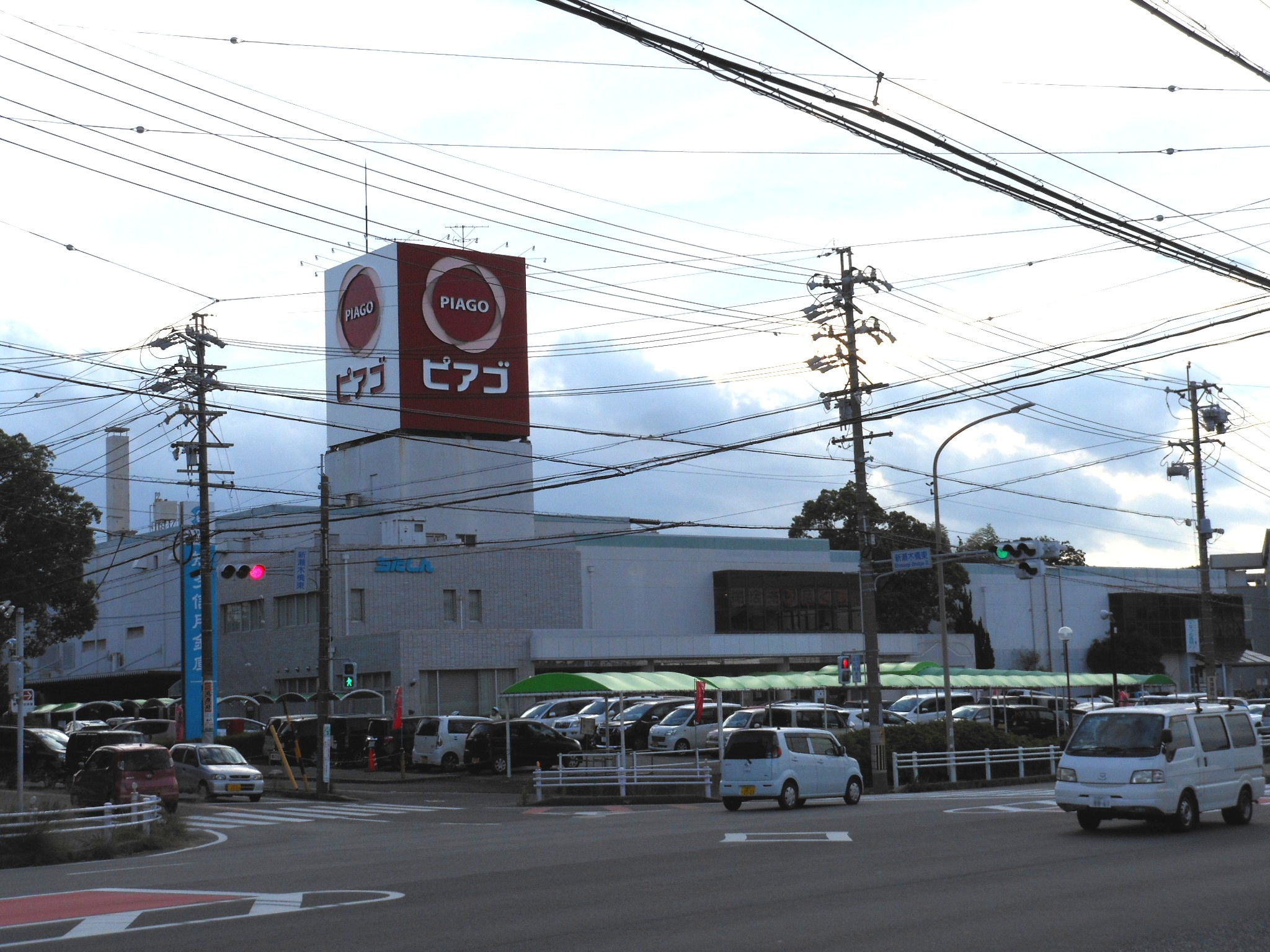
ピアゴ常滑店

- ユニー西春店（西春日井郡西春町大字西の保字青野東53[55]（現・北名古屋市）、1970年（昭和45年）11月28日FCユニーより継承開店 - 1993年（平成5年）2月閉店）

店舗面積約1,028m2。
- ユニー江南店（江南市大字古知野字桃源117[56]、1969年（昭和44年）4月27日開店[7]、1973年（昭和48年）6月22日新館増築 - 1998年（平成10年）8月30日閉店[57]）

店舗面積約7,712m2、駐車台数約190台。
1976年（昭和51年）に店舗の南西100mにタマコシ江南店（現・平和堂江南店。1999年（平成11年）に移転）が開店し、競合が激化している。
跡地は建て替えて1999年（平成11年）8月5日にバロー江南店が開店したが、2018年（平成30年）10月28日に閉店となった。その後、建物の建て替えにより2021年（令和3年）1月16日よりコスモス薬品古知野店がオープン。
- ユニー犬山店（犬山市犬山高見町12[37]、1962年（昭和37年）12月26日開店[37][61] - 1999年（平成11年）8月29日閉店[広報 1]）

店舗面積約2,110m2 → 約5,978m2、駐車台数約380台。閉店時の店舗面積約5,602m2。
跡地は、名鉄犬山駅西側で犬山市が買収。
- ユニー尾張旭店（尾張旭市南原山町赤土324[63]、1996年（平成8年）12月7日開店[63] - 2003年（平成15年）2月9日閉店[広報 8]）

屋上駐車場付き鉄骨造り平屋建て・一部2階建て。閉店時の店舗面積約5,601m2。駐車台数約380台。
- ピアゴ菱野店（瀬戸市緑町、2001年（平成13年）7月19日開店[要出典] - 2017年（平成29年）4月9日閉店[広報 3]）

店舗面積約12,200m2（直営店舗面積約5,600m2）。
旧ユーストア菱野店。屋上・地下駐車場付2階建ての建物のうち、1階部分を使用。建物は1993年（平成5年）2月26日に瀬戸ショッピングセンター（核テナント：ハイパーマート瀬戸店）として開店しており、のちに閉店した同店にユーストアが居抜き出店。
ファニチャードーム瀬戸店と共に閉店。跡地の建物はそのまま改装され、1階に同業スーパーのドミーによって「ドミー瀬戸菱野店」が同年10月5日オープン。2階にはアミユーズメント施設「Kid's US.LANDドミー瀬戸菱野店」が同日にオープンした他、当月28日には岐阜県関市に本拠地を置くディスカウント家具店「Ｂ家具スーパーバリュー」が開業した。
- ピアゴ中切店（春日井市中切町1丁目2番7[67]、1984年（昭和59年）3月16日開店[68] - 2017年（平成29年）6月11日閉店[69]）

旧ユーストア中切店。事務所部分を除き平屋建て。店舗面積約1,400m2。
店舗跡には、2017年（平成29年）7月20日にコノミヤ中切店がい抜きで出店した。

###### 名古屋市以外の旧愛知郡
- ユニー日進店（日進市赤池町箕ノ手72-1[71]、1982年（昭和57年）6月19日開店[71] - 1999年（平成11年）2月21日閉店）

敷地面積約7,857m2、鉄筋コンクリート造2階建て塔屋1階、延べ床面積約6,107m2、店舗面積約4,600m2（直営店舗面積約3,310m2）、駐車台数約456台。
ラブラ1号店のラブラ日進店として開業した。1987年（昭和62年）6月20日に増床した。2階建て。
- ピアゴ前後駅前店（豊明市前後町、1989年（平成元年）10月5日開店[74] - 2010年（平成22年）7月19日閉店[広報 9]） SC名称 ：パルネス前後

鉄骨鉄筋コンクリート造地下1階地上8階建て、延べ床面積約32,500m2、店舗面積約9,890m2。
閉店時の店舗面積約1,570m2。
元アピタ豊明店。開店当初、翌月開店した下記のアピタ豊川店とともに、内装などを含めて、既存のアピタとも異なる高級化・ファミリー路線を目指した試験店舗。近隣のユニー豊明店とは異なる商品構成で差別化を図った。
店舗跡フロアには「コープあいち とよあけ店」が2010年（平成22年）10月8日にオープン。名鉄前後駅北側に隣接した。

##### 西三河

###### 岡崎市
- ユニー東岡崎ハウジングセンター（岡崎市明大寺本町4-36[1]、1964年（昭和39年）2月29日開店[7] - 1975年（昭和50年）2月閉店[1]）雑

元ほていや岡崎店。地下1階・地上5階建ての延べ床面積約3,300m2の富士ビルを借りて出店した。
- ユニー東岡崎店（岡崎市明大寺町字川端34-1[78][79]、1970年（昭和45年）8月30日開店[78][79] - 2005年（平成17年）2月20日閉店[広報 4]）

敷地面積約1,980m2、鉄筋コンクリート造地下1階地上6階建て塔屋付、延べ床面積約9,240m2、店舗面積7,260m2（直営店舗面積約6,270m2）、駐車台数約380台。
ユニーほていや東岡崎ショッピングセンターとして開店した。閉店時の直営店舗面積約5,024m2。
建物を解体し、現在は子会社ユーライフ（現・ユニー）が建設した地上15階建てのマンション「カーサビアンカ東岡崎」。名鉄東岡崎駅東口側に立地した。
- ユニー大樹寺店（岡崎市鴨田本町4-11[55]、1972年（昭和47年）12月9日開店[81][82] - 2000年（平成12年）8月27日閉店[広報 11]）

敷地面積約5,000m2、店舗面積約2,145m2。駐車台数約150台。
ユーマート大樹寺店として開店。新業態ユーマート1号店。平屋建てであり、実質、店舗規模的に約5年後に展開されるユーストアの原型、結果的にはレイアウト検討の為の先行試験店舗の位置づけとなった。
跡地は建て替えてフィール岡崎大樹寺店。
- ユーホーム矢作店（岡崎市舳越町字神迫51番地[84]、1997年（平成9年）10月23日開店 - 2016年（平成28年）6月5日閉店[要出典]）

鉄骨造り平屋建て・延べ床面積4,500m2、店舗面積4,201m2。
ユーストア矢作店（現・ピアゴ矢作店）に隣接する別棟のホームセンターとして開店した。

###### 刈谷市
- ユニー刈谷銀座店（刈谷市銀座4-18[37]、1964年（昭和39年）7月15日開店[37][85] - 1988年（昭和63年）8月閉店[85][86][87]）

店舗面積約2,520m2。地元では「表屋ユニー」と呼ばれ、駐車場の無い店舗だった。

###### 豊田市
- アピタ豊田店（豊田市喜多町2-20-1[58]、1972年（昭和47年）6月29日開店[89] - 1997年（平成9年）2月16日閉店）

元ユニー豊田店。商店街の再開発のために設立された喜多町ビル協同組合と共同で核店舗として出店していた。6階建て地下1階。ユニー豊田店の店舗面積約5,211m2、駐車台数約56台。
1983年（昭和58年）12月16日に増床してギャラリエアピタ豊田店として新装オープンした。アピタ業態1号店。1991年（平成3年）度にアピタ豊田店と改称。アピタとしての店舗面積約7,358m2。

###### 安城市
- ユニー安城駅前店（安城市御幸本町7-24[37]、1968年（昭和43年）7月10日開店[37][92] - 2003年（平成15年）10月25日閉店[広報 12]）

店舗面積約2,390m2。閉店時の店舗面積約2,723m2。駐車台数約27台。
旧名ユニー安城店（初代）。1980年（昭和55年）5月、サンテラス安城のオープンに伴い改称。3階建て。
- ピアゴ安城店（安城市日の出町4-1[93]、1980年（昭和55年）5月16日開店[93] - 2015年（平成27年）2月15日閉店[94]）　SC名称 ：サンテラス安城[93]

敷地面積11,457.75m2、鉄筋コンクリート造3階建て塔屋1階、延べ床面積12,493.26m2 → 約20,663m2、店舗面積約9,175m2（直営店舗面積約5,864m2）、駐車台数約800台。
安城織物の所有する建物に出店していた。老朽化に伴い閉店。
2015年（平成27年）春に解体着手され、店舗跡地には「バロー安城日の出店」が同年12月17日にオープン。
- ユーホーム安城店（安城市福釜町矢場[99]、1999年（平成11年）12月23日開店[要出典] - 2016年（平成28年）7月31日閉店[広報 2]）

店舗面積6,300m2。
ユーストア福釜店（現・ピアゴ福釜店）に併設。
閉鎖後はDCMホールディングス傘下のDCMカーマに店舗を賃貸し、店舗名を「DCMカーマ安城福釜店」と変更し営業開始。同年9月20日改装オープン。

##### 東三河
- ユニー名豊店（豊橋市駅前大通2-48[18]、1968年（昭和43年）10月8日開店[100] - 1992年（平成4年）8月閉店）

店舗面積約1,499m2。
豊橋市駅前大通の名豊ビル（店舗面積約9,181m2）のキーテナントとして出店しており、5階・6階で衣料・生活雑貨のみ販売していた。
同ビルは2017年（平成29年）4月30日をもって閉館した。跡地には、「豊橋駅前大通二丁目地区市街地再開発組合」により地下1階・地上24階建ての「em CAMPUS EAST」が建設され、2021年（令和3年）7月1日に竣工した。
- アピタ豊橋店（豊橋市広小路1-6-2[18]、1969年（昭和44年）7月25日開店[32] - 1997年（平成9年）2月16日閉店[要出典]）

元ユニー豊橋店。3階建て地下1階。店舗面積約3,732m2で駐車台数50台の店舗。
1984年（昭和59年）4月21日ハートスタッフ豊橋店→1988年（昭和63年）ハートスタッフアピタ豊橋店→1991年（平成3年）度にアピタ豊橋店と改称。
ハートスタッフ豊橋店はスポーツクラブを3階に設け、食料品売場はなかった。1993年（平成5年）12月30日にスポーツクラブを閉鎖している。
- ユニー蒲郡店（蒲郡市港町13-22[29]、1971年（昭和46年）11月12日開店[29][105] - 2000年（平成12年）9月24日閉店[広報 11]）

敷地面積約4,950m2、鉄筋コンクリート造地下1階地上4階建て一部6階建て、延べ床面積約12,946m2、店舗面積6,665m2。駐車台数約100台。
店舗の跡地約5,150m2は蒲郡市が所有していたが、その内の土地区画整理で同市が所有していた約4,178m2が2004年（平成16年）に地元蒲郡市の三河精麦へ売却された。
跡地は三河精麦の所有地とあわせた約5,140m2を開発してユニクロやキャッツカフェなどが開店した。
後継店舗として近隣にアピタ蒲郡店が蒲郡都市軸西地区第一種市街地再開発事業の核店舗として2000年（平成12年）12月1日に開店した。
- アピタ豊川店（豊川市諏訪3-133[109]、1989年（平成元年）11月9日開店[110] - 2010年（平成22年）8月15日閉店[111]） SC名称 ：プリオ

鉄骨鉄筋コンクリート造地下1階地上5階建て、延べ床面積約26,856.73m2、店舗面積約11,000m2（直営店舗面積約8,000m2）。
豊川市（出資比率51.3%）と地元の商店組合や金融機関などが出資して設立された第3セクターの豊川市開発ビルが所有するビルのキーテナントとして出店していた。5階建て地下1階。
閉店後の建物はそのまま、一部の専門店は残った。
- （初代）ピアゴ新城店（新城市字的場25-1[115]、1980年（昭和55年）9月[116]1日開店 - 2012年（平成24年）8月21日閉店[116]）

鉄筋コンクリート造地上3階建て、延べ床面積約8,179m2、店舗面積約4,470m2。
新城駅に近い新城木材工業本社工場跡地へ出店した新城市内初の第1種大型小売店舗。
同店の向かい側の豊橋丸栄新城店跡など面積約9,200m2を店舗建て替え用地として2006年（平成18年）に取得してピアゴ臨時駐車場としており、それらの土地を含む敷地面積約14,000m2に営業面積約8,000m2の店舗に建て替えて、2012年（平成24年）11月2日にオープンした（前月10月31日プレオープン）。
跡地はユーホーム新城店が、2015年（平成27年）4月25日に新築オープンする。しかし、翌年7月に閉店している。
- ユーホーム新城店（新城市字的場、2015年（平成27年）4月25日開店[広報 13] - 2016年（平成28年）7月10日閉店）

売場面積2,900m2

#### 岐阜県

##### 岐阜市
- ユニー長良北町店（岐阜市平和通1-3[122]、1963年（昭和38年）8月13日開店[123] - 1977年（昭和52年）10月閉店[要出典]）

売場面積810m2
ユニー長良店（延べ床面積約7,379m2、売場面積約5,391m2）が1977年（昭和52年）9月23日に開店している。
- （初代）ユニー瑞浪店（瑞浪市寺河戸町浪花通1188-5[126]、1970年（昭和45年）2月28日開店[126] - 1994年（平成6年）6月19日閉店[要出典]）

店舗面積約4,889m2、駐車台数460台。
地上4階地下1階の小型店。約2.5km離れた国道19号線沿いに、1994年（平成6年）7月15日新築オープンしたユニー瑞浪店（2代目、現・ピアゴ瑞浪店）に移転のため閉店。
- ユニー芥見店（岐阜市芥見大船2-96-1[128]、1985年（昭和60年）4月12日開店 - 2002年（平成14年）9月29日閉店[広報 8]）SC名称 ：ALMA（アルマ）

敷地面積約9,722m2、鉄筋コンクリート造2階建て塔屋3階、延べ床面積約10,399m2、店舗面積約6,063m2（直営店舗面積約3,600m2）、駐車台数約400台。閉店時の店舗面積約3,300m2。
芥見ショッピングパーク「アルマ」（東部商業開発ビル）の核店舗として出店。
- ピアゴ鶉店（岐阜市中鶉7-74-1[130]、1995年（平成7年）6月23日開店[131] - 2018年（平成30年）11月25日閉店[広報 14]）

旧ユーストア鶉店。鉄骨造平屋建て一部2階建て、延べ床面積約7,891m2、店舗面積約5,950m2。

##### 中津川市
- ユニー中津川店（中津川市新町2[132]、1970年（昭和45年）11月20日開店[132]-1997年（平成9年）8月17日閉店[133]）

敷地面積約2,340m2、鉄筋コンクリート造地下1階地上4階建て、延べ床面積約8,431m2、店舗面積約5,030m2 → 約5,351m2、駐車台数180台。
閉店後の同年10月10日、アピタ中津川店が後継店舗として近隣に開店した。
閉店後の跡地は恵那市の企業へ売却され、その後中津川市内の有力企業人らが出資した株式会社新町開発が土地を取得し、新町駐車場として利用されていた。
2009年（平成21年）11月に中津川市が土地を取得し、1階と2階を同市が区分所有する生涯学習施設として上層階に公共施設賃貸住宅や有料老人ホームが入る10階建て複合ビル建設案を進めた。2011年（平成23年）10月12日に起工式を行って着工にこぎつけたが、経済情勢の変化や中津川市の生涯学習施設の計画が進まなかったことから建設事業が中断されるとともに、中津川市長のリコール（解職請求）運動に発展した。
その後再び、2019年（令和元年）に新図書館建設構想が持ち上がり、現在は情報発信基地を兼ねた「（仮称）市民交流プラザ」の建設が進められている。2023年（令和5年）9月竣工予定。旧中山道沿いの中津川新町商店街に立地した。
- アピタ中津川店（中津川市淀川町、1997年（平成9年）10月10日開店[140] - 2017年（平成29年）8月20日閉店[広報 3]）

店舗面積約18,000m2（直営店舗面積約11,500m2）。駐車台数約1,300台。
オーミケンシ中津川工場跡地に建設。開店の同年8月まで営業していた、ユニー中津川店の移転後継店として開店している。建物は屋上駐車場付4階建て。店舗は1-2階。3階以上は駐車場となっている。

##### 多治見市
- ユニー多治見駅前店ギャラリエアピタ館（多治見市本町、1985年（昭和60年）8月29日開館 - 2004年（平成16年）4月18日閉館[広報 15]）

閉館時の店舗面積約3,783m2。
- ユニー多治見駅前店（多治見市本町3-101-3[55]、1976年（昭和51年）9月3日開店[142] - 2006年（平成18年）2月12日閉店[広報 4]）

敷地面積7,423m2、店舗面積約5,285m2。駐車台数約500台。
ヤマカ陶料の地上6階建ての建物に出店した。
旧名ユニー多治見店（初代）。1994年（平成6年）10月、サンテラス多治見のオープンに伴い改称。
店舗跡の建物は大幅に改修され、2008年（平成20年）6月20日にクリスタルプラザ多治見がオープンした。
1階にヤマナカの高級タイプの食品スーパーの多治見フランテが入居し、3階にスポーツクラブのコパンアトレ（閉鎖済）、4階に所有者のヤマカ興産本社や内科等の医院、ギャラリーが入居している。多治見駅東200mに立地した。

##### 岐阜市・中津川市・多治見市以外の岐阜県美濃
- ユーホーム各務原店（各務原市鵜沼各務原町、2000年（平成12年）9月29日開店[146] - 2016年（平成28年）6月12日閉店[広報 2]）

店舗面積約6,800m2。
アピタ各務原店の西側に隣接する別棟平屋建てのホームセンターとして同店と共に開店した。
閉鎖後はDCMホールディングス傘下のDCMカーマに店舗を賃貸し、店舗名を「DCMカーマ各務原店」と変更し営業開始。同年7月20日改装オープン。
- ピアゴ関店（関市片倉町[147]、1976年（昭和51年）3月19日開店[148] - 2017年（平成29年）1月22日閉店[147]）

店舗面積約5,001m2、駐車台数約670台。
屋上駐車場付2階建て。
片倉工業の紡績工場跡地に出店した。
- アピタクロージング美濃加茂（美濃加茂市野笹町2-46[150]、2019年（令和元年）10月29日開店 - 2022年（令和4年）8月21日閉店）

同日ユニー運営のアピタ美濃加茂店から業態転換しリニューアルオープンした、UDリテール運営のMEGAドン・キホーテUNY美濃加茂店1階にアピタクロージング2号店として出店。直営衣料品専門店。正規店数にカウントされていた。
売場跡地はそのまま改装され、MEGAドン・キホーテUNY美濃加茂店の直営売場となった。
- ピアゴ浅草店（大垣市浅草4丁目65-2[151]、1993年（平成5年）10月1日開店[151][152] - 2018年（平成30年）2月18日閉店[広報 3]）

店舗面積約4,400m2（直営店舗面積約3,200m2）。
旧ユーストア浅草店。屋上駐車場付き平屋建て。
- ピアゴ穂積店（本巣郡穂積町大字馬場字中溝311-1[153]（現・瑞穂市馬場春雨町9）、1981年（昭和56年）11月13日開店[153] - 2019年（令和元年）9月29日閉店）

敷地面積約15,112m2、鉄筋コンクリート造2階建て塔屋1階、延べ床面積約6,007m2、店舗面積約4,150m2（直営店舗面積約2,898m2）、駐車台数約400台。
旧ユーストア穂積店。ユーストアにとって、岐阜県への初出店となった店舗。

##### 岐阜県飛騨
- アピタ飛騨高山店（高山市国府町金桶、2004年（平成16年）11月26日開店 - 2019年（平成31年）1月27日閉店）

開店当初は、ユニー北陸本部が所管だったが、のちにユニー中京事務所に移管された。屋上駐車場付鉄骨造地上2階建て（一部4階建て）。本館とは別にニトリ（同日閉店）やアミューズ施設が入居する2階建ての別棟も存在した。開店当初の店舗総面積約17,904m2

#### 三重県
- ユーホーム嬉野店（松阪市嬉野中川新町、2014年（平成26年）11月28日開店[要出典] - 2016年（平成28年）8月14日閉店[広報 2]）

店舗面積約2,900m2。
1999年（平成11年）12月のユーストア嬉野店（現・ピアゴ嬉野店）の開店時に同時開設予定だったが、長期間出店を凍結。その後、ユーホーム松阪三雲店の後継店として、ピアゴ嬉野店北側の駐車場跡を利用して別棟の増築を行い、同店に隣接する別棟平屋建てのホームセンターとして新築開店している。
閉鎖後はDCMホールディングス傘下のDCMカーマに店舗を賃貸し、店舗名を「DCMカーマ嬉野店」と変更し同年10月6日に改装オープンしたが、2018年10月21日に閉店。
現在は、スギドラッグ嬉野東店となっている。2019年7月11日オープン。
- ピアゴ赤尾店（桑名市赤尾台7-1[156]、1999年（平成11年）5月28日開店[157] - 2017年（平成29年）2月12日閉店[広報 17]）

店舗面積約4,000m2。
旧ユーストア赤尾店。平屋建て。
跡地の建物はそのまま改装され、株式会社山彦によって、同年9月1日に生鮮館やまひこ赤尾店がオープン。
- ピアゴ上地店（伊勢市上地町川西118-1[158]、2000年（平成12年）6月23日開店[158] - 2017年（平成29年）11月19日閉店[広報 3]）

店舗面積約7,800m2（直営店舗面積約6,300m2）。
旧ユーストア上地店。元々は、ケーヨージャスコ（現・ケーヨー）とフレックス（現・マックスバリュ中部）との合同で「伊勢上地ショッピングセンター」の出店が計画されていたが、諸事情により出店を断念。代わりにユーストアが同地での出店を決めた。一部を除き2階建て。店舗面積約5,785m2。
跡地の建物はそのまま改装され、株式会社パン・パシフィック・インターナショナルホールディングス傘下の株式会社長崎屋によって、翌年6月13日「MEGAドン・キホーテ伊勢上地店」がオープン。なお、ユニーの兄弟会社であるUDリテールは、同店の運営に関与しない。
- ピアゴ多度店（桑名市多度町戸津森下451-1[159]、1993年（平成5年）4月23日開店[160] - 2019年（平成31年）1月20日閉店[要出典]）

鉄骨造地上2階建て、延床面積約8,400m2、店舗面積約6,000m2。
旧ユーストア多度店。多度ショッピングセンターのキーテナントとして開店。
跡地の建物はそのまま改装され、株式会社一号館により、同社のディスカウント業態である「エフマート多度店」が同年4月23日オープン。
- アピタクロージング鈴鹿（鈴鹿市南玉垣町、2019年（令和元年）6月25日開店[162] - 2022年（令和4年）8月28日閉店[要出典]）

同日ユニー運営のアピタ鈴鹿店から業態転換しリニューアルオープンした、UDリテール運営のMEGAドン・キホーテUNY鈴鹿店に出店した直営衣料品専門店。新業態アピタクロージング1号店。正規店数にカウントされていた。
売場跡地はそのまま改装され、MEGAドン・キホーテUNY鈴鹿店の直営売場となった。

#### 静岡県

##### 静岡市
- バルザ静岡店（静岡市呉服町2丁目1-5[18]（現・葵区呉服町）、1967年（昭和42年）11月[20][163]27日開店 - 1988年（昭和63年）2月休業、同年6月家電店改装[164] - 1994年（平成6年）9月18日閉店[164]）

地下1階地上7階建て、店舗面積約2,415m2（直営店舗面積約2,212m2）。
元ユニー静岡呉服町店。4階建て。衣料・生活雑貨のみ販売。のちに独立家電専門店ダイイチバルザ静岡店（ダイイチバルザ事業部運営）に改装する。なお、ダイイチバルザ静岡店開店前は短期間ながら1〜2F部分のみ、さが美として営業していた。さが美は後に現在のファミリーマート静岡呉服町店付近に移転した。
1994年（平成6年）2月21日にダイイチ（のちのデオデオ・現エディオン）との家電販売契約解消に伴い、バルザ静岡店と改称。閉店後、後継に生活創庫静岡店（後述）が同年10月に家電コーナーを新設し、家電業務は同店に引き継がれた。
跡地は、1995年（平成7年）に大林組の系列企業に売却されており、建て替えて「5風来館（ごふくかん）」が開業した。同館は、テナントの移転などで2013年（平成25年）3月から地下1階から地上3階までが空き店舗となったが、その地下1階から地上3階に2015年（平成27年）3月4日に「アネックス静岡伊勢丹」がオープンした。静岡駅北西約500mに立地した。
- 生活創庫静岡店（静岡市伝馬町6-1[169]（現・葵区伝馬町）、1984年（昭和59年）11月21日開店[169][170] - 2000年（平成12年）8月19日閉店）

敷地面積約3,349m2、鉄筋コンクリート造地下1階地上11階建て塔屋1階、延べ床面積約18,476m2、店舗面積約7,300m2（当社店舗面積約6,000m2）、駐車台数約160台。
オープン時の名称はライブアピタ静岡。1989年（平成元年）に、生活創庫アピタ静岡店に改称。1991年（平成3年）10月24日に改装し、生活創庫静岡店と再改称される。
跡地の静岡伝馬町プラザビルでは地権者法人がFIVE-Jというテナントビルを経営していたが、2006年（平成18年）に109が地階にSHIBUYA109 DREAMSとして入居。2007年（平成19年）に拡張し、全館をSHIZUOKA109として営業を開始。
大規模小売店舗法に基づく静岡商業調整協議会の結審時点では「シティサンテラス静岡（伝馬町再開発ビル）」。静岡鉄道新静岡駅南150mに立地した。
- ピアゴ ラ フーズコア中田店（静岡市駿河区中田2丁目、2010年（平成22年）3月25日開店 - 2017年（平成29年）2月12日閉店[広報 17]）

JR東海不動産が所有、管理運営する分譲マンション「セントラルガーデン・レジデンス静岡」に付帯する商業施設として開店。平屋建て。店舗面積約924m2。
ラ フーズ コア業態では静岡県唯一の店舗であり、同業態では初の閉店。建物はユニー所有であり、後継にエンチョーが運営するホームセンター「ハードストック静岡店」として貸し出されている。同年5月30日にオープン。
- ピアゴ清水高橋店（静岡市清水区高橋5丁目、2003年（平成15年）3月21日開店 - 2016年（平成28年）2月閉店[173]）

閉店時の店舗面積約9,500m2（直営店舗面積約5,400m2）。
旧ユーストア清水高橋店。2階建て地下1階。建物は1993年（平成5年）9月1日にシズオカヤフランツ清水店として開店しており、合併に伴い店舗名が忠実屋フランツ清水店に、その後も合併によりダイエー清水店となり、ダイエー閉店後にユーストアが居抜き出店。
跡地の建物はそのまま改装され、同年7月22日にバロー清水高橋店が開店した。
- アピタ静岡店（静岡市駿河区石田１丁目、2005年（平成17年）11月3日開店 - 2025年（令和7年）3月閉店[174]）

セントラルスクエア静岡「ショッピング館」内に出店。
閉店後はイオンリテールがイオンスタイル静岡店（仮称）をショッピング館に2026年春に開業することを発表している。

##### 静岡市以外の静岡県中部
- ユニー焼津店（焼津市本町2-1-5[18]、1969年（昭和44年）7月3日開店[176] - 1987年（昭和62年）12月閉店[177]）

店舗面積約3,955m2。
駐車場不足などにより閉店した。
- ユニー島田店（島田市町並7996[178]、1979年（昭和54年）4月19日開店[179][180] - 1999年（平成11年）2月閉店[要出典]）

敷地面積約2,686m2、鉄筋コンクリート造地上4階建て塔屋1階、延べ床面積約15,891m2、店舗面積約4,916m2（当社店舗面積約3,738m2）、駐車台数約520台。
本通3丁目ビルの核店舗として開店。
地元から営業存続の要請を受けていたものの1999年（平成11年）4月の店舗の賃貸契約の期限を迎えることに伴い閉店。
跡地の建物はそのまま後継に、1階に食品スーパー「ビックポンドストアー本通3丁目店」、2階にドラッグストア「ウィンダーランド島田店」、3階に100円ショップ「ザ・ダイソー島田店」などが入居するが、建物の耐震上の問題で、2009年（平成21年）3月末に撤退。ビックポンドストアーのみ半年延長し、同年9月末に閉店。翌年早春に建物を取り壊し、一旦更地となった。
- ステップイン島田店

- ユニー藤枝白子店（藤枝市本町2-1-35[18][183]、1967年（昭和42年）11月15日開店[183][184]、1989年（平成元年）11月建替 - 2003年（平成15年）2月16日閉店）

店舗面積約1,485m2。
元ユニー藤枝店。旧店舗は3階建て。建て替え後の新店舗は屋上駐車場付き2階建て。アピタ藤枝店が1988年（昭和63年）4月20日に開店しており、明確に分けるためにユニー藤枝白子店と改称して開店している。建て替え後の店舗の閉店時の面積3,975m2。
- アピタ藤枝店（藤枝市田沼1-1756[186]、1988年（昭和63年）4月20日開店 - 2016年（平成28年）6月26日閉店[広報 17]）

店舗面積約8,400m2（直営店舗面積約6,400m2）。
藤枝南ショッピングセンターのキーテナントとして入居。屋上駐車場付き3階建て。
跡地は静岡鉄道が主体となり、2020年（令和2年）1月21日に「しずてつストア藤枝駅南店」を核店舗とする藤枝駅南複合商業施設がオープン。藤枝駅南約100mに立地した。

##### 静岡県西部
- ユニー磐田駅前店（磐田市中泉399-6[1]、1967年（昭和42年）7月13日開店[176] - 1990年（平成2年）8月閉店）

旧名ユニー磐田店（初代）。4階建て。衣料・生活雑貨のみ販売していた。1980年（昭和55年）11月、サンテラス磐田のオープンに伴い改称。店舗面積約1,593m2。
- ユニー掛川駅前店（掛川市南西郷七の坪118[188]、1972年（昭和47年）11月3日開店[189] - 1997年（平成9年）2月閉店[177]）

店舗面積約4,990m2。
旧名ユニー掛川店（初代）。1995年（平成7年）3月24日、サンテラス掛川のオープンに伴い改称。
跡地は掛川駅前駐車場を経て、現在は商業施設「ウィタス138かけがわ」。2015年（平成27年）10月1日オープン。道路向かいにはジャスコ跡地がある。
- ユニー浜北店（浜北市沼273[191][192]（現・浜松市浜名区）、1979年（昭和54年）11月22日開店[191][192][193] - 2003年（平成15年）6月15日閉店[194]） SC名称 ：サンテラス浜北

敷地面積約24,750m2、鉄筋コンクリート造地下1階地上3階建て塔屋1階、延べ床面積約11,843m2、店舗面積約6,483m2（当社店舗面積約4,412m2）、駐車台数約700台。
- ピアゴ上島店（浜松市中区［現・中央区］上島三丁目、2002年（平成14年）11月22日開店[要出典] - 2017年（平成29年）8月20日閉店[広報 3]）

店舗面積約1,900m2。
旧ユーストア上島店。平屋建て。店舗面積約1,420m2。
跡地の建物はそのまま改装され、同年11月23日に杏林堂上島駅前店としてオープン。遠州鉄道上島（かみじま）駅東、約150mに立地した。
- アピタ初生店（浜松市北区（現・中央区）初生町626-1[195]、1989年（平成元年）3月24日開店[196]、2013年（平成25年）4月14日休業、同年10月4日改装開店[197] - 2017年（平成29年）10月1日閉店[広報 3]）

鉄筋コンクリート造地下1階・地上3階建て、店舗面積約12,900m2（直営店舗面積約8,100m2）。
駅前商業地区の地元商業者らで設立した「高台ショッピングセンター協同組合」と共に開設したサンカショッピングセンターのキーテナントとして開店した。国道257号線沿いにあり、1994年（平成6年）に立体駐車場を増設した。売場は地階から2階まで。
2012年（平成24年）2月よりサンカを運営していた高台ショッピングセンター協同組合から、所有権がユニーに移管している。
2013年（平成25年）10月に耐震構造を整え、多くの専門店の入れ替えるなどの大規模改装を行い再開店していたが、売り上げが伸びず不振に伴う閉店。なお、直営部分の撤退であり、施設全体は閉鎖されずに、複数の一部テナントは営業を継続している。
店舗跡の施設は地元の不動産会社「RiNK Group」が買収し、2017年（平成29年）12月15日にショッピングセンター「ラフレ初生」として新装開店した。「ラフレ初生」の開業時には1階にオークワが出店し、2階にはニトリが出店した。「オークワラフレ初生店」は2019年（令和元年）9月20日に閉店した。は空いていた1階部分に主要テナントとして2021年（令和3年）4月にケーズデンキが出店した。

##### 静岡県東部
- ユニー富士宮大宮店（富士宮市大宮町18-21[201]、1973年（昭和48年）10月27日開店 - 2002年（平成14年）2月17日閉店[広報 21][202]）

旧名ユニー富士宮店（初代）。1994年（平成6年）12月2日、サンテラス富士宮のオープンに伴い改称。2階建て。閉店時の店舗面積約4,145m2。
- ユニー三島広小路店（三島市広小路10[204]、1973年（昭和48年）7月1日開店[204][205] - 2005年（平成17年）5月20日閉店[要出典]）

敷地面積約3,087m2、鉄筋コンクリート造地下1階地上5階建て塔屋2階、延べ床面積約11,534m2、店舗面積約6,674m2（当社店舗面積約4,860m2）、駐車台数約580台。
キミサワは建て替えるマンションに出店することになり、2008年（平成20年）5月に食品スーパー「キミサワ広小路店（現・マックスバリュ三島広小路店）」を出店した。伊豆箱根鉄道駿豆線三島広小路駅前、三島大通り商店街内に立地した。
- ユニー駿東店（駿東郡清水町伏見字泉頭58-1[208][209]、1981年（昭和56年）12月4日開店[208][209] - 2008年（平成20年）2月11日閉店[210]） SC名称 ：サンテラス駿東

敷地面積20,525m2、鉄骨鉄筋コンクリート造地上3階建て、店舗面積約10,052m2（直営店舗面積約6,980m2）、駐車台数約932台。
大東紡織が所有する工場跡地に建設された店舗。3階建て。最盛期の1994年（平成6年）度に直営の売上高が約83億円に達したが、2006年（平成18年）度は39億円と半分以下に落ち込んだところに、同社との賃貸契約の期限が来たため、閉店となった。閉店時の店舗面積は約10,700m2。
開店時、子ども図書館（閉鎖時約1.5万冊蔵書）を開設しており、名古屋市の児童書専門店「メルヘンハウス」にユニーが運営を委託していた。
現在、跡地の建物はそのまま、2008年（平成20年）5月2日に「サントムーンアネックス」として、エディオンサントムーン柿田川店などが後継として開店している。跡地利用について詳しくは、のちに店舗の北側に建てられたサントムーン柿田川参照。

### 北陸地区

#### 富山県
- ユニー新湊店（新湊市（現・射水市）中新湊17-31[214][215]、1973年（昭和48年）9月2日開店[214][216] - 1981年（昭和56年）2月15日閉店[217]）

敷地面積約3,530.52m2、鉄骨鉄筋コンクリート造地上6階建て、延べ床面積約9,172.46m2、店舗面積約4,895.61m2（当社店舗面積約259m2）、駐車台数約70台。
ナルスと共にナカシンショッピングセンター（中新湊ショッピングセンター）の3階に賃借契約として出店していた衣料品店舗。
- ユニー高岡店（高岡市御旅屋町51[218][215]、1971年（昭和46年）11月8日開店[218] - 1994年（平成6年）1月[219]23日閉店）

敷地面積約3,300m2、鉄筋コンクリート造地下1階地上7階建て、延べ床面積約16,500m2、店舗面積約9,900m2（直営店舗面積6,729m2）、駐車台数80台。
現在、跡地は建て替えて立体駐車場「NPC24H高岡駅前パーキング」。高岡駅北口側に立地した。
- ユニー魚津店（魚津市釈迦堂33[215][220]、1975年（昭和50年）7月26日開店[220] - 1998年（平成10年）1月閉店[221]）

3階建て。店舗面積約4,927m2、駐車台数230台。
日進産業（富山市）が所有・運営していたボウリング場「ジャンボボウル」を半分取り壊した跡地に建設。さがみなどテナント5店、駐車台数250台でオープン。1973年頃の出店計画発表当初は中心部の映画館「オリオン座」跡地への出店が予定されていたが、敷地の問題から前述の場所への出店に変更された。1986年（昭和61年）7月3日には催し物広場「イベントハウス」がオープンし、1992年（平成4年）3月には『プレイ・ワン』が独立店舗へ売り場を移転した。
跡地は建て替えて、2000年（平成12年）7月7日に大阪屋ショップ魚津釈迦堂店がオープンした。副核店舗および店舗設置者は立山酒店。魚津市役所の北に立地した。
1999年（平成11年）11月12日、後継としてフェアモール魚津（核店舗アピタ魚津店）が同市内で開業したが、後述の通り2020年（令和2年）1月12日に業態転換のため閉店し、同年4月14日、MEGAドン・キホーテUNY魚津店としてリニューアルオープン。
- ユニー立山店（中新川郡立山町野口[228]、1979年（昭和54年）12月7日開店[229] - 2001年（平成13年）1月21日閉店[230]）

敷地面積7,414m2、延べ床面積4,846m2、店舗面積約3,315m2（直営店舗面積約2,218m2）。駐車台数350台。鉄筋コンクリート造2階建て。閉店時の直営店舗面積約2,523m2。
1978年（昭和53年）11月中旬に計画を発表して以来、地元商業者の反対で難航し、翌1979年6月22日の事前商調会でようやく合意に達し、同年7月13日に着工した。
閉店後、長らくユニーが所有する空きビルとなっていたが、2012年（平成24年）3月に解体されることが決まった。跡地は一旦更地となり、アルミ金属加工業のエヌアイシ・オートテックが、新工場（立山第2工場）の用地として、土地所有するユニーより約6,400平方メートルを取得したと発表し、2017年（平成29年）6月に同社の立山事業所として開設された。富山地方鉄道五百石駅および立山町役場の西約1kmに立地した。
- ユニー富山駅前店（富山市桜町1-3-1[233]、1971年（昭和46年）11月10日開店[218][233] - 2004年（平成16年）10月24日閉店[広報 15]）

敷地面積約3,300m2、鉄筋コンクリート造地下1階地上5階建て、延べ床面積12,585m2、売り場面積7,106m2、駐車台数200台。
閉店時の店舗面積約5,520m2。
2005年（平成17年）にレオパレス21が土地と建物を取得して同年6月上旬から建物を解体し、ホテルとマンションの複合ビル建設が有力視されていたが、2010年（平成22年）末に同社は事業化を断念して転売する方針に切り替えた。地下構造物の撤去作業を進めたのち、2012年（平成24年）に北陸電気工事が取得。その後、同社の不動産事業子会社ホッコー商事が時間貸し駐車場として営業すると共に、敷地の一部に飲食店などが入る2階建てテナントビル「さくらビル」を建設。同年7月24日に最初のテナントがオープンした。
2017年（平成29年）にダイワロイヤルと土地の賃貸借契約を結んだため、早くも「さくらビル」は解体され、同地に2019年（平成31年）4月11日に13階建て、客室204室（うちツインが98室）を備えた『ダイワロイネットホテル富山駅前』が開業した。
また、約4,000m2の駐車場跡地は準大手ゼネコンの佐藤工業が保有していたが、民間都市開発推進機構が約40億円で取得して、2007年（平成19年）1月中旬締め切りで公募を行った。大和ハウス工業など4社で競合したが、アパホーム（アパグループ）が民間都市開発推進機構の経営審査会と価格審査会の審査で選定されたのち取得し、243室のホテルと90室のマンション、商業施設の3棟からなる複合施設の建設を2008年（平成20年）3月21日に発表。2010年（平成22年）12月24日に「アパヴィラホテル富山駅前」が開業した。
- ユニー大島店（射水郡大島町小島（現・射水市）、1989年（平成元年）6月25日開店[110] - 2006年（平成18年）9月24日閉店[広報 7][243]） SC名称 ：アプリオ大島

1988年7月22日に「ダイオーショッピングスクエア」の仮称で着工、1989年6月25日に、ショッピングセンター「アプリオ」のキーテナントとして開店。2階建て。売場面積10,708m2のうち6,575m2を占め、1995年（平成7年）に売上高約53億円を上げていたがイオンモール高岡やアル・プラザ小杉、イータウンなどの競合店の登場で、2005年（平成17年）に売上高約21.38億円へと約60%減少したため閉店した。
跡地の建物はそのまま改装され、2006年（平成18年）12月7日に大阪屋ショップアプリオ店などがオープンした。2階には副核店舗として家具・インテリアの「米三アプリオ店」が2012年（平成24年）7月14日にオープンしたが、2018年（平成30年）春に撤退。2階は一時空きスペースとなり、2020年（令和2年）7月22日に山崎屋（金沢市）運営の室内遊園地『富山あそびマーレ』が入居した。
- アピタ黒部店（黒部市前沢、2004年（平成16年）4月17日開店 - 2017年（平成29年）8月20日閉店[広報 3]）

マイカルによって、1997年（平成9年）8月27日に開店し、2003年（平成15年）6月に閉店した、「黒部サティ」の後継として居抜き出店。2階建て。総営業面積約16,200m2、うちアピタ店約7,360m2。この他に、パチンコ店（エスタディオ黒部店）やハンバーガー店（モスバーガー黒部店）が出店する別棟を備えていたが、いずれも本棟の閉店当日までに閉店している。
2階には副核店舗として、家電量販店「ジョーシン黒部店」が入居していたが、先立つ2015年（平成27年）5月に閉店。これに加えて国道8号入善黒部バイパスの開通による交通量の変化や競合店が増加した影響でアピタの売り上げが低迷していたことが明らかにされた。売上も2006年（平成18年）の24億円をピークに減少し、一度も売上目標を達成することは出来なかった。
なお、跡地については同年7月21日の時点で2、3社と入居の協議がされていた。さらに、同年10月24日にPLANTが同店舗跡地に出店を検討していることを明らかにしたが、のちに同社は出店を断念。そのためユニーは「建物として残しておく理由が無くなった」として2018年（平成30年）12月より建物（別棟・立体駐車場も含めた全館）の解体工事に着手した。翌年夏頃に更地化が完了した。
解体後の跡地利用はしばらく未定状態となっていたが、2021年（令和3年）4月30日、アルビスが跡地に新店舗を建設・出店するとし、2022年夏頃のオープンを予定すると発表した。同年にはナフコも同地へ2022年度内に開業することを発表している。2021年10月8日、いずれも2022年5月28日に開店予定と発表した。その後、アルビスは当初予定から遅れた2022年7月22日に、ナフコは同年9月22日にそれぞれオープンした。

#### 石川県
- ユニー竪町店 （金沢市竪町48[55][257]、1968年（昭和43年）6月8日開店[257] - 1978年（昭和53年）12月24日閉店）

敷地面積約1,700m2、鉄筋コンクリート造地下1階地上4階建て、延べ床面積約6,370m2、店舗面積約3,850m2。
旧名ユニー金沢店（初代）。1977年（昭和52年）11月、サンテラス金沢のオープンに伴い、ユニー竪町（たてまち）店と改称。
跡地の建物は改装され、当社の呉服専門店子会社のさが美が運営する「竪町パティオ」が1979年（昭和54年）4月28日に開店した。
2006年（平成18年）2月から建て替えを始め、2007年（平成19年）4月20日に金沢パティオがオープン。
- ユニー加賀店（加賀市大聖寺東町1-27-1[264]、1974年（昭和49年）11月10日開店[264][265] - 2000年（平成12年）8月22日閉店[266][広報 11]） SC名称 ：ミリオンプラザ

敷地面積約6,066m2、鉄筋コンクリート造6階建て塔屋2階、延べ床面積約7,875m2、店舗面積約8,497m2（当社店舗面積約3,563m2）、駐車台数約1,000台。閉店時の店舗面積約7,121m2。
石川県内では初めての地元商業者による共同店舗であった「ミリオンプラザ」に出店していた。
2007年（平成19年）に建物を解体し、跡地は現在、老人福祉施設「慈妙院加賀」。大聖寺駅北東約700mに立地した。
- （初代）ユニー七尾店（七尾市御祓町子7-10[55]、1973年（昭和48年）12月13日開店 - 1994年（平成6年）5月閉店）

店舗面積約4,630m2。
- （2代目）ピアゴ七尾店（七尾市御祓町1[268]、1995年（平成7年）4月29日開店[268][269] - 2017年（平成29年）2月12日閉店[広報 17]）

売場面積約6,870m2。
ユニー七尾店（2代目）として開店。
ユニー七尾店（初代）と市が所有する小学校跡地や加賀屋の駐車場が8割を占める七尾駅前市街地再開発事業で建設された再開発ビル「パトリア」のキーテナントとして出店した。7階建て建物の1階-3階に入居し、同店の開業時は能登地方最大の食料品売場を持つ店舗となっていた。
閉店後の食料品売場の後継に、鍜治商店（津幡町）が展開する食品スーパー「カジマート」の出店が決まり、同年4月29日に「カジマート七尾パトリア店」オープン。2階の跡フロアには衣料を主体にした専門店やホームセンター、3階の一部は七尾市役所の一部署が順次入居した。
しかしながら、ビルの所有者「七尾都市開発」が2019年（平成31年）2月に破産宣告を受け、その影響でかつてユニー等が出店していた商業施設部分が同年5月以降閉鎖となった。
その後、2021年（令和3年）7月30日、1階部分にドン・キホーテ七尾店が開店した。

#### 福井県
- 生活創庫福井店（福井市中央1-1-12[18]、1968年（昭和43年）9月[271]28日開店 - 2002年（平成14年）1月20日閉店[272]）

元ユニー福井店。店舗の入居していたビルは、敷地面積約2,100m2の土地に建てられ、地下1階・地上7階建ての延べ床面積約10,100m2の建物であった。1983年（昭和58年）11月12日に中学・高等学校生向け衣料主体のポアンカ福井店へ業態転換し、1990年（平成2年）2月にOL層を含む若者向けのファッションビルの生活創庫福井店へ再度業態転換した。
店舗は地下1階から地上4階までで、売場面積約5,607m2。閉店後は2006年（平成18年）に三谷商事へ売却された。店舗の入居していたビルは閉店後、イベント会場「えきまえKOOCAN」とし1階以外を封鎖。駐輪場も併設され利用されていた。
2013年（平成25年）4月に再開発に伴う権利変換計画が承認され、同月からビル内装の解体を始めて同年5月21日から外壁の解体の工事に進み、建物は解体された。
跡地を含む再開発では、2013年（平成25年）10月に地下2階・地上21階建ての高さ約90mのビルが着工され、2016年（平成28年）4月28日、福井駅西口再開発ビル『ハピリン』が竣工した。
- アピタ武生店（武生市新町7-8[277]（現・越前市）、1988年（昭和63年）3月18日開店[278] - 2010年（平成22年）3月20日閉店[279]） SC名称 ：シピィ

敷地面積約73,000m2、延べ床面積約34,547m2、店舗面積約12,000m2、駐車台数約1,700台。
ショッピングセンター、シピィのキーテナントとして開店。店舗面積約5,901m2。同施設を運営する「武生商業開発」が2009年（平成21年）9月28日に民事再生法の適用を申請して事実上破綻した。同社は営業を継続しながら再生計画の策定を進めようとしたが、スポンサー探しが難航したため経営再建を断念し、破産する方針を同年12月に決定し、2010年（平成22年）1月末での営業休止をテナントに通告した。
しかし、テナントで作るシピィ専門店会は「武生商業開発」の破綻後も営業の継続を模索したが、民事再生手続きの廃止確定後の営業見通しが立たない上アピタ武生店も業績が悪化しているとして、2010年（平成22年）3月に契約を更新せず撤退する方針をユニーがシピィ専門店会に伝えたため、両者で閉店日を調整して撤去期間を見込んでユニーのテナント契約が切れる4日前の3月20日まででの閉店が決まった。
跡地の活用は未定だったが、武生商業開発が権利譲渡したロイヤル総合開発（東京）の管理運営で中核店舗に大黒天物産が運営する食品スーパー「ラ・ムー」が北陸地区初の店舗として、1階の約20%の売り場面積約2,500m2で出店し、閉店時のテナント52店のうち24店が再出店するなど44店舗で、2012年（平成24年）5月24日に再開業した。

### 甲信越地区

#### 山梨県
- アピタ田富店（中巨摩郡田富町山ノ神1383-9[289]（中央市）、1998年（平成10年）10月2日開店[289] - 2018年（平成30年）9月9日閉店[広報 14][290]）

開店当初の店舗面積は約23,093m2。
山梨県において初出店となった店舗。富士観光開発（株）が所有する「富士観光開発ビル2」のキーテナントとして開店。屋上駐車場付き2階建て。
直営部分の閉鎖であり、ニトリは「ニトリ田富店」として営業を継続するなど、ショッピングセンター自体は閉鎖されなかった。
株式会社ちぼりホールディングス（神奈川県足柄下郡湯河原町・焼菓子製造）が、2021年（令和3年）1月21日に「山梨中央ギフトセンター」を稼働した。

#### 長野県

##### 飯田市
- ユニー飯田衣料センター（飯田市知久町2-1[293][294][295]、マルサン1957年（昭和32年）10月1日開店[295]、1970年（昭和45年）2月21日継承開店[293] - 1974年（昭和49年）4月閉店[4]）衣

売場面積2,244m2 → 540m2。
取扱商品：食料品・衣料品・雑貨。
- ピアゴ飯田駅前店（飯田市東和町2-35[122]、1974年（昭和49年）4月20日開店[296]、2003年（平成15年）8月18日休業、同年12月12日改装開店 - 2018年（平成30年）9月30日閉店[広報 14]）

敷地面積約3,960m2、鉄筋コンクリート造地下1階地上5階建て、延べ床面積約13,278m2、店舗面積約7,260m2。
市内4ヶ所に分散していた小型店舗を統合し、ユニー飯田駅前店として開店。
2003年に大改装し、ジョイマートユニー飯田駅前店として再開店していた。
2019年に飯田市の吉川建設が土地と建物をユニーから購入。建物は取り壊さずに改修を行い、飯田市内にある本社その他を旧ピアゴに集約することを検討し、さらに一部を商業施設として活用するため、約2年をかけテナントを誘致する考えを持っていることを明らかにした。
吉川建設が出資する別会社が事業主体となって「飯田駅前プラザ（仮称）」として整備されることになり、1階は生鮮食料品も扱うツルハドラッグ飯田駅前店が出店する商業エリア、2階と3階は「飯田市公民館（吾妻町から移転）」「飯田市立飯田駅前図書館」などが入るムトスプラザ、4階と5階には吉川建設のオフィスが入り、仮称は改められ「丘の上　結いスクエア」として2022年（令和4年）5月19日オープン。

##### 駒ヶ根市
- （初代）ユニー駒ヶ根店（駒ヶ根市赤穂16292-1[55]、1970年（昭和45年）2月1日開店 - 1984年（昭和59年）7月閉店）

- （2代目）ユニー駒ヶ根店（駒ヶ根市中央15-12[300]、1984年（昭和59年）11月17日開店[301] - 1996年（平成8年）5月閉店[302]） SC名称 ：アルパ

敷地面積約2,100m2、鉄骨造地下1階地上3階建て塔屋1階、延べ床面積約4,883m2、店舗面積約2,381m2（直営店舗面積約1,537m2）。

##### 北信
- ユニー長野店（長野市鶴賀権堂町1437[55]（旧・大字鶴賀字鍋屋田1437[122]）、1970年（昭和45年）4月26日開店[303][304] - 1982年（昭和57年）4月閉店[305]）

店舗面積約4,099m2。
- ユニー上田中央店（上田市中央3丁目7-1[307]、1974年（昭和49年）4月19日開店[307][308] - 1988年（昭和63年）4月閉店[308][87]）

敷地面積約2,537m2、鉄筋コンクリート造地下1階地上6階建て塔屋1階、延べ床面積約13,130m2、店舗面積約5,764m2（当社店舗面積約4,917m2）、駐車台数約129台。
原町通りの原町問屋の跡に開設された店舗で、開業時点で地場資本以外では初めて上田市に進出した大型店であった。5階建て地下1階。

### 関東地区

#### 東京都
- ユニー成瀬店（町田市南成瀬1-3-2[21]、1980年（昭和55年）6月20日開店[309] - 2000年（平成12年）8月18日閉店[広報 11]） SC名称 ：ペアーズなるせ[309]

店舗面積約6,558m2、駐車台数約160台。
成瀬相鉄ローゼンショツビングセンターに出店していた。ペアーズは相高SCとの共同開発（ペア）によることに由来する。
- アピタイースト21店（江東区東陽6丁目、1992年（平成4年）9月3日開店[310] - 2007年（平成19年）8月19日閉店[広報 27]）

オープン時の名称は生活創庫UNYイースト21店。鹿島建設グループと共同開発した複合施設「東京イースト21」のキーテナントとして、鹿島東京開発が運営する「東京イースト21モール」やホテルと共に開業したユニーの東京23区内で初めての店舗であった。売場は当初から建物の1階から4階まであった。
店舗面積は約13,911m2で、2000年（平成13年）2月期に対前年比約5.3%減の売上高約135.79億円でユニー全店で第2位の売上高を上げていた。
近隣にイトーヨーカドーやジャスコなどが進出して競争が激化したことに対応して、2004年（平成16年）4月10日に改装して品揃えの拡充と直営売場の一部専門店化を行ってアピタイースト21店に改称した。
跡地の建物はそのまま、1階に後継としてクイーンズ伊勢丹東陽町店が2008年（平成20年）4月25日に入居したが2009年（平成21年）8月に閉店。同年11月21日にサミットストアイースト21店が後継として開店した。2階以上はビジネスセンターとなっている。
なお、1992年（平成4年）8月3日に同社の東京本部もイースト21タワー13階に移転し、業務を行っていた。アピタイースト21店の閉店によりユニーのGMSは東京都から撤退した。

#### 神奈川県

##### 横浜市
- ピアゴイセザキ店（横浜市中区伊勢佐木町3丁目105[1]、1969年（昭和44年）4月25日継承開店[315] - 2013年（平成25年）8月18日閉店[広報 28]、2015年（平成27年）7月3日再開店[316] - 2020年（令和2年）8月9日閉店[要出典]）

旧店舗は5階建て。閉店時の営業面積約4,190m2（直営4,161m2）。建物老朽化による閉店。
2014年（平成26年）8月から建替え店舗（3階建て）の建設に着手。翌年に開店した新店舗はユニーで初めて食料品売場を2フロアで展開していた。
跡地利用は、株式会社長谷工コーポレーションが主体となる「中区伊勢佐木町3丁目計画」によって、15階建て共同住宅（218戸）兼店舗の建設が進められている。2024年（令和6年）11月竣工予定。
- （2代目）ユニー大口店（横浜市神奈川区入江2-18-2[319][320]、1971年（昭和46年）6月19日開店[319] - 1991年（平成3年）3月10日閉店[要出典]）

敷地面積約2,728m2、鉄筋コンクリート造地下1階地上4階建て、延べ床面積約7,682m2、店舗面積約5,771m2、駐車台数約90台。
約150m離れた近隣に、1991年（平成3年）3月27日、新築オープンした雑貨創庫ユニー大口店（3代目）に移転のため閉店。同店は現在のMEGAドン・キホーテUNY横浜大口店。
移転後、大口駅前にあった旧店舗は改装され、ユニー関東事務所（ユニー大口東口駅前ビル）となったが、2013年（平成25年）5月6日に新横浜に仮移転。全面的な建て替えが2015年（平成27年）3月までに完了し、同年4月1日から「ユニーグループ・ホールディングス大口ビル」として関東事務所のほか子会社10社の関東の事務所も集約した。現在は、「ユニー大口ビル」と改称されている。
- ユニー戸塚西口店（横浜市戸塚区戸塚町60[18]、1966年（昭和41年）12月18日開店[322] - 2003年（平成15年）1月10日閉店[広報 8]）

店舗面積約831m2 → 閉店時の店舗面積約863m2。
旧名ユニー戸塚店（初代）。衣料・生活雑貨のみ販売していた。2階建て。1983年（昭和58年）6月、サンテラス戸塚のオープンに伴い改称。
- ユニー綱島店（横浜市港北区綱島西3-3-3[18]、1969年（昭和44年）11月29日開店[323] - 2004年（平成16年）2月18日閉店[324]）

店舗面積約4,392m2、駐車台数約155台。
跡地は建て替えて、2005年（平成17年）7月よりスポーツクラブ「メガロス綱島」が営業している。東横線綱島駅西300mに立地した。
- ユニー杉田店（横浜市磯子区杉田町字宮田1437[18][326]、1969年（昭和44年）9月4日開店[327][322] - 1995年（平成7年）2月閉店[要出典]）

店舗面積約1,165m2 → 約1,420m2。
- ピアゴ中山店（横浜市緑区台村町231-1[320]、1967年（昭和42年）11月18日開店[322] - 2015年（平成27年）2月15日閉店[94]）

敷地面積約4,620m2、鉄筋コンクリート造地下1階地上3階建て、延べ床面積約9,161m2、店舗面積約5,673m2、駐車台数約200台。
- アピタ日吉店（横浜市港北区箕輪町字舟下707-2[328]、1977年（昭和52年）6月17日開店[328] - 2015年（平成27年）11月29日閉店[広報 13][329]） SC名称 ：サンテラス日吉

敷地面積約14,187m2、鉄筋コンクリート造地下2階・地上2階建て、延べ床面積約27,743m2、店舗面積約10,913m2（直営約店舗面積約6,658m2）、駐車台数約950台。
岡本工作機械製作所の工場跡地にユニー日吉店として開店した。2009年（平成21年）3月14日、アピタ日吉店に改称。
直線距離で約350mのパナソニック綱島事業所跡地の「綱島サスティナブル・スマートタウン」に移転する形で、2016年（平成28年）度に新店舗「アピタ横浜綱島店」を開店させる予定であるとして閉店となった。しかし、開店は予定より遅れ、2018年（平成30年）3月30日にアピタテラス横浜綱島の核店舗としてオープンした。
- ピアゴ弘明寺店（横浜市南区中島町4-78[322]、1962年（昭和37年）5月20日開店[322]、1971年（昭和46年）4月27日休業、1972年（昭和47年）1月21日建替[要出典] - 2017年（平成29年）10月15日閉店[広報 3]）

店舗面積約1,400m2（直営店舗面積約900m2）。

##### 横浜市以外の神奈川県
- ユニー元住吉店（川崎市中原区井田中ノ町307横田ビル[18]、1968年（昭和43年）11月1日開店[333] - 1992年（平成4年）2月閉店[要出典]）

店舗面積約1,921m2。
- ユニー橋本店（相模原市橋本3-3-1[334]（現・緑区橋本）、1976年（昭和51年）11月[11]12日開店 - 2002年（平成14年）8月18日閉店[広報 8]） SC名称 ：サンテラス橋本

敷地面積約8,807m2、鉄筋コンクリート造地下1階・地上5階建て、延べ床面積約30,653m2、店舗面積約11,260m2（直営店舗面積約7,765m2）、駐車台数約600台。
- ユニー衣笠店（横須賀市衣笠栄町1-13[18]、1968年（昭和43年）4月3日開店[335] - 2004年（平成16年）2月8日閉店[広報 12]）

店舗面積約1,483m2。
- ピアゴ長後店（藤沢市長後字宿下分705[18]、1969年（昭和44年）10月25日開店[336] - 2010年（平成22年）1月17日閉店[337]）

売場面積3,447m2、駐車台数約80台。閉店時の店舗面積約3,045m2。
現在、跡地は建て替えて、子会社ユーライフ（現・ユニー）が建設し、医療施設と共に「医住」を兼ねた高齢者向け賃貸マンション。
- ピアゴ大雄山店（南足柄市関本、1996年（平成8年）7月11日開店[339] - 2016年（平成28年）5月15日閉店[広報 2]）SC名称 ：ヴェルミ

売場面積8,546m2。
伊豆箱根鉄道大雄山線大雄山駅前の市街地再開発事業で建設された再開発ビル「ヴェルミ2」のキーテナントとして入居。地下1階4階建て。
跡地の建物はそのまま改装され、1階に食料品スーパー小田原百貨店大雄山店が入居。同年9月28日オープン。

#### 千葉県
- アピタ八千代店（八千代市吉橋1851[343]、2000年（平成12年）10月20日開店[343] - 2006年（平成18年）8月20日閉店）

地上4階建て。1〜2階に総売場面積約20,800m2、直営売場面積が約14,000m2の売場が設置された大型店舗で、3〜4階などに約1,400台収容の駐車場を併設していた。東葉高速線八千代緑が丘駅北300mに立地した。現在はマルハンとメガセンタートライアルを核テナントとした複合商業施設「ism緑が丘」となっている。

#### 埼玉県
- ピアゴ騎西店（加須市根古屋、1995年（平成7年）10月6日開店[344][345] - 2011年（平成23年）2月13日閉店[広報 9]）

ユーストアの関東進出断念に伴って開発中の店舗をユニーに譲渡した。事務所を除いて平屋建てのミニGMSとして開店している。閉店時の店舗面積約2,348m2（直営店舗面積約2,277m2）。
- ピアゴ川本店（大里郡川本町大字上原464[348]（現：深谷市）、1994年（平成6年）9月23日開店[349] - |2017年（平成29年）2月12日閉店[広報 17]）

店舗面積約2,990m2。
ユーストア川本店（鉄骨造2階建て、延べ床面積約8,862m2、店舗面積約6,300m2）として出店を計画していたが、ユーストアの関東進出断念に伴って開発中の店舗をユニーに譲渡した。
- アピタ岩槻店（さいたま市岩槻区大口800-1[351]、2000年（平成12年）9月1日開店[要出典] - 2017年（平成29年）8月20日閉店[広報 3]）

店舗面積約14,900m2（直営店舗面積約10,000m2）。
建物は地上3階建て。
施設はユニーが所有していたが、閉店後の同年10月1日にスーパーバリューに贈与され、「スーパーバリュー 卸売パワーセンター岩槻店」として営業中。
- アピタ吹上店（北足立郡吹上町大字袋字道上90-1[352]（現：鴻巣市）、1998年（平成10年）12月4日開店[353] - 2019年（平成31年）4月21日閉店）

店舗面積約19,473m2。

#### 茨城県
- ユニー水戸店（水戸市南町3丁目6-33[26]、1980年（昭和55年）11月[354]21日開店 - 1993年（平成5年）[354]8月閉店）

東急ストア（水戸とうきゅう、延べ面積18,469m2、売場面積10,926m2）が1980年（昭和55年）9月撤退し、その後継として開店している。地下1階地上8階建て。
水戸市南町の繁華街にあり、中心市街地の歩行者通行量の減少などの影響を受けて閉店した。
閉店後、入居していた東水ビルは長期に渡って空きビルとなっていたが、2007年（平成19年）に住友不動産に売却され6月に取り壊された。
商業施設やマンションの入る25階建て程度かそれ以上の超高層ビルの建設計画が構想されていた。しかし、建築資材値上がりの影響などで計画が実現せず、一部が駐車場として利用されるだけになっていたため、2008年（平成20年）に水戸市が暫定的に一部を無償で借りて使用できるように申し入れ、住友不動産と2年間無償で水戸市が一部を借りることで合意が成立している。その後、2009年（平成21年）2月21日に「南町自由広場」がオープンした。
- ユニー竜ヶ崎店（龍ケ崎市若柴町[11]、1986年（昭和61年）6月[11]5日開店 - 1996年（平成8年）8月閉店）

店舗面積約591m2。
- 竜ヶ崎中央店
- 竜ヶ崎にれの木店

- ユニー藤代店（北相馬郡藤代町桜ヶ丘4291-11[361]（現・取手市）、1995年（平成7年）12月8日開店[362] - 2005年（平成17年）2月13日閉店[広報 15]）

ユーストアタイプの2階建てのミニGMSとして開店。閉店時の店舗面積約4,230m2。
- アピタ総和店（猿島郡総和町西牛谷610-1[363]（現・古河市）、1996年（平成8年）6月7日開店[363][364]-2005年（平成17年）9月11日閉店[広報 4]）SC名称 ：ファンモール総和

総和商業開発が所有する2階建て延べ床面積約23,000m2で、約30店が入ったショッピングセンターの「ファンモール総和」の核店舗として売場面積約10,382m2の店舗だった。テナントは約30店が入った。約1,200台収容の駐車場を併設。
2004年（平成16年）に売上高が約26億円と全盛期の半分に落ち込んだため閉店となった。
跡地の建物はそのまま改装され、アミューズメント施設を核とした5588 KOGAとして2006年（平成18年）9月28日オープン。ヤオコー古河牛谷店などが入居したが、2012年（平成24年）1月31日に閉店。跡地にはケーズデンキ古河中央店が、2013年（平成25年）3月14日に開店した。
- アピタ石下店（常総市本石下松並4421-1[368]、1999年（平成11年）10月22日開店[368][369] - 2015年（平成27年）12月6日閉店[370]）

屋上駐車場付き鉄骨造地上2階建て、延べ床面積約17,000m2、店舗面積約14,453m2のうち直営店舗面積約9,500m2の店舗であった。開店時から閉店時まで23店の専門店が入居していた。
2015年（平成27年）9月10日、台風18号（平成27年9月関東・東北豪雨）の影響で店舗の南東約3kmの鬼怒川が決壊し、同日午前10時半ごろに浸水で営業を休止した。この営業休止時点で店内にいた従業員約80人や来店客約30人のほか近隣の住民約30人が店内の2階に避難し、2階の100円ショップの食料や飲料を利用して一夜の避難所となった。
この水害で1階が約2mの高さまで浸水したため、レジを含むシステムや冷蔵庫・照明などの電気設備が損壊すると共に、住居関連や食料品の売場があったために、食料品のほとんどは破棄せざるを得なくなる大きな被害を受けた。
水害後の同年9月15日、駐車場に仮設テントを設営して営業を再開し、翌月10月1日に被害が小さかった2階で食料品や衣料品を扱う形で店舗営業を再開した。しかし、全面復旧を行うには多額の投資が必要で回収のめどが立たないとして、同年12月6日で閉店することになった。
跡地の建物はそのまま改装され、閉店の翌年11月23日にメガセンタートライアル石下店がオープン。
- アピタ守谷店（北相馬郡守谷町久保ケ丘2丁目1番地1[378]（守谷市）、1987年（昭和62年）4月3日開店[378] - 2016年（平成28年）2月14日閉店[広報 13]）SC名称 ：サンテラス守谷

店舗面積約4,646m2（直営店舗面積約4,050m2、テナント店舗面積約8,600m2）。
閉店時の店舗面積約11,000m2（直営店舗面積約4,050m2）。
オープン時の名称はユニー守谷店。常総ニュータウンの中心的商業施設であり、1993年（平成5年）6月23日に延床面積を約2.3倍の約18,000m2に増床し、SC名をサンテラス守谷として新装開店した。2009年（平成21年）2月21日、アピタ守谷店に改称。
ピーク時と比較して、売り上げが半減したとの理由により閉店となった。
施設の1階から2階にわたり存在した閉店後の跡フロアは北守谷連絡協議会が中心となって、守谷市議会や施設所有者の「新都市サービス」に後継商業施設の誘致を請願していた。

#### 群馬県
- ユニー太田店（太田市飯田町1404[383]、1977年（昭和52年）10月27日開店[383] - 2007年（平成19年）1月14日閉店[広報 7][384]） SC名称 ：ベルタウン太田[384]

敷地面積13,780m2、延べ床面積31,067m2、店舗面積13,272m2（ユニー8,206m2、大同5,066m2）
ユニーが地元企業が共同出資していた「大同」と共同で開発運営したベルタウン太田の核店舗として開店。
鉄筋コンクリート造3階建て・一部7階建ての建物の内、ユニーの自社所有する入居エリアは1階と2階であった。
地元企業が共同出資していた「大同」が所有・運営する専門店街と一体となって運営しており、開業時の大同の専門店街は71店舗であったが、ユニー太田店閉店当時には約50店となっていた。
最盛期の1991年（平成3年）に約54億円を売り上げて、1990年（平成2年）に約40億円を売り上げた「大同」が運営する専門店街と合わせて90億円を超える売り上げを計上していたが、2003年（平成15年）12月に太田東部にイオン太田ショッピングセンターが開業するなど近隣の郊外型大型店との競合するようになったため、2005年（平成17年）には売上高約22億円まで落ち込み、「大同」が運営する専門店街も売上高約15億円と低迷するなど集客力が低下し、建物のも老朽化しているとして閉店することになった。
店舗跡の土地・建物の処分はユニー単独では行わずに地元の意向を尊重して商業施設としての再開を「大同」が目指して後継店舗を招致し、建物はそのまま、ドン・キホーテが入居。従来からの地元テナントや、オフィスフロア（上層階）、新規に誘致した中華食堂街などと新たなテナントミックスを図り、同年7月に複合商業施設ジェイ・プラザとなった。東武伊勢崎線太田駅南口に隣接した。
2021年5月に株式会社大同が、建物老朽化及び太田駅南口再開発に伴い建物解体を表明。2024年4月にドン・キホーテ太田店が移転に伴い閉店し、全テナントが撤退。跡地は桐生大学のキャンパスが開設される予定。
- アピタ笠懸店（新田郡笠懸町大字阿左美1285[387]（現・みどり市）、1997年（平成9年）3月14日開店[387] - 2017年（平成29年）2月19日閉店[広報 17]）

敷地面積約14,841m2、鉄骨造地上2階建て、店舗面積約11,690m2、駐車台数約1,000台。
大手たこ焼きチェーン「築地銀だこ」は、1997年に同店のテナントとして創業したことが知られる。
地権者の合意を経て建物は解体され、跡地は大和ハウス工業の関連会社「大和情報サービス」によって食品スーパー「フレッセイ笠懸店」をキーテナントとした複合ショッピングモール「アクロスプラザ笠懸」が2019年（平成31年）3月7日より順次、テナントをオープンさせている。
- アピタ館林店（館林市楠町字沼附3622-4[391]、 1996年（平成8年）9月20日開店[392] - 2017年（平成29年）6月18日閉店[広報 3]）

鉄骨造地上2階建て、延べ床面積12,074m2、店舗面積11,737m2（当社店舗面積9,700m2）
館林つつじの里ショッピングセンター（現・アゼリアモール）のキーテナントして開店。
アピタ及びアピタに付随するテナントの閉店であり、アゼリアモールと称する専門店街及び、ショッピングセンター自体は閉鎖しない。1階の跡フロアには同業スーパーのヤオコーが誘致され、ヤオコー館林アゼリアモール店が同年10月20日オープン。2階は専門店が新たに入居している。

### 近畿地区

#### 滋賀県
- ピアゴ松原店（彦根市松原町、2003年（平成15年）7月18日開店[395][396] - 2015年（平成27年）10月18日閉店[397]）

店舗面積3,100m2。
旧ユーストア松原店。2001年（平成13年）12月9日に閉鎖となった「近江プラザホテル」の跡地に開設された分散型商業施設「クレッセ彦根（後のフレスポ彦根）」の独立棟の一つとして出店。屋上駐車場付き2階建て。
店舗跡の建物に改修工事を行ってスーパーセンタートライアル彦根松原店となったが、2023年（令和5年）6月に閉店。2023年（令和5年）12月13日に「ドン・キホーテ彦根店」が開店した。
- ユーホーム豊郷店（犬上郡豊郷町高野瀬、2012年（平成24年）11月30日開店[要出典] - 2016年（平成28年）6月19日閉店[広報 2]）

店舗面積2,700m2。
滋賀県唯一のユーホーム店。ピアゴ豊郷店の1階直営衣料品コーナーの一部やテナント跡を活用するなど、ピアゴ店舗内の東側を一部改装し、初のピアゴ同居型コンパクト店として開店しており、それに伴いピアゴ豊郷店は減床している。
同店は、DCMカーマに譲渡されることなく閉店。跡地利用はピアゴ豊郷店の項目を参照。
- ピアゴ豊郷店（犬上郡豊郷町大字高野瀬字下池田197-1[402]、2003年（平成15年）11月21日開店[402] - 2016年（平成28年）8月21日閉店[広報 2]）

店舗面積3,700m2（直営店舗面積2,900m2）。
国道8号沿線に出店していた。
旧ユーストア豊郷店。平屋建て。同居型ユーホーム豊郷店より遅れて閉店。
跡地の建物はそのまま改装され、イオン系のディスカウントストア「ザ・ビッグ豊郷店」が翌年3月10日にオープン。
- ピアゴ水口店（甲賀市水口町北泉1丁目、2000年（平成12年）3月24日開店[403] - 2018年（平成30年）11月18日閉店[広報 14]）

店舗面積5,000m2。
旧ユーストア水口店。ユーストアにとって、滋賀県への初出店となった店舗。2階建て（一部3階建て）。
跡地の建物はそのまま改装され、株式会社ドン・キホーテによって、2019年（平成31年）4月25日「MEGAドン・キホーテ甲賀水口店」がオープン。

### 年度別完全閉店数
建て替えによる閉店を除く。伸縮型のメニューとして掲載。右にある[表示]をクリックのこと。

## ユニーの店舗で改築等に伴い改称されたもの
ユニー店のアピタ店への改称を含む。その他、ピアゴ店への改称を除く。都府県別かつ改築等のための閉店順に記載。

### 東海地区

#### 愛知県
- ユニー向山店（1975年（昭和50年）5月23日開店[405] - 1996年（平成8年）10月[406]20日閉店）

延べ床面積8,491m2、店舗面積約5,512m2、駐車台数300台 → 約560台。
ユーマート向山店として開店。「向山ボウリング」跡に出店。、元ボウリング場を改装した特殊な構造だった。平屋建て。
総営業面積を約2.8倍、直営売場面積を約2.1倍として建て替え、1997年（平成9年）9月26日にアピタ向山店がオープンした。
- （2代目）ユニー小牧店（小牧市大字小牧字投里1600-1[408]、1976年（昭和51年）2月27日開店[408] - 1999年（平成11年）2月28日閉店[409]） SC名称 ：サンテラス小牧

敷地面積約12,870m2、鉄筋コンクリート造2階建て、延べ床面積約15,086m2、店舗面積約10,396m2（直営店舗面積約7,065m2）、駐車台数約1,000台。
当初は「ユーマート小牧山店」として建設計画が進んだ。
建て替えて総営業面積約1.65倍の18,802m2に拡張し、2000年（平成12年）3月17日にアピタ小牧店がオープン。
- ユニー半田店（半田市泉町5[410]、1963年（昭和38年）9月20日開店[410]、1967年（昭和42年）建替[要出典] - 1999年（平成11年）3月7日閉店[広報 1]）

敷地面積約5,908m2、鉄筋コンクリート造地下1階地上5階建て塔屋1階、延べ床面積約26,559m2、店舗面積約11,841m2（直営店舗面積約7,978m2）、駐車台数約420台。
閉店時の店舗面積約8,065m2。
建て替えて、2000年（平成12年）4月28日にユーストア半田店としてオープン。現在はピアゴ半田店となる。直営薬局を置くなど中規模改装に伴い、2011年（平成23年）6月19日に一旦閉店し、同年7月15日に再開店。
- ユニー刈谷店（1969年（昭和44年）10月25日開店 - 1999年（平成11年）9月26日閉店[広報 1]） SC名称 ： サンテラス刈谷

A館B館と称する2棟の建物があり、連絡橋通路で直接つながっていた。5階建て。閉店時の店舗面積約13,433m2。
建て替えて、2000年（平成12年）10月13日にアピタ刈谷店としてオープン。
- ユニー大田川店（東海市太田町下浜田102-1[29][412]、1970年（昭和45年）3月8日開店[413] - 2002年（平成14年）8月[414]18日閉店）

敷地面積約3,607m2 → 約11,288m2、鉄筋コンクリート造地下1階地上6階建て一部7階建て、延べ床面積約11,900m2 → 約18,070m2、店舗面積7,288m2 → 約12,159m2（直営店舗面積約8,430m2）、駐車台数約450台。
名鉄常滑線太田川駅の高架化に伴う仮線路用地として店舗敷地の一部を利用するため閉店。後継店舗は2002年（平成14年）10月24日にオープンしたアピタ東海荒尾店。
建物を解体し、地元有志らが設立したどんでん広場（グルメコート、産地直売所、イベント広場、駐車場）として、約10年間ユニーから借地して営業を始めたが、借地権の切れた2012年（平成24年）12月末に施設全体が閉鎖された。
2011年（平成23年）12月17日に同駅の高架化工事は完了した。建物を新たに建設し、2015年（平成27年）3月20日にラスパ太田川としてオープン。
- ユニー千代田橋店（1979年（昭和54年）10月19日開店[419] - 2003年（平成15年）2月16日閉店[広報 8]） SC名称 ：サンテラス千代田橋

敷地面積26,201m2、延べ床面積約33,822m2、店舗面積約8,458m2、駐車台数1,300台。閉店時の店舗面積約9,163m2。
中部旭紡績の所有するビルへの出店。店舗棟は鉄筋コンクリート造3階建てで、駐車場棟は鉄筋コンクリート造4階建て。
建て替えて、2004年（平成16年）9月23日にアピタ千代田橋店としてオープン。
- （初代）アピタ一宮店（一宮市大和町妙興寺字白山西3[424]、1986年（昭和61年）6月27日開店[424] - 2003年（平成15年）2月16日閉店[広報 8]）

店舗棟は地上4階建て、立体駐車場棟は地上5階建て。延べ床面積は23,658m2（SC棟13,805m2、立体駐車場棟9,853m2）。閉店時の店舗面積約7,123m2。
建物はそのまま、2003年（平成15年）6月27日にユーストア妙興寺店として新装開店した。ピアゴ妙興寺店、ピアゴプラス妙興寺店への改称を経て、現在はピアゴパワー妙興寺店となる。
（2代目）アピタ一宮店はユニー一宮店（サンテラス一宮）が名称変更したもので、建て替えた現在のテラスウォーク一宮の前身である。
- ユニー豊川店（豊川市末広町1-27-31[122]、1973年（昭和48年）3月[88]23日開店 - 2003年（平成15年）11月3日閉店[広報 12]）

ユーマート豊川店として開店。2階建て。閉店時の店舗面積約3,588m2。駐車台数約300台。
建て替えて、2004年（平成16年）10月22日にラ フーズコア豊川店としてオープン。
一連の店舗ブランド変更に伴いピアゴ ラ フーズコア豊川店となるが、2010年（平成22年）8月に店内の鮮魚扱いを専門店化するなどの改装に伴い、現在はピアゴ豊川店となる。
- ユニー高蔵寺店（1976年（昭和51年）10月15日開店[428] - 2004年（平成16年）2月29日閉店[広報 15]） SC名称 ：サンテラス高蔵寺

高蔵寺ニュータウンセンター（サンマルシェ）の核店舗として開店した。3階建て。1992年（平成4年）4月23日、地下1階地上3階建で直営店舗面積5,390m2の南館を増設して直営店舗面積4,987m2の本館とあわせて約2倍の合計10,377m2へ増床し、SC名をサンテラス高蔵寺とした。閉店時の本館の店舗面積約9,434m2。
建て替えて、2005年（平成17年）5月3日にアピタ高蔵寺店がオープン。
- （2代目）ユニー瀬戸店（1972年（昭和47年）11月1日開店[428] - 2004年（平成16年）5月23日閉店[431]）

4階建て。店舗面積約5,156m2、駐車台数260台。
建て替えて、2005年（平成17年）5月27日にアピタ瀬戸店がオープン。
- ユニー豊田元町店（豊田市土橋町2[433]、1974年（昭和49年）11月22日開店[433][434] - 2004年（平成16年）10月18日閉店[広報 31]） SC名称 ：サンテラス豊田元町

敷地面積約29,141m2、鉄骨鉄筋コンクリート造2階建て塔屋2階、延べ床面積約17,233m2、店舗面積約11,477m2（直営店舗面積約7,593m2）、駐車台数約1,050台。
ユーマート豊田元町店として開店。ユーマートの旗艦店とし、豊田市における初の郊外型大型店としてオープンした。ユニーで初めて「ゾウ」のマスコットキャラクターが建物看板に掲げられた。屋上駐車場付2階建て。店舗面積約7,583m2。
1985年（昭和60年）2月に"サンテラス豊田元町店に店名変更した。
建物を大幅に改造し、2005年（平成17年）6月11日にアピタ豊田元町店として新装開店した。
- ユニー高蔵寺店食品館（2004年（平成16年）3月6日開館 - 2005年（平成17年）4月3日閉館[広報 4]）

サンテラス高蔵寺をアピタに建て替えるにあたって、食料品売場を別棟（サンマルシェ南館）側に移動して残し、食品館として営業していた。閉館後1ヶ月の準備期間を置き、同年5月3日アピタ高蔵寺店が開店した。
閉館時の店舗面積約2,227m2。
- アピタ江南店（江南市村久野字金森177[56][439]、1985年（昭和60年）4月19日開店[439] - 2006年（平成18年）2月11日閉店）

敷地面積約27,987m2、鉄筋コンクリート造3階建て塔屋1階、延べ床面積約15,381m2、店舗面積約11,500m2（直営店舗面積約3,979m2）、駐車台数約800台。
オープン時の名称は、ビアアピタ江南店。郊外型アピタの新築1号店。3階建て。グレーの内装、当時前例のないむき出し配管の天井を見せることで、新しいタイプの店舗（ニューGMS）であることを打ち出した。アピタの名称としては3号店である。1991年（平成3年）度にアピタ江南店と改称。
オープン時には、スポーツクラブなど物販以外のサービス施設が併設されていた。室内プールを備え、ユニー直営として初のスイミングスクールと、通常のスポーツクラブ施設も兼ねた会員制の「ハートスタッフスポーツクラブ江南」が存在したが、のちに閉鎖し跡地を1994年（平成6年）10月7日に売場として増床している。
増床棟についても直営売場を非直営テナントに明け渡すなど売場を縮小。1階のみの食料品専門に特化し、2006年（平成18年）2月25日にアピタ江南店食品館として再開店。食料品以外は既に開店していたアピタ江南西店（ヴィアモール江南）に集約する。同年3月に2階、3階の跡フロアには家具・インテリアのタキソウパルクス江南店がオープンしたがのちに撤退。2階は、2011年（平成23年）6月に全面開業した約4,000m2の室内遊園地のキッズユーエスランド（kid's US.LAND）となっていた。増床棟にはヘルスバンクなどが入居。2009年（平成21年）2月にピアゴ江南店と改称。
- ユニー柴田店（名古屋市南区柴田本通1-3[442]、1970年（昭和45年）6月20日開店[443][442] - 2007年（平成19年）2月13日閉店[444]）

敷地面積約3,630m2、鉄筋コンクリート造地下1階地上6階建て一部7階建て、延べ床面積約11,840m2、店舗面積7,493.62m2（直営店舗面積約5,750m2）、駐車台数約100台。
最盛期には年間売上高約50億円を上げていたが、近隣の他店との競合などで2006年（平成18年）2月期に約3分の1以下に落ち込み、2006年（平成18年）7月に採算が合わないとして、翌年2月で閉鎖する方針を柴田商店街振興組合に伝えたところ、同商店街振興組合などが「大型店がなくなると商店街への影響に加え、さらに、車に乗れない近くの高齢者は買い物をする場を失ってしまう」として閉店反対の署名を集める活動が行われた。
建て替えて、2009年（平成21年）1月23日にピアゴブランドで初出店＝1号店となるピアゴ ラフーズコア柴田店として開店した。
ラフーズコア看板を掲げて建設が進められたが、ピアゴ名付与により、開店直前に急遽看板の差換を行っている。
- （2代目）ユニー黒川店（名古屋市北区黒川本通4-38[447]、1970年（昭和45年）5月30日開店[19][443] - 2008年（平成20年）5月6日閉店[広報 32]）

敷地面積2,905.67m2、鉄筋コンクリート造5階建て、延べ床面積8,969.40m2 → 約8,017m2、店舗面積約6,579m2 → 約5,900m2（直営店舗面積約5,003m2 → 約3,879m2）、駐車台数約60台。
1981年（昭和56年）3月に国道41号線の道路拡張に伴い休業し、同年6月までに道路内側へ寄せて狭め、建物自体を縮小する形での改造を行い、7月に再開店している。
建て替えて、2010年（平成22年）1月29日にピアゴ ラフーズ コア黒川店（売場面積990m2）として再開店。子会社ユーライフ（現・ユニー）が建設し、高齢者向けの8階建ての賃貸マンション「カーサビアンカ黒川」の1階にテナントとして入居。2階は医療・介護モールとなる「VITA（ヴィータ）黒川」となっている。
- ピアゴ今池店（名古屋市千種区千種通1-16[452]、1971年（昭和46年）11月26日開店[452] - 2011年（平成23年）5月8日閉店[453]）

敷地面積約2,640m2、鉄筋コンクリート造地下1階地上7階建て、延べ床面積約16,500m2、店舗面積約9,900m2、駐車台数約360台。
近隣に所在したダイエー今池店（現・イオン今池店）の競合相手であったが、イオン千種ショッピングセンター（現・イオンタウン千種）の開業後は売り上げが軒並み減少した。屋上に遊戯施設が設けられていた。
建築基準法の耐震基準が強化前の建物であり、老朽化していたため改築に伴い閉店した。閉店時の店舗面積10,290m2。
7階建て地下1階の建物を2階建て地下1階に減築し、1階と2階に飲食店12店と他3店が入居、地下1階に直営の食品スーパーとして「ピアゴ ラ フーズコア今池店」が出店する「デリスクエア」が2013年（平成25年）11月15日にオープンした。（13日と14日は近隣の住民を対象にプレオープン）
建替後の営業面積約3,848m2（直営1,203m2）。
- ピアゴ西尾駅東店（西尾市高畠町3-166-4[455][456]、1975年（昭和50年）11月7日開店[456] - 2011年（平成23年）8月16日閉店[457]） SC名称 ：ファミリータウンミカ[457]

敷地面積約6,929m2、鉄筋コンクリート造地下1階地上4階建て塔屋2階、延べ床面積約22,275m2、店舗面積約11,460m2（直営店舗面積約6,090m2 → 5,742m2））、駐車台数約1,300台。
ヤマナカ西尾駅東店と共に協同組合西尾ショッピングセンターが運営していたファミリータウンミカの核店舗として出店していた。地上4階地下1階構造。ピアゴタイプでは唯一最後に残った直営食料品売場が無い店舗で、衣料・生活雑貨のみ販売していた。食料品は地階1階で共に閉店したヤマナカが受け持っていた。老朽化を理由に閉店。
ファミリータウンミカの跡地約21,000m2は、協同組合西尾ショッピングセンターと共同で建て替えて、アピタ西尾店を核店舗とする「VERSA WALK（ヴェルサウォーク）西尾」が、2014年（平成26年）3月21日に開業した。
- ユニー一宮店 → サンテラス一宮店（一宮市両郷町1-6[460]、1975年（昭和50年）6月27日開店[460] - 2012年（平成24年）8月19日閉店[461]） → #アピタ一宮店

1980年（昭和55年）6月27日に立体駐車場（3階建て・4フロア）の増築など全面改装を行って｢サンテラス一宮｣に改称して新装開店した。
（2代目）アピタ一宮店に改称。2009年（平成21年）2月21日〜店名変更）
建て替えて、テラスウォーク一宮の核店舗として、2013年（平成25年）12月6日再開店。
- ピアゴアラタマ店（名古屋市南区新郊通1-33[452]、1970年（昭和45年）9月18日開店[452] - 2013年（平成25年）2月19日閉店） SC名称 ：サンテラス新瑞

敷地面積約5,356m2、鉄筋コンクリート造地下1階地上4階建て一部5階建て、延べ床面積約20,226m2、店舗面積8,293m2。
4階と5階はボウリング場であったが、1974年（昭和49年）以降「ララピア21」の設置前までは未利用フロアとなっていた。
1982年（昭和57年）12月1日にカルチャープラザ「ララピア21」（文化教室・総合サービス窓口）を設置し、サンテラス名が付与された。
建築基準法の耐震基準が強化前の建物であり、老朽化していたため建物改造に伴って閉店した。
地上2階建てに減築し、ピアゴ ラ フーズコアアラタマ店として、2014年（平成26年）3月8日に再開店。
- ピアゴ赤池店（1985年（昭和60年）9月20日開店[68] - 2013年（平成25年）5月12日閉店[要出典]）

- ピアゴ岩倉店（1979年（昭和54年）11月9日開店[467][468] - 2014年（平成26年）8月31日閉店[469]）

鉄筋コンクリート造3階建て。店舗面積が約7,839m2、延べ床面積を約12,579m2とし、豊島紡績の所有するビルへの出店であった。3階建て。閉店時の店舗面積約9,300m2（直営店舗面積約5,700m2）。駐車台数約800台。
建て替えて、2015年（平成27年）12月4日にアピタ岩倉店として再開店した。旧店舗の1.8倍の売場面積約17,000m2、3階建てとしている。
- ピアゴ長久手南店（2005年（平成17年）2月25日開店 - 2016年（平成28年）3月17日閉店）SC名称 ：ユータウンながくて

旧ユーストア長久手店。別棟に「ドラッグスギヤマ」や「夢屋書店（現・えみたす）」を従える分散型ショッピングセンターの核店舗として開店。
同年3月18日にピアゴからピアゴ ラ フーズコアにブランド変更し、リニューアルオープン。ブランド名変更の前月、2階直営衣料品売場を撤退しており、1階のみの食料品特化型店舗化に伴う店名変更となった。
- ユーホーム阿久比店（知多郡阿久比町大字椋岡字徳吉1-12[472]、1999年（平成11年）5月28日開店[472] - 2016年（平成28年）6月26日閉店[広報 2]）

店舗面積5,698m2。
都築紡績阿久比工場跡地に建設された、アピタ阿久比店と一体となって、同店の1階に開店した。
閉鎖後はアピタのテナントとして、DCMホールディングス傘下のDCMカーマに店舗を賃貸し、店舗名を「DCMカーマ阿久比店」と変更し営業開始。同年8月3日改装オープン。
- ユーホーム稲沢店（2000年（平成12年）6月29日開店 - 2016年（平成28年）7月3日閉店[広報 2]）

アピタタウン稲沢B館の増築に伴い、同館の1階に開店した。2013年（平成25年）11月11日、移転準備に伴い休業。同年12月14日にC館の映画館階下に敷地内移転して再開店していた。店舗面積5,289m2。
跡地はアピタタウン稲沢のテナントとして、DCMホールディングス傘下のDCMカーマに店舗を賃貸し、店舗名を「DCMカーマ稲沢西店」と変更し営業開始。同年8月22日改装オープン。
- ピアゴ妙興寺店（2003年（平成15年）6月27日開店[425] - 2020年（令和2年）6月12日閉店[要出典]）　→　前身店舗は、#（初代）アピタ一宮店参照

旧ユーストア妙興寺店。ピアゴ妙興寺店への改称を経て、個店経営を本格導入した新業態、ピアゴプラス妙興寺店として、同年6月27日リニューアルオープン
。
同店は同年5月に発表したユニーの新戦略「Newアピタ・ピアゴ構想」に基づいたリニューアル。新業態ピアゴプラス1号店。
- アピタ岩倉店（2015年（平成27年）12月4日開店[474] - 2020年（令和2年）11月15日閉店[要出典]）　→　前身店舗は、#ピアゴ岩倉店参照

個店経営を本格導入した新業態、アピタプラス岩倉店として、同年11月27日リニューアルオープン。
「Newアピタ・ピアゴ構想」に基づくリニューアル。新業態アピタプラス1号店。
- ピアゴ ラ フーズドラッグ萱場店（2003年（平成15年）9月26日開店、2018年（平成30年）10月16日休業、同月26日改装 - 2020年（令和2年）11月23日閉店）

ラ フーズコア3号店として開店。ピアゴ ラ フーズコアへの改称後、食品スーパーとドラッグストアを融合した新業態、ピアゴ ラ フーズドラッグへのリニューアルを経て、ディスカウント型食料品専門店「食の殿堂 ユーストア萱場店」として、同年12月4日リニューアルオープン。
「Newアピタ・ピアゴ構想」に基づいたリニューアル。新業態食の殿堂ユーストア1号店。
閉店に先立ち、同年11月8日をもって住居関連品・ドラッグの取り扱いを終了した。
「ユーストア」は、かつての子会社ユーストアおよびユニーが2009年6月まで使用していた小型GMSのブランドであり、11年ぶりのブランド復活となった。
- ピアゴプラス妙興寺店（2020年（令和2年）6月27日開店[473] - 2021年（令和3年）3月18日閉店[要出典]）　→　改装前店舗は、ピアゴ妙興寺店参照

ピアゴパワー妙興寺店として同年3月19日リニューアルオープン。
「Newアピタ・ピアゴ構想」に基づいたリニューアル。新業態ピアゴパワー1号店。
店舗は休業せず改装工事を進めた。
- ピアゴ ラ フーズコア長久手南店（2016年（平成28年）3月18日開店 - 2021年（令和3年）5月16日閉店[要出典]）　→ 店名変更前店舗は、#ピアゴ長久手南店参照

ピアゴパワー長久手南店として同年5月28日リニューアルオープン。
「Newアピタ・ピアゴ構想」に基づいたリニューアル。ピアゴパワー2号店。
- ピアゴ西城店（1996年（平成8年）7月19日開店[339] - 2021年（令和3年）7月11日閉店）

旧ユーストア西城店。ピアゴ西城店への改称を経て、ピアゴパワー西城店として同年7月21日リニューアルオープン。
「Newアピタ・ピアゴ構想」に基づいたリニューアル。ピアゴパワー3号店。
- アピタ新守山店（名古屋市守山区新守山2830[478]、2000年 (平成12年) 11月17日開店[479] - 2021年（令和3年）8月25日閉店[要出典]）

延べ床面積51,662m2、店舗面積13,054m2（直営店舗面積9,984m2）。
地上5階建てのJRF新守山ショッピングセンターの核店舗として出店。
アピタパワー新守山店として同年8月27日リニューアルオープン。
「Newアピタ・ピアゴ構想」に基づいたリニューアル。新業態アピタパワー1号店。
UDリテール運営の「ドン・キホーテ」が同日オープンした。アピタ1階食料品売り場部分を「食の殿堂ユーストア新守山店」に改装し、ユニー直営売り場はユーストアのみとなった。また、ユーストアブランドとしては4番目にオープンした店舗である｡
- ピアゴ守山店（2015年（平成27年）7月17日再開店[481] - 2021年（令和3年）9月12日閉店[要出典]） → 再開店前店舗は、ピアゴ守山店参照

ピアゴパワー守山店として同年9月17日リニューアルオープン。
「Newアピタ・ピアゴ構想」に基づいたリニューアル。ピアゴパワー4号店。
- アピタ大府店（大府市明成町4-133[387][483]、1997年（平成9年）5月23日開店[387][483] - 2021年（令和3年）9月28日閉店[要出典]）

敷地面積16,736m2、鉄骨造地上3階建て、延べ床面積29,167m2、店舗面積15,038m2（直営店舗面積9,498m2）。駐車台数約1,500台。
アピタパワー大府店として同年10月1日リニューアルオープン。
「Newアピタ・ピアゴ構想」に基づいたリニューアル。アピタパワー3号店。
- アピタプラス岩倉店（2020年（令和2年）11月27日開店 - 2021年11月11日閉店[要出典]）　→　改装前店舗は、アピタ岩倉店参照

アピタパワー岩倉店として同年11月12日リニューアルオープン。アピタパワー4号店。
店舗は休業せず改装工事を進めた。
- アピタ木曽川店（葉栗郡木曽川町大字黒田八ノ通り51-4[486]、1999年（平成11年）6月25日開店[486] - 2022年（令和4年）3月22日閉店）

店舗面積約24,542m2（直営店舗面積約16,500m2）、駐車台数約2,000台。
鉄骨造り4階建て（店舗は1階と2階で、3階と4階に加えて屋上が駐車場）。東名クラウン開発。
アピタパワー木曽川店として同年3月25日リニューアルオープン。
「Newアピタ・ピアゴ構想」に基づいたリニューアル。アピタパワー5号店。
UDリテール運営の「ドン・キホーテ」が同年4月29日オープン。

#### 岐阜県
- ユニー各務原店（各務原市那加桜町1-72[488]、1974年（昭和49年）1月11日開店[489] - 2003年（平成15年）9月7日閉店[広報 12]）

敷地面積約6,140m2、鉄筋コンクリート造地上6階建て塔屋1階、延べ床面積約11,051m2、店舗面積約6,915m2（当社店舗面積約6,395m2）、駐車台数約176台。
閉店時の店舗面積約5,244m2。
建て替えて、2004年（平成16年）5月27日ジョイマートユニー各務原店としてオープン。現在はピアゴ各務原店となる。
2016年（平成28年）2月26日、原因不明の火災のため同日正午から長期休業していたが、建物外観の更新をするなどの改装を行い、同年6月10日から1階の食料品売場の営業を再開し、翌月15日から2階の営業も再開している。
- ユニー恵那店（恵那市長島町正家532[492]、1991年（平成3年）5月30日開店[492][493] - 2004年（平成16年）5月5日閉店） SC名称 ：フェアモール恵那

敷地面積11,924m2、延べ床面積11,253m2、店舗面積約6,560m2（直営店舗面積約4,471m2）。駐車台数約700台。
恵那駅より南に約1㎞ほど離れた国道19号沿いに出店した2階建ての店舗だった。
改装し、同年8月28日ジョイマートユニー恵那店としてリニューアル。ピアゴ恵那店への改称を経て、2020年（令和2年）5月12日、MEGAドン・キホーテUNY恵那店としてリニューアルオープン。
- ピアゴ可児店（可児市中恵土字溝向2125-1[496][497]、1981年（昭和56年）11月20日開店[496][497] - 2010年（平成22年）5月9日閉店[広報 9]、2012年（平成24年）12月14日建替[広報 34][498] - 2019年（平成31年）1月3日閉店）

敷地面積約18,690m2、鉄筋コンクリート造2階建て塔屋1階、延べ床面積約11,156m2、店舗面積約7,345m2（直営店舗面積約6,100m2） → 閉店時の店舗面積約10,896m2（直営店舗面積約7,940m2）、駐車台数約800台。
ショップランド可児の核店舗、ユニー可児店として開店。
2008年（平成20年）9月23日に同店から北東約1kmにオープンしたラスパ御嵩と共存とならず閉店。
跡地は一旦更地となって、他社によるショッピングセンター建設が模索されたが、諸事情によりユニーが再出店を決めた。建て替え後の新店舗はスーパーセンター型とする平屋建て。営業面積約4,549m2。なお、前々日の12月12日にプレオープンしている。のちに同店は改装のため閉店し、同年2月21日、ドン・キホーテUNY可児店としてリニューアルオープン。

#### 三重県
- ユニー阿倉川店（四日市市阿倉川町15の27[501]、1973年（昭和48年）6月23日開店[502][503] - 2002年（平成14年）5月6日閉店）

敷地面積約5,940m2、延べ床面積約3,960m2、店舗面積約2,650m2、駐車台数約150台。
ユーマート3号店・阿倉川店として開店。2階建て。
建て替えて、同年9月11日ジョイマートユニー阿倉川店として開店。ジョイマート業態1号店。現在はピアゴ阿倉川店となる。
- ユーホーム松阪三雲店（2000年（平成12年）11月22日開店 - 2014年（平成26年）6月20日閉店[506]）

アピタ松阪三雲の中核店舗のひとつとして、同店の1階に開店した。全面開業（2000年（平成12年）11月23日）の前日に開店する。
閉店時の店舗面積約7,600m2。
跡地はアピタのテナント増床部分として改装の上、同年11月21日に家具店やスポーツ専門店が新たに入居している。後継店舗として、同じ市内にあるピアゴ嬉野店の駐車場に別棟の増築を行い、ユーホーム嬉野店が開店しているが、現在は閉店している。

#### 静岡県
- （2代目）ユニー掛川店（掛川市大池2826[508]、1995年（平成7年）3月24日開店[190][508]） SC名称 ：サンテラス掛川

敷地面積約46,000m2、延べ床面積約15,063m2、店舗面積約8,909m2。鉄骨造り2階建て。
2009年（平成21年）2月21日、一連の店舗ブランド名変更に伴い、店舗規模理由からアピタ掛川店へ改称。2020年（令和2年）8月4日、MEGAドン・キホーテUNY掛川店としてリニューアルオープン。
- ユニー伊東店（伊東市玖須美元和田字保代口720-143[509]、1996年（平成8年）5月24日開店[392][510]） SC名称 ：伊東ショッピングプラザデュオ[392]

アピタ伊東店に改称。（2009年（平成21年）2月21日〜店名変更）
- ユニー吉原店（富士市伝法字国窪2155[511]、1974年（昭和49年）6月7日開店[511][512] - 2010年（平成22年）8月17日閉店[広報 9]）

敷地面積約14,155m2、鉄筋コンクリート造地上2階建て塔屋1階、延べ床面積約16,103m2、店舗面積約9,649m2（当社店舗面積約7,386m2）、駐車台数約460台。閉店時の店舗面積約10,857m2（直営店舗面積約7,704m2）。
建て替えて、2011年（平成23年）10月8日にアピタ富士吉原店としてオープン。売場面積は約11,295m2。2009年（平成21年）2月21日以降も店名変更されなかった唯一の店舗。
のちに同店は改装のため閉店し、2020年（令和2年）4月14日、MEGAドン・キホーテUNY富士吉原店としてリニューアルオープン。
- ピアゴ磐田店（磐田市見付字天王下3007-7[514]、1980年（昭和55年）11月22日開店[514][515] - 2014年（平成26年）3月31日閉店[広報 28]） SC名称 ：サンテラス磐田[514]

敷地面積約13,388m2、鉄筋コンクリート造地上2階建て塔屋1階、延べ床面積約11,424m2、店舗面積約6,514m2（当社店舗面積約4,688m2）、駐車台数約800台。
建て替えて、2015年（平成27年）11月21日にアピタ磐田店としてオープン。建て替えにあたり、敷地面積を約28,000m2に拡張、店舗面積も約3倍の約22,500m2へ拡大し、専門店は50店が出店している。
- ピアゴ富士宮店（富士宮市東阿幸地537[519]、1994年（平成6年）12月2日開店[520] - 2021年（令和3年）3月21日閉店）SC名称 ：サンテラス富士宮

店舗面積約7,995m2。鉄筋コンクリート造3階建て。
サンテラス富士宮の核店舗、ユニー富士宮店としてオープン。
「Newアピタ・ピアゴ構想」に基づいたリニューアル。同年3月31日パワースーパーピアゴ富士宮店としてリニューアルオープン。新業態パワースーパーピアゴ1号店。

### 北陸地区

#### 富山県
- ユニー富山西町店（富山市上本町2-17[233][521]、1972年（昭和47年）7月8日開店[233][521] - 1999年（平成11年）5月9日閉店[522][広報 1]）

敷地面積約3,333m2、鉄骨鉄筋コンクリート造地下1階地上6階建て、延べ床面積15,725m2、売り場面積9,205m2、駐車台数約65台。
閉店時の店舗面積約7,640m2。テナント数は13店舗。
郊外に進出した大型ショッピングセンターの影響などで、1981年をピークに売り上げが減少していた。アピタ富山東店の開店に伴い完全撤退の予定だったが、地元住民の強い要望で建て替え、2000年（平成12年）5月31日にアピタ食品館富山西町（とやまにしちょう）店としてオープン。アピタ食品館1号店。現在はピアゴ富山西町店となる。

#### 石川県
- （2代目）ユニー金沢店（金沢市中村町170[526]、1977年（昭和52年）11月10日開店[526] - 1999年（平成11年）8月29日閉店[広報 1]） SC名称 ：サンテラス金沢

敷地面積22,534m2、延べ床面積35,061m2、店舗面積約11,416m2。閉店時の直営店舗面積約8,293m2。駐車台数約1,000台。
丸益毛織工場跡に建設。鉄骨造り3階建て一部4階建て。
建て替えて、2000年（平成12年）9月15日にアピタ金沢店として再開店した。
- ユーホーム松任店（1999年（平成11年）6月24日移転開店[要出典] - 2015年（平成27年）5月10日閉店[広報 13]）

閉店時の店舗面積約6,000m2。
1995年（平成7年）9月21日、フェアモール松任内にアピタ松任店と共に開店した、ユーホーム1号店の敷地内移転。立体駐車場付きの別棟を増築し移転を行っている。
建物はそのまま改装され、ケーズデンキフェアモール松任店が2015年（平成27年）7月9日に開店。
- ピアゴ金沢ベイ店（2007年（平成19年）11月22日開店 - 2021年（令和3年）6月22日閉店）SC名称 ：アピタタウン金沢ベイ

旧アピタ食品館金沢ベイ店。同年6月30日食の殿堂ユーストア金沢ベイ店としてリニューアルオープン。
「Newアピタ・ピアゴ構想」に基づいたリニューアル。食の殿堂ユーストア2号店。
ユーストアブランドとしては北陸初の出店。

#### 福井県
- ユニー丸岡店（坂井郡丸岡町一木田式字小深町11-3[531]、1984年（昭和59年）11月1日開店[531]、[532] - 2003年（平成15年）5月[533]25日閉店）

敷地面積約20,994m2、鉄骨造地上3階建て塔屋1階、延べ床面積約7,585m2、店舗面積約5,861m2（当社店舗面積約3,661m2）、駐車台数約600台。
建て替えて、同年11月21日にジョイマートユニー丸岡店としてオープン。現在はピアゴ丸岡店となる。
- ユーホーム福井大和田店（2000年（平成12年）10月27日開店[534] - 2011年（平成23年）2月20日閉店[535]）

フェアモール福井内の中核店舗のひとつとして開業と共に開店したが、近隣の競合店との競争が激しく売上が伸び悩んだため閉店。閉店時の店舗面積約7,399m2。
建物はそのまま、アピタ福井大和田店のテナント増床部分として大手カジュアル衣料店の大型店を核にファッション・雑貨ゾーンに改装、2011年（平成23年）6月23日に新装開店した。

### 甲信越地区

#### 長野県
- ユニー伊那店（伊那市大字伊那字下川原5198[537]、1974年（昭和49年）6月21日開店[538][539] - 1995年（平成8年）2月閉店） SC名称 ：サンテラス伊那

敷地面積約14,994m2、鉄骨造地下1階地上3階建て塔屋1階、延べ床面積約12,530m2、店舗面積約7,326m2（直営店舗面積約5,305m2）、駐車台数約823台。
長野県で初の郊外型ショッピングセンターとして開業した。
建て替えて、1996年（平成8年）11月8日にアピタ伊那店として再開店した。その際、直営売場面積で約1.7倍、総営業面積で約1.6倍、駐車場は約1.2倍へ拡張している。

#### 新潟県
- ユーホーム新潟西店（2003年（平成15年）4月25日開店[543] - 2006年（平成18年）8月20日閉店）

閉店時の店舗面積約9,254m2。
跡地はアピタ新潟西店の1階テナント増床部分として改装され、現在は、スーパースポーツゼビオ、ドコモショップ、ザ・ダイソーなどが入店している。
- ユーホーム新潟亀田店（2000年（平成12年）11月10日開店[544] - 2007年（平成19年）1月14日閉店[545]）

閉店時の店舗面積約7,363m2。
跡地はアピタ新潟亀田店の1階テナント増床部分として改装され、現在は、アカチャンホンポ、ニトリ、子供遊技場「すくすくスクエア」が入店している。
- アピタ新潟亀田店（中蒲原郡亀田町鵜ノ子4-466[546]、2000年（平成12年）11月10日開店[546] - 2022年（令和4年）6月16日閉店）

店舗面積約32,033m2、駐車場数2,600台。鉄骨造地上3階建。
アピタパワー新潟亀田店として同年6月17日リニューアルオープン。
衣料品売場を同日リニューアルオープンした後、食料品売場および暮らしの品売場を同年7月1日リニューアルオープンした。
「Newアピタ・ピアゴ構想」に基づいたリニューアル。アピタパワー6号店。
UDリテール運営の「ドン・キホーテ」が同年8月10日オープン。

### 関東地区

#### 千葉県
- アピタ君津店（君津市久保1-1[547]、1987年（昭和62年）10月16日開店[547][548] - 2021年（令和3年）9月19日閉店）

敷地面積約9,650m2、鉄筋コンクリート造3階建て。延べ床面積約24,000m2、店舗面積約9,478m2（直営店舗面積約8,092m2）、駐車台数約800台。
千葉県第1号店として出店した。
アピタパワー君津店として同年9月22日リニューアルオープン。
「Newアピタ・ピアゴ構想」に基づいたリニューアル。アピタパワー2号店。

#### 神奈川県
- （2代目）ユニー戸塚店（横浜市戸塚区上倉田町769-1[549]、1978年（昭和53年）6月23日開店[549]） SC名称 ：サンテラス戸塚[549]

鉄筋コンクリート造6階建て。敷地面積15,649.68m2、延べ床面積39,400.24m2、店舗面積約12,870m2（直営店舗面積約8,804m2）。
東洋電機製造戸塚工場跡に(株)本荘の建設した本荘ビルに出店した。
アピタ戸塚店に改称。（2009年（平成21年）2月21日店名変更）
- ユニー金沢文庫店（横浜市金沢区大川21[553]、1972年（昭和47年）9月23日開店[554] - 2014年（平成26年）5月18日閉店[506]） SC名称 ：バザァル金沢文庫[553]　→　#アピタ金沢文庫店
敷地面積約9,273m2[553]、鉄筋コンクリート造地上4階建て塔屋1階[553]、延べ床面積約17,573m2[553]、店舗面積約9,915m2[553]（直営約店舗面積6,757m2[553]）、駐車台数約360台[553]。

アピタ金沢文庫店に改称。（2009年（平成21年）4月1日店名変更）
店名変更後も専門店街はバザァル金沢文庫のショッピングセンター名を使用していた。

#### 群馬県
- ユニー藤岡店（藤岡市藤岡416[555]、1975年（昭和50年）2月27日開店[555] - 2003年（平成15年）8月17日閉店）

2階建て。店舗面積約6,356m2。閉店時の店舗面積約5,484m2、駐車台数約270台。
地元商店街の核店舗として招致される形で、倒産したボウリング場の跡地に出店した。
建て替えて、2004年（平成16年）4月23日ジョイマートユニー藤岡店としてオープン。ピアゴ藤岡店への店名変更を経て、同店は改装のため2019年（令和元年）5月5日に閉店。同年7月30日、ドン・キホーテUNY藤岡店としてリニューアルオープン。

### 近畿地区

#### 京都府
- ユーストア精華台店（2005年（平成17年）11月3日開店[559] - 2009年（平成21年）6月15日閉店） SC名称 ：ユータウンけいはんな[559]

アピタ精華台店に改称。（2009年（平成21年）6月19日に店名変更）　同時にSC名もアピタタウンけいはんなに変更された。

#### 奈良県
- ユーホーム西大和店（2013（平成25年）10月11日開店[560] - 2016年（平成28年）7月17日閉店[広報 2]）

店舗面積4,400m2。
アピタ西大和店と一体となって、同店の1階に開店している。
同店は、DCMカーマに譲渡されることなく閉店。跡地はアピタのテナント増床部分として改装され、ニトリアピタ西大和店が同年9月30日オープン。
- ユーホーム大和郡山店（2004年（平成16年）4月24日開店 - 2016年（平成28年）8月14日閉店[広報 2]）

店舗面積8,900m2。
アピタ大和郡山店と一体となって、同店の1階に開店している。
跡地はアピタのテナントとして、DCMホールディングス傘下のDCMダイキに店舗を賃貸し、店舗名を「ダイキ大和郡山店」と変更し営業開始。同年9月16日改装オープン。

### 補足
1. 1977年（昭和52年）時点でのユーマート店は次の通り。
- 豊川、向山、大樹寺、豊田元町、武豊、阿倉川

2. 2009年（平成21年）2月20日時点でのサンテラス店は次の通り。いずれもピアゴもしくはアピタに名称変更。
- 掛川、富士宮、磐田、一宮、新瑞、安城、乙川、多治見、日吉、戸塚、守谷

3. 2009年（平成21年）2月20日時点でのアピタ食品館店は次の通り。いずれもピアゴに名称変更。
- 豊明、江南、富山西町、金沢ベイ

4. 2009年（平成21年）2月20日時点でのジョイマートユニー店は次の通り。いずれもピアゴに名称変更。なお同名のゼンショー傘下にあるスーパーマーケットのジョイマートとは無関係。
- 各務原、恵那、阿倉川、飯田駅前、丸岡、藤岡

### 建て替え　および中・長期の閉店を伴う改装

#### 店舗を建て替えたが、改称されなかったユニー店
いずれも現在はピアゴ店。

##### 愛知県
- ユニー武豊店（知多郡武豊町字西田崎24-1[58]、1973年（昭和48年）12月7日開店[520] - 1995年（平成7年）2月閉店、同年10月20日再開店[561]）

ユーマート武豊店として開店。2階建て。約20,000m2の敷地に800台収容の駐車場を併設し、延べ床面積約4,915m2、売場面積約3,675m2、直営約3,569m2の店舗であった。
建て替えは地上2階建てとし、延べ床面積約15,552m2、売場面積約7,745m2、直営約5,078m2と、各々拡大する形で大幅に増床して新築開店した。
- ユニー豊明店（豊明市新田町字澍20[562]、1973年（昭和48年）9月21日開店 - 1995年（平成7年）5月14日閉店[563]、同年12月1日再開店[564]）

2階建て。約13,953m2の敷地に500台収容の駐車場を併設し、延べ床面積約7,007m2、直営売場面積約3,948m2の店舗であった。
建て替えは地上3階建てとし、延べ床面積約16,230m2、直営売場面積を約6,134m2と各々拡大する形で大幅に増床して新築開店した。
- ユニー中村店（1968年（昭和43年）9月25日開店[520] - 1995年（平成7年）2月閉店、1996年（平成8年）4月26日再開店[565]）

4階建て。店舗面積約3,680m2。
建て替えは鉄骨造・地上5階地下1階建てとし、敷地面積約4,974m2、延べ床面積約22,258m2、売場面積約7,106m2（直営約5,853m2）に500台収容の駐車場を併設する店舗として新築開店した。

#### ユニー・ユーストア合併以降の建て替え店舗（予定含）

##### 愛知県
- ピアゴ蟹江店（海部郡蟹江町源氏3-230-1[566]、1977年（昭和52年）10月21日開店[567] - 2011年（平成23年）2月13日閉店[広報 9]、同年9月23日再開店[568]）食料品特化

鉄骨平屋建て。敷地面積約4,600m2、店舗面積約1,458m2。閉店時の店舗面積約1,737m2（直営店舗面積約1,655m2）。駐車台数約280台。
ユーストア1号店として開店した店舗。
建て替えて、売場面積を約1028坪へと約2倍に拡大し、同じく平屋建ての店舗として再開店した。
- （2代目）アピタ一宮店（1975年（昭和50年）6月27日開店[570] - 2012年（平成24年）8月19日閉店[461]、2013年（平成25年）12月6日再開店[463]）

国道22号「名岐バイパス」沿いの約47,000m2の工場跡敷地に大規模な駐車場を備えたモータリゼーションに対応した郊外型大型店舗、ユニー一宮店として開店した。2階建て。開店後も増改築を繰り返して時代の変化に対応し、1980年（昭和55年）6月には立体駐車場の増築を機にSC名称をサンテラス一宮とした。2000年（平成13年）2月期に店舗面積約12,764m2で対前年比約13.1%減の売上高約124.46億円でユニー全店で第3位の売上高を上げていた。2009年（平成21年）2月21日、（2代目）アピタ一宮店に改称。
開業初期からの建物の老朽化が進んでいたことから建て替えのため閉店した。閉店時の店舗面積約25,408m2。
建て替えて、テラスウォーク一宮の核店舗として再開店している。新店舗の営業面積約27,500m2。なお、前々日の12月4日にプレオープンしている。
- ピアゴ尾西店（尾西市小信中島[573]、1974年（昭和49年）12月23日開店[573] - 2014年（平成26年）1月19日閉店[広報 28]、同年12月5日再開店[574]）

敷地面積9,675m2、店舗面積約5,470m2。2階建て。
建て替えて、医薬品や介護用品の売り場を充実させるなど住居関連品売場を3割拡大し、2階建ての店舗として再開店している。なお、前々日の12月3日にプレオープンしている。

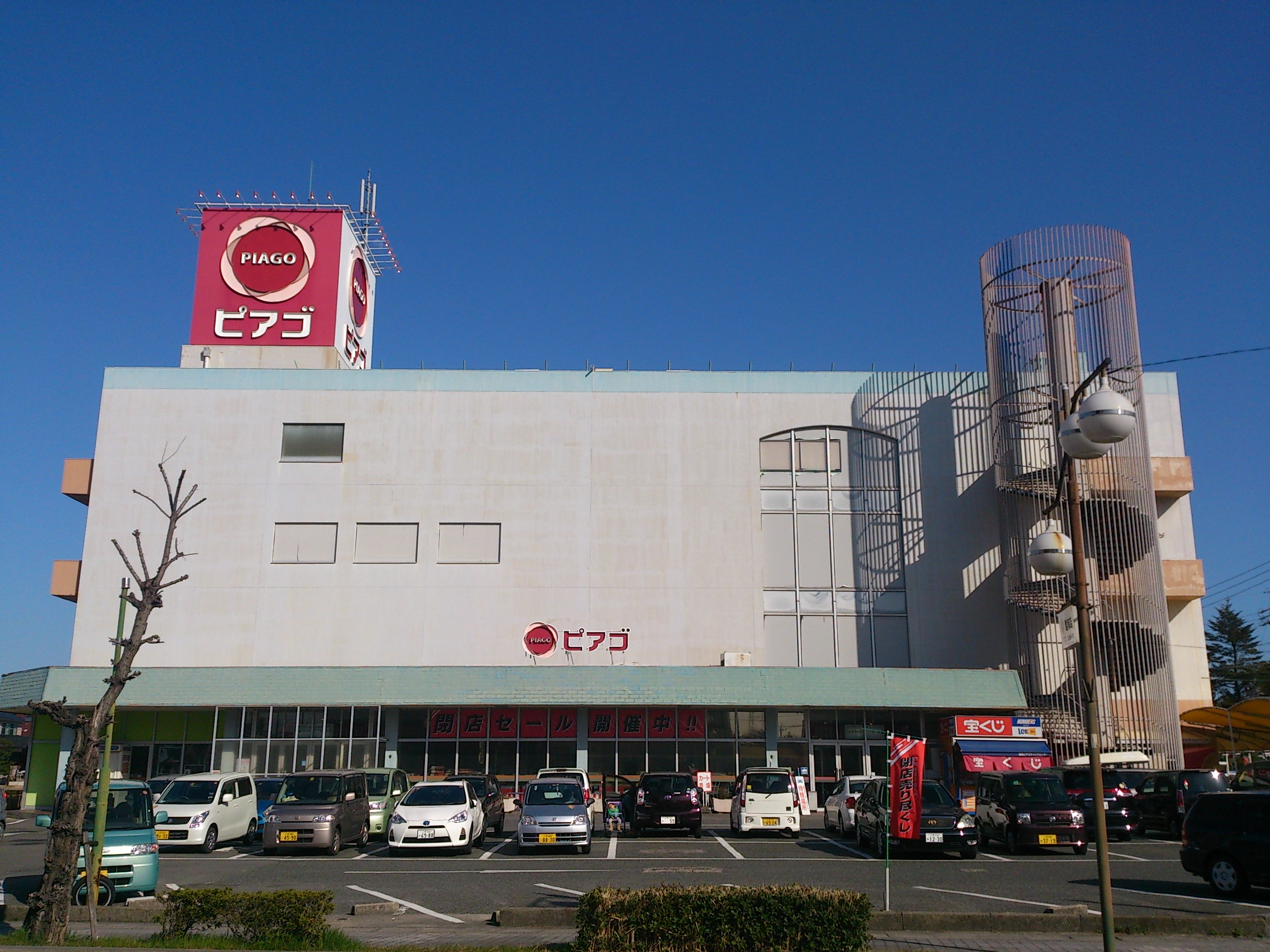
ピアゴ碧南店

- ピアゴ碧南店（1974年（昭和49年）10月25日開店[576] - 2014年（平成26年）5月18日閉店[506]、2015年（平成27年）7月31日再開店[577]）

4階建て。閉店時の店舗面積約6,100m2（直営店舗面積約5,500m2）。駐車台数約300台。
建て替え後の新店舗は、ユニー初の高床式を採用して1階を駐車場として2階を売場としており、衣食住の売り場から専門店街まで1フロアに集約することで買い回り性の向上を目指した。

##### 静岡県
- ピアゴ浜松泉町店（浜松市泉町1-6-1[579]（現・中央区）、1973年（昭和48年）9月[11]28日開店 - 2012年（平成24年）5月20日閉店[580]、2013年（平成25年）4月20日再開店[581]）

屋上駐車場付き2階建て。店舗面積約4,490m2。閉店時の店舗面積約5,587m2（直営店舗面積約4,952m2）、駐車台数約525台。
閉店の同年7月より建て替え工事に着工。新店舗は2階建て。営業面積約7,631m2（直営6,156m2）。なお、正式開店前の4月17日にプレオープンしている。

##### 神奈川県
- アピタ金沢文庫店（1972年（昭和47年）9月23日開店[583] - 2014年（平成26年）5月18日閉店[506]、2016年（平成28年）9月16日再開店）

関東地方のユニーでは初の大型店、「ユニー金沢文庫店」を核店舗とする「バザァル金沢文庫」としてオープン。2009年（平成21年）4月1日にアピタ金沢文庫店に改称。
4階建て。店舗面積約8,518m2。閉店時の店舗面積約12,700m2（直営店舗面積約8,800m2）。
閉店の前年、老朽化を名目に閉店が発表されたが、閉店後の計画をはっきり発表しなかったり、閉店発表が唐突すぎるなどと一部のテナントの反発を招き、閉店後も一部の店舗が営業を継続するなどの混乱を経て、閉店の同年10月末に完全閉館した。
2014年（平成26年）冬より建て替えのための解体工事を始め、翌年9月に新築工事に着手。新店舗は屋上駐車場付き4階建て。店舗は1階から3階までとなっている。

##### 茨城県
- アピタ佐原東店（稲敷郡東町大字西代字東田1480[587]、1999年（平成11年）11月19日開店[587][588] - 2011年（平成23年）6月26日営業休止、2012年（平成24年）8月3日再開店[589]）SC名称 ：パルナ

店舗面積約24,501m2
ショッピングセンターパルナのキーテナント。2階建て。東日本大震災を起因とする土壌液状化により床が傾くなど大きく損壊したが、1階売場のみ震災後の3月18日から営業を再開していた。
しかしながら、損壊調査のため営業を休止。調査後、取り壊しが必要と判断され、2011年（平成23年）8月16日閉店届出。
ショッピングセンターはアピタ棟のみ建て替えとなっており、閉店の翌年に再開店している。

##### 長野県
- アピタ岡谷店（岡谷市銀座1-1-5[593]、1985年（昭和60年）9月27日開店[594] - 2014年（平成26年）8月31日閉店[595]、2016年（平成28年）7月23日再開店）

敷地面積約32,372m2、鉄骨鉄筋コンクリート造地上3階建て、延べ床面積約23,550m2、店舗面積約13,579m2（直営店舗面積約6,455m2）、駐車台数約700台。
屋上駐車場付き2階建て本館と別棟1棟、立体駐車場1棟から構成されていた。延床面積が約20,969m2、閉店時の店舗面積約13,900m2（直営店舗面積約8,700m2）。
鈴木エドワードの設計した建物だった。
建て替えて、サーキット型モール「レイクウォーク岡谷」の核店舗となって、再開店している。

#### 合併以降、衣料品取り扱いを廃し中規模改装による食料品特化型となった店舗
- ピアゴ清洲店（1990年（平成3年）9月21日開店[68] - 2010年（平成22年）9月5日閉店、同年10月8日再開店）
- ピアゴ大治店（海部郡大治町大字花常字人見20[597]、1978年（昭和53年）9月22日開店[598] - 2010年（平成22年）8月1日閉店、同年12月3日再開店）

平屋建て一部2階建て。店舗面積約1,500m2。

#### 合併以降、既述以外に増減築を含む大規模改造・改装を行った店舗

##### 愛知県
- ピアゴ植田店（名古屋市天白区大字植田字源右ェ門新田123[599]、1987年（昭和62年）1月29日開店[599][600] - 2011年（平成23年）4月10日閉店、同年10月21日再開店[601]）

開業時の敷地面積8,648m2、開業時の店舗面積約4,800m2。
開業時の店舗名はユーストア植田中央店。鉄骨鉄筋コンクリート造地上3階建て・一部4階建て。
駐車場の一部を転用するなど、専門店を中心に売場面積を5,640m2から7,623m2へ増床して再開店している。
- アピタ港店（1993年（平成5年）10月21日開店[603] - 2014年（平成26年）2月16日閉店[広報 28]、同年11月7日再開店[604][605]） SC名称 ：ポートモール

大規模改装を行い、サーキット型モールへの改修や専門店の入れ替えを行うなど、アピタ港店と専門店75店が入居するポートウォークみなととして再開店している。
- ピアゴ守山店（名古屋市守山区大字守山字東山78[79]、1971年（昭和46年）10月1日開店[79] - 2014年（平成26年）3月31日閉店[広報 28]、2015年（平成27年）7月17日再開店[481]）

敷地面積約3,066m2、鉄筋コンクリート造地下1階地上6階建て、延べ床面積約12,180m2、店舗面積5,046m2。閉店時の店舗面積約6,300m2（直営店舗面積約3,700m2）。
閉店の同年6月から建物の減築改造、耐震補強の改修を行っている。
2階建てに減築し、食料品の強化や娯楽・書籍のテナント導入などの売り場見直しを行い再開店している。
- ピアゴ江南店（1985年（昭和60年）4月19日開店[9] - 2014年（平成26年）4月18日休業、同年12月12日再開店 - 2021年（令和3年）2月7日閉店）→改装前の店舗については、#アピタ江南店参照

2階にアミューズメント施設2店を出店させるなど、大規模改装を行い再開店している。なお、3階は閉鎖している。
2021年（令和3年）1月20日に2階の主力テナントであったアミューズメントの「Kid’s US LAND」が撤退。現在は改装され、MAGAドン・キホーテUNY江南店となる。

##### 長野県
- アピタ飯田店（1995年（平成7年）11月10日開店[607] - 2015年（平成27年）8月16日閉店、同年10月15日再開店[608]）

店舗面積約11,299m2
サーキット型モールへ改修や、駐車場の一部を転用するなど売場面積約16,000m2（約1.3倍）への増床を行い、再開店している。

##### 福井県
- アピタ敦賀店（敦賀市中央町1丁目5[609]、1990年（平成2年）11月8日開店[610] - 2012年（平成24年）4月1日閉店[611]、同年10月11日再開店[612]）

地元のスーパーが出店することから、開業時のアピタは食品売り場の無い衣料品や住関連のみの店舗として出店することになった。
地元商業者の協同組合つるがセントラルプラザと共同運営する地元主導型のショッピングセンター「ポー・トン」の核店舗として開店。協同組合の組合員数が2002年（平成14年）の38から5に激減し、協同組合側のスペースに空き店舗が多くなったことから組合による専門店街の運営に終止符を打つことになり、一旦閉店してユニー主導で改装を行うことになった。
大規模改装を行い、直営食料品売場の設置や、多くの専門店の入れ替えを行い、39の専門店が併設される店舗として再開店している。

## UDリテールに移管された店舗
ユニーの100%子会社として、2017年（平成29年）11月13日に設立されたUDリテール株式会社に移管された、また移管される店舗を記載（予定含む）。同社はドン・キホーテとUNYのダブルネーム店舗の運営のために設立された。業態転換のための閉店順および県別に記載。なお、アピタ店舗にテナントとして出店したUDリテール運営のドン・キホーテについては記載しない。

### 神奈川県
- ピアゴ大口店（横浜市神奈川区神之木町2番6号[614]、1991年（平成3年）3月27日開店[615] - 2018年（平成30年）1月3日閉店[広報 3]）

延べ床面積約11,283m2、売場面積約6,158m2（直営売場面積約5,868m2）
(株)朝木工業所の建設した地上3階・地下1階の朝木ビルヂングに出店した。
業態転換のため閉店。同年2月23日、MEGAドン・キホーテUNY大口店としてリニューアルオープン。2019年（令和元年）7月1日、MEGAドン・キホーテUNY横浜大口店に店名変更。なお、大口店の店名は2020年に愛知県の店舗で再使用された。
- ピアゴ座間店（座間市入谷[616]、1980年（昭和55年）5月[616]23日開店 - 2018年（平成30年）1月8日閉店[広報 3]）

店舗面積約5,557m2
業態転換のため閉店。同年3月16日、MEGAドン・キホーテUNY座間店としてリニューアルオープン。

### 愛知県
- ピアゴ国府店（豊川市国府町桜田3-1[617]、1978年（昭和53年）11月30日開店[617] - 2018年（平成30年）1月8日閉店[広報 3]）

敷地面積約4,766m2、鉄骨造地上2階建て、延べ床面積約6,269m2、店舗面積約4,586m2（直営店舗面積約2,758m2）、駐車台数500台。
業態転換のため閉店。同年3月30日、MEGAドン・キホーテUNY国府店としてリニューアルオープン。
- アピタ東海通店（名古屋市港区港明1-1017[618]、1997年（平成9年）9月18日開店[619] - 2018年（平成30年）1月14日閉店[広報 3]）

延べ床面積約37,132m2、売場面積約13,444m2（直営売場面積約10,169m2）
ブラザー工業の鉄骨造り4階建て「ブラザー港SCビル」に出店した。
業態転換のため閉店。同年3月9日、MEGAドン・キホーテUNY東海通店としてリニューアルオープン。
- アピタ豊田元町店（2005年（平成17年）6月11日開店[438] - 2018年（平成30年）1月14日閉店[広報 3]）→改造前の店舗については#ユニー豊田元町店参照

業態転換のため閉店。同年3月23日、MEGAドン・キホーテUNY豊田元町店としてリニューアルオープン。
- ピアゴ伝法寺店（2004年（平成16年）6月25日開店 - 2019年（平成31年）1月27日閉店[要出典]）

旧ユーストア伝法寺店。業態転換のため閉店。同年3月27日、MEGAドン・キホーテUNY伝法寺店としてリニューアルオープン。
- ピアゴ気噴店（愛知県春日井市気噴町字宮前392[620]、2000年（平成12年）10月27日開店[621] - 2019年 (平成31年）2月24日閉店[要出典]）

店舗面積約4,313m2、駐車場数350台。鉄骨造2階建一部3階建。
旧ユーストア気噴（きぶき）店。業態転換のため閉店。2019年 (平成31年）4月30日、MEGAドン・キホーテUNY気噴店としてリニューアルオープン。
- ピアゴ大和店（1995年（平成7年）10月20日開店[622] - 2019年（平成31年）3月3日閉店[要出典]）

旧ユーストア大和（やまと）店。業態転換のため閉店。2019年（令和元年）5月28日、MEGAドン・キホーテUNY一宮大和店としてリニューアルオープン。
- ピアゴ勝幡店（海部郡佐織町大字勝幡字弁才天2283-6[623]、1979年（昭和54年）7月6日開店[68]、1997年（平成9年）建替 - 2019年（平成31年）4月21日閉店[要出典]）

延べ床面積約7,828m2、売場面積約5,950m2（直営売場面積約4,000m2）
旧ユーストア勝幡店。業態転換のため閉店。2019年（令和元年）7月16日、MEGAドン・キホーテUNY勝幡店としてリニューアルオープン。
- ピアゴ太田川店（2015年 (平成27年）3月20日開店 - 2019年（令和元年）6月16日閉店[要出典]）

ラスパ太田川の核店舗。業態転換のため閉店。2019年（令和元年）7月30日、MEGAドン・キホーテUNY太田川店としてリニューアルオープン。
- ピアゴ武豊店（1995年（平成7年）10月20日建替開店[622] - 2019年（令和元年）6月30日閉店[要出典]）→旧店舗・建て替え店舗については、#ユニー武豊店参照

店舗面積約7,745m2。
業態転換のため閉店。2019年（令和元年）9月24日、MEGAドン・キホーテUNY武豊店としてリニューアルオープン。
- アピタ桃花台店（小牧市古雅1-1[624]、1991年（平成3年）4月12日開店[624] - 2019年（令和元年）8月11日閉店[要出典]）

店舗面積約8,214m2
ピアーレのキーテナント。業態転換のため閉店。2019年（令和元年）11月12日、MEGAドン・キホーテUNY桃花台店としてリニューアルオープン。
- アピタ稲沢東店（2009年（平成21年）3月18日開店 - 2019年（令和元年）9月22日閉店）

リーフウォーク稲沢の核店舗。業態転換のため閉店。2019年（令和元年）12月10日、MEGAドン・キホーテUNY稲沢東店としてリニューアルオープン。
- アピタ小牧店（小牧市堀の内3-15[625]、2000年（平成12年）3月17日開店[625] - 2019年（令和元年）11月10日閉店[要出典]）

店舗面積約18,802m2
業態転換のため閉店。2020年（令和2年）2月11日、MEGAドン・キホーテUNY小牧店としてリニューアルオープン。
- アピタ大口店（丹波郡大口町丸2-36[289]、1998年（平成10年）10月23日開店[289][626] - 2020年（令和2年）1月3日閉店[要出典]）

敷地面積約34,478m2、延べ床面積約60,0593m2、店舗面積約19,106m2、駐車台数2,000台。
屋上駐車場付き鉄骨造り4階建てで、1階が食品・雑貨などの売り場で、2階が衣料品やっ書籍などの売り場となっていた。
業態転換し、2020年（令和2年）3月24日にMEGAドン・キホーテUNY大口店としてリニューアルオープン。
- ラ フーズコア納屋橋店（2017年（平成29年）9月29日開店 - 2020年（令和2年）2月16日閉店）

テラッセ納屋橋の核店舗。業態転換のため閉店。前年11月1日に同ショッピングセンター3階に「ドン・キホーテ納屋橋店」がオープンしており、同店と融合のためブランド統合を行った。2020年（令和2年）3月24日、MEGAドン・キホーテUNY納屋橋店としてリニューアルオープン。
- ピアゴ豊明店（1995年（平成7年）12月1日建替開店 - 2020年（令和2年）2月23日閉店[要出典]）→旧店舗・建て替え店舗については、#ユニー豊明店参照

業態転換のため閉店。2020年（令和2年）5月12日、MEGAドン・キホーテUNY豊明店としてリニューアルオープン。
- ピアゴ ラ フーズコアアラタマ店（2014年（平成26年）3月8日改築開店 - 2020年（令和2年）3月8日閉店[要出典]）→旧店舗・改築店舗については、#ピアゴアラタマ店参照

業態転換のため閉店。2020年（令和2年）5月31日、MEGAドン・キホーテUNYアラタマ店としてリニューアルオープン。
- ピアゴ香久山店（1994年（平成6年）4月1日開店[629] - 2020年（令和2年）5月17日閉店[要出典]）

店舗面積約5,500m2。
MIO香久山（敷地面積約27,000m2、延べ床面積約15,064m2、駐車台数750台）のキーテナント。
業態転換のため閉店。同年7月28日、MEGAドン・キホーテUNY香久山店としてリニューアルオープン。
- ピアゴ吉良店（幡豆郡吉良町吉田字天笠桂16-3[630]、1999年（平成11年）7月6日開店[630] - 2020年（令和2年）9月6日閉店[要出典]）

店舗面積約5,950m2。
旧ユーストア吉良店。業態転換のため閉店。2020年（令和2年）11月17日、MEGAドン・キホーテUNY吉良店としてリニューアルオープン。
- ピアゴ江南店（2014年（平成26年）12月12日再開店 - 2021年（令和3年）2月7日閉店[要出典]）→改装前店舗・改装店舗については、#アピタ江南店、#ピアゴ江南店を参照

業態転換のため閉店。2021年（令和3年）4月20日、MEGAドン・キホーテUNY江南店としてリニューアルオープン。
- ピアゴ十四山店（海部郡十四山村鍋平2-75-1[631]、1982年（昭和57年）9月17日開店[68] - 2021年（令和3年）3月14日閉店）

旧ユーストア十四山店。業態転換のため閉店。同年5月25日、ドン・キホーテUNY十四山店としてリニューアルオープン。生鮮食品の取り扱いは廃止された。
- ピアゴ碧南店（2015年（平成27年）7月31日建替開店 - 2021年（令和3年）6月27日閉店）→旧店舗・建替店舗については、#ピアゴ碧南店参照

業態転換のため閉店。同年9月14日、ドン・キホーテUNY碧南店としてリニューアルオープン。生鮮食品の取り扱いは廃止された。スーパーでは珍しいピロティ構造である。
- ピアゴ矢作店（1993年（平成5年）7月16日開店[632] - 2022年（令和4年）1月10日閉店）

店舗面積約5,973m2。
旧ユーストア矢作店。業態転換のため閉店。同年3月22日、MEGAドン・キホーテUNY矢作店としてリニューアルオープン。

### 三重県
- ピアゴ星川店（桑名市大字星川十二835[633]、1980年（昭和55年）1月13日開店[634]、1986年（昭和61年）2月28日建替[要出典] - 2018年（平成30年）1月8日閉店[広報 3]）

敷地面積約20,098m2、鉄筋コンクリート造地上2階建て塔屋3階、延べ床面積約6,908m2、店舗面積約5,172m2 → 約6,200m2（当社店舗面積約3,800m2 → 約5,000m2）、駐車台数約700台。
旧ユーストア星川店。業態転換のため閉店。2018年（平成30年）3月16日、MEGAドン・キホーテUNY星川店としてリニューアルオープン。
- アピタ鈴鹿店（2004年（平成16年）10月22日開店 - 2019年（平成31年）4月28日閉店[要出典]）

業態転換のため閉店。同年6月25日、MEGAドン・キホーテUNY鈴鹿店としてリニューアルオープン。ユニー直営衣料専門店アピタクロージング鈴鹿店を同時開設（2022年（令和4年）8月28日閉店）。
- アピタ名張店（名張市下比奈知字黒田3100-1[289]、1998年（平成10年）10月9日開店[289][635] - 2019年（令和元年）6月9日閉店[要出典]）

店舗面積約8,787m2。
業態転換のため閉店。|2019年（令和元年）9月3日、MEGAドン・キホーテUNY名張店としてリニューアルオープン。
- ピアゴ嬉野店（1999年（平成11年）12月17日開店 - 2023年（令和5年）4月18日閉店）

旧ユーストア嬉野店。業態転換のため閉店。同年6月27日、MEGAドン・キホーテUNY嬉野店としてリニューアルオープン。

### 岐阜県
- ピアゴ可児店（2012年（平成24年）12月14日建替開店[498] - 2019年（平成31年）1月3日閉店[要出典]）→旧店舗・建て替え店舗については、#ピアゴ可児店参照

業態転換のため閉店。2019年（平成31年）2月21日、ドン・キホーテUNY可児店としてリニューアルオープン。生鮮食品の取り扱いは廃止された。
- アピタ美濃加茂店（美濃加茂市野笹町2-46[150]、2000年（平成12年）12月8日開店[150] - 2019年（令和元年）8月4日閉店[要出典]）

業態転換のため閉店。同年10月29日、MEGAドン・キホーテUNY美濃加茂店としてリニューアルオープン。ユニー直営衣料専門店アピタクロージング美濃加茂店を同時開設（2022年（令和4年）8月21日閉店）。
- アピタ岐阜店（1993年（平成5年）6月17日開店[638] - 2019年（令和元年）12月8日閉店[要出典]）

業態転換し、2020年（令和2年）3月3日にMEGAドン・キホーテUNY岐阜店としてリニューアルオープン。
- ピアゴ恵那店（1991年（平成3年）5月30日開店[493] - 2020年（令和2年）2月23日閉店[要出典]）→改装前店舗・改装店舗については、#ユニー恵那店参照

業態転換のため閉店。同年5月12日、MEGAドン・キホーテUNY恵那店としてリニューアルオープン。

### 静岡県
- ピアゴ中里店（2007年（平成19年）3月16日開店、2008年（平成20年）6月26日改装、2010年（平成22年）3月14日一時休業、2010年（平成22年）8月27日大規模改装 - 2019年（平成31年）1月6日閉店[要出典]）

旧ユーストア中里店。業態転換のため閉店。2019年（平成31年）2月28日、MEGAドン・キホーテUNY中里店としてリニューアルオープン。
- ピアゴ富士中央店（1995年（平成7年）4月28日開店[131] - 2019年（平成31年）2月3日閉店[要出典]）

店舗面積約6,000m2。
旧ユーストア富士中央店。業態転換のため閉店。2019年（平成31年）4月23日、ドン・キホーテUNY富士中央店としてリニューアルオープン。生鮮食品の取り扱いは廃止された。
- ピアゴ浜松泉町店（浜松市泉町1-6-1[579]（現・中央区）、2013年（平成25年）4月20日建替開店 - 2019年（令和元年）6月2日閉店[要出典]）→旧店舗・建て替え店舗については、#ピアゴ浜松泉町店参照

業態転換のため閉店。2019年（令和元年）8月6日、MEGAドン・キホーテUNY浜松泉町店としてリニューアルオープン。
- アピタ富士吉原店（2011年（平成23年）10月8日建替開店 - 2020年（令和2年）1月12日閉店[要出典]）→旧店舗・建て替え店舗については、#ユニー吉原店参照

業態転換のため閉店。2020年（令和2年）4月14日、MEGAドン・キホーテUNY富士吉原店としてリニューアルオープン。
- アピタ掛川店（1995年（平成7年）3月24日開店[640] - 2020年（令和2年）5月17日閉店[要出典]）

店舗面積約11,797m2。
業態転換のため閉店。2020年（令和2年）8月4日、MEGAドン・キホーテUNY掛川店としてリニューアルオープン。
- ピアゴ榛原店（1996年（平成8年）4月19日開店[641] - 2021年（令和3年）9月5日閉店[要出典]）

店舗面積約5,928m2。
旧ユーストア榛原店。業態転換のため閉店。同年11月16日、MEGAドン・キホーテUNY榛原店としてリニューアルオープン。
- ピアゴ大覚寺店（2006年（平成18年）3月17日開店 - 2023年（令和5年）2月26日閉店[要出典]）

旧ユーストア大覚寺店。業態転換のため閉店。2023年（令和5年）5月2日、MEGAドン・キホーテUNY大覚寺店としてリニューアルオープン。

### 滋賀県
- ピアゴ近江八幡店（2005年（平成17年）12月2日開店 - 2019年（平成31年）1月6日閉店[要出典]）

旧ユーストア近江八幡店。業態転換のため閉店。2019年（平成31年）2月28日、MEGAドン・キホーテUNY近江八幡店としてリニューアルオープン。
- ピアゴ今崎店（八日市市今崎町字百畝163[642]、2000年（平成12年）9月29日開店[642] - 2019年（平成31年）2月3日閉店[要出典]）

{旧ユーストア今崎店。業態転換のため閉店。2019年（平成31年）4月23日、MEGAドン・キホーテUNY東近江店としてリニューアルオープン。

### 群馬県
- アピタ伊勢崎東店（佐波郡東村東小保方5330[353]、1998年（平成10年）11月6日開店[353]、 - 2019年（平成31年）4月7日閉店[要出典]）

店舗面積約16,760m2。
業態変換のため閉店。2019年（平成31年）6月25日、MEGAドン・キホーテUNY伊勢崎東店としてリニューアルオープン。
- ピアゴ藤岡店（2004年（平成16年）4月23日建替開店[643] - 2019年（令和元年）5月5日閉店[要出典]）→旧店舗・建て替え店舗については、#ユニー藤岡店参照

業態転換のため閉店。2019年（平成31年）7月30日、ドン・キホーテUNY藤岡店としてリニューアルオープン。生鮮食品の取り扱いは廃止された。

### 埼玉県
- ピアゴ大桑店（加須市鳩山町10[644]、1994年（平成6年）11月25日開店[520] - 2019年（令和元年）7月7日閉店[要出典]）

加須市川上上地区区画整理事業の一角にユーストア大桑店（鉄骨造2階建て、延べ床面積約6,477m2、店舗面積約4,500m2）として出店を計画していたが、ユーストアの関東進出断念に伴って開発中の店舗をユニーに譲渡した。
業態転換のため閉店。2019年（平成31年）10月1日、ドン・キホーテUNY大桑店としてリニューアルオープン。生鮮食品の取り扱いは廃止された。
- アピタ本庄店（本庄市南2-2[645]、1989年（平成元年）3月24日開店[646] - 2020年（令和2年）2月16日閉店[要出典]）

ジャスコが核店舗として内定していたが白紙撤回となったため、当社が核店舗として出店することになった。
業態転換のため閉店。2020年（令和2年）5月19日、MEGAドン・キホーテUNY本庄店としてリニューアルオープン。

### 奈良県
- アピタ西大和店（2013年（平成25年）10月11日開店 - 2019年（令和元年）9月1日閉店[要出典]）

業態転換のため閉店。2019年（令和元年）11月26日、「ラスパ西大和」の核店舗、MEGAドン・キホーテUNY西大和店としてリニューアルオープン。

### 茨城県
- アピタ佐原東店（2012年（平成24年）8月3日建替開店 - 2019年（令和元年）9月8日閉店[要出典]）→旧店舗・建て替え店舗については、#アピタ佐原東店参照

パルナの核店舗。業態転換のため閉店。2019年（令和元年）12月3日にMEGAドン・キホーテUNY佐原東店としてリニューアルオープン。

### 福井県
- アピタ福井店（1996年（平成8年）12月5日開店[647] - 2019年（令和元年）9月8日閉店[要出典]）

店舗面積約16,059m2。
業態転換のため閉店。2019年（令和元年）12月3日、MEGAドン・キホーテUNY福井店としてリニューアルオープン。
- アピタ敦賀店（2012年（平成24年）10月11日再開店 - 2021年（令和3年）2月7日閉店[要出典]）→改装前店舗・改装店舗については、#アピタ敦賀店参照

業態転換のため閉店。2021年（令和3年）5月18日、MEGAドン・キホーテUNY敦賀店としてリニューアルオープン。

### 千葉県
- アピタ市原店（市原市青柳北1-1[353]、1998年（平成10年）11月21日開店[353] - 2020年（令和2年）1月3日閉店[要出典]）

店舗面積約21,386m2。
業態転換のため閉店。2020年（令和2年）3月17日、MEGAドン・キホーテUNY市原店としてリニューアルオープン。

### 富山県
- アピタ魚津店（魚津市住吉561-1[587]、1999年（平成11年）11月12日開店[587][227] - 2020年（令和2年）1月12日閉店[広報 22]）

店舗面積約18,160m2。
業態転換のため閉店。同年4月14日、MEGAドン・キホーテUNY魚津店としてリニューアルオープン。
- アピタ砺波店（砺波市太郎丸4789-1[630]、1999年（平成11年）7月2日開店[650] - 2020年（令和2年）3月15日閉店[651]）

店舗面積約18,796m2。
砺波中央自動車学校の跡地に建設。
業態転換のため閉店。2020年（令和2年）6月23日、MEGAドン・キホーテUNY砺波店としてリニューアルオープン。

### 福島県
- アピタ会津若松店（2006年 (平成18年) 3月24日開店[要出典] - 2020年（令和2年）8月23日閉店[要出典]）

業態転換のため閉店。2020年（令和2年）11月24日、MEGAドン・キホーテUNY会津若松店としてリニューアルオープン。

### 長野県
- アピタ高森店（下伊那郡高森町山吹4518[353]、1998年（平成10年）11月20日開店[353] - 2020年（令和2年）8月23日閉店[要出典]）

店舗面積約12,439m2。
業態転換のため閉店。 2020年（令和2年）11月20日、MEGAドン・キホーテUNY高森店としてリニューアルオープン。
- アピタ伊那店（1996年（平成8年）11月8日開店 - 2023年（令和5年）2月26日閉店[要出典]）→旧店舗・建て替え店舗については、#ユニー伊那店参照

業態転換のため閉店。2023年（令和5年）6月6日、MEGAドン・キホーテUNY伊那店としてリニューアルオープン。

### 京都府
- アピタ精華台店（2009年（平成21年）6月19日改装開店 - 2020年（令和2年）8月23日閉店[要出典]）→旧店舗については、#ユーストア精華台店参照

旧ユーストア精華台店。アピタタウンけいはんなの核店舗。業態転換のため閉店。2020年（令和2年）12月1日、MEGAドン・キホーテUNY精華台店としてリニューアルオープン。

### 山梨県
- アピタ石和店（2005年（平成17年）9月10日開店 - 2021年（令和3年）3月14日閉店[要出典]）

業態転換のため閉店。 2021年（令和3年）6月22日、MEGAドン・キホーテUNY石和店としてリニューアルオープン。

## 合併時に存在した店舗と1977年（昭和52年）までに閉鎖した店舗

### 概要
ほていやと西川屋は合併時点で、ほていや76店と西川屋32店の合計108店舗に、FCユニー5店を合算し合併直後の報道では計113店舗としている。なお、合併時点で合わせて112店舗としている出典も存在する。
現在もその同じ地にあるピアゴ・アピタ・さが美店は9店舗に過ぎない。特にほていやは呉服店であったことから間口も狭く、また同一地区で呉服店、衣料品店、食料品店と2 - 4店舗を同時に展開したため数も多く、さが美への移管およびスクラップ&ビルドの対象になった。さが美および〇印を除く大項目1項と2項にリンクしない店舗が1977年（昭和52年）までに閉鎖された店舗である。
ここでは合併後設立した地域販売会社を主体に編集し、閉店時期がはっきりしない店舗があるため、全国地方公共団体コード順に記載。関係した店舗をはじめ、さが美に移管した分や、FCユニーも含めて、一度はユニー〇〇店と称されたものを出来うる限り網羅した。
店名呼称・開店日等の情報は各年度ごとに発刊された「日本スーパー名鑑」（商業界社発行）からの引用による。元資料の古い住所表記は現代で使われる住所に改めた。なお、開店日については異説がある。
両社の正式合併が本決まりになった1970年（昭和45年）2月より、閉鎖予定店舗を除き同年8月20日までの間に全ての店舗看板名に「ユニー」名を付与して、以降新規開店する店舗はユニー名で開店するよう申し合わせがなされた。
凡例
※は「ほていや」もしくは「西川屋」を称さずユニーで開店した店舗
〇は現在もピアゴ・アピタ・さが美として営業を続けている店舗
F : フル構成、食 : 食料品、衣 : 衣料品、呉 : 呉服、雑 : 生活雑貨品、他 : その他

#### さが美になった旧ほていや呉服店舗
合併直前はストアブランド「嵯峨美」を使っていた。一部株式会社さが美未移管店舗も記載。

##### 中部ユニー店舗
旧ほていやの店舗を継承。

###### 愛知県
- ユニー万松寺さが美センター（名古屋市中区大須3-25-2[655]（旧・門前町4-78[1][32]）、1950年（昭和25年）3月17日開店[656]）　→　さが美移管後、さが美万松寺西店

売場面積260m2
改組後、最初に開店したほていや1号店である。昭和30年代は総本店と呼ばれた。
古川呉服店創業者の弟がのれん分けの形で、横浜から名古屋大須に進出。ただし創業者の古川政治郎と秀一兄弟はもともと愛知県西春日井郡新川町阿原の出自であり、地元帰りしたともいえる。株式会社化を名古屋で行い、3年後に横浜の創業店を包括している。なお、古川呉服店の呼びかけに対し、縁のあった名古屋市の猪飼呉服店・今枝呉服店が会社設立に参加合流している。
- ユニー万松寺さが美（名古屋市中区大須3-25-25[658][659]（旧・裏門前町1-64[660]）、1950年（昭和25年）6月1日開店）　→　さが美移管後、さが美万松寺東店[要出典]

売場面積59m2
- ユニー栄町店（名古屋市中区栄3-4-4[1][7]、1957年（昭和32年）3月26日開店[7] - 1971年（昭和46年）8月1日閉店[要出典]）

「スカイル」建設の為に閉店し、跡地にはスカイルが1973年（昭和48年）12月に開業した。
後継店舗がマルエイスカイル地下メルサにある現在のさが美栄地下店である。
- ユニー栄さが美（名古屋市中区栄3-6-17[655]、1965年（昭和40年）12月5日開店[注 3] - 1971年（昭和46年）8月4日閉店）

売場面積109m2
- ユニー栄さが美センター（名古屋市中区栄3-6-17[1]、1951年（昭和26年）開店[662]）

売場面積230m2
- 嵯峨美センター店（名古屋市中区栄3-7-16[1]、1965年（昭和40年）12月5日開店[7] - 1972年（昭和47年）3月30日閉店[663]）

6階建ての店舗で、1階呉服売場から出火して全焼し、2名死亡・1名負傷の人的な被害が発生した。同店火災発生の数時間前、近隣にあったオリエンタル中村百貨店で放火騒ぎがあったことから、放火の疑いが濃いとされる。
上記の火災による閉店。建物を解体し、現在は「日土地栄町ビル」となっている。跡地は現ビルの東南角付近にあり、三ッ蔵通り、および大津通りに面していた。なお、ユニー栄さが美のちょうどはす向かいに立地した。
- ユニー栄地下さが美（名古屋市中区栄3-4-5[122]、1973年（昭和48年）12月1日開店）〇※ → さが美移管後、さが美栄地下店

メルサ栄本店の地下1階に出店。

###### 岐阜県
- ユニー柳ヶ瀬さが美（岐阜市柳ヶ瀬通1-3[1][664]、1964年（昭和39年）6月6日開店[123]）→ さが美移管後、さが美柳ヶ瀬店

旧名ほていや柳ヶ瀬西店。
- ユニー岐阜さが美（岐阜市神田町5-18[1][655]、1960年（昭和35年）5月3日開店 - 1972年（昭和47年）閉店[要出典]）

売場面積30m2

###### 富山県
- ユニー富山さが美（富山市上本町19-2[665]、1968年（昭和43年）7月1日開店[665] - 1973年（昭和48年）2月20日閉店[要出典]）

売場面積198m2。
取扱商品：衣料品。
旧名ほていや富山店。

###### 福井県
- ユニー福井さが美（福井市中央町1-3-1[666][1]、1967年（昭和42年）9月13日開店[1] - 1974年（昭和49年）閉店[要出典]）

ほていやの北陸進出1号店。旧名ほていや福井店。福井駅前の「加藤ビル」の1階から3階を賃借していたもので、売場面積約1,500m2の店舗であった。
近隣にほていや福井ショッピングセンター開店後、ほていや福井呉服寝装センターに改称される。

##### 関東ユニー店舗
旧ほていやの店舗を継承。

###### 神奈川県
- ユニー名品街さが美（横浜市西区南幸1-3[1]、1958年（昭和33年）9月19日開店[333]、1969年（昭和44年）7月仮移転 - 1973年（昭和48年）11月閉店[要出典]）

売場面積100m2。
取扱商品：呉服。
横浜駅西口に開業していた横浜駅名品街に出店。
- ユニージョイナスさが美（横浜市西区西幸1-5[659]、1973年（昭和48年）11月20日開店）〇※ → さが美移管後、さが美ジョイナス店[要出典]

地平にあったアーケード街状の横浜駅名品街を取り壊し、跡地に相鉄ジョイナスが建てられた為、同ビル内に店名を変えて引き続き出店。
- ユニー二丁目さが美（横浜市中区伊勢佐木町2-76[1]、1953年（昭和28年）4月9日開店[要出典]） → さが美移管後、さが美二丁目店

横浜市の繁華街「伊勢佐木町」が、ほていやの前身、古川呉服店発祥の地である。
- ユニー横浜さが美（横浜市中区伊勢佐木町4-109[668]、1953年（昭和28年）7月15日開店[668]） → さが美移管後、さが美横浜店

売場面積50m2。
1959年（昭和34年）に差別化を意図し、初めて「嵯峨美」ブランドを用いて高級呉服を扱った店舗、“横浜嵯峨美”として改装された。
- ユニー一丁目さが美（横浜市中区伊勢佐木町1-25[669]、1953年（昭和28年）8月23日開店[669]） → さが美移管後、さが美一丁目店
- ユニー衣笠さが美（横須賀市衣笠栄町1-12[322]、1967年（昭和42年）11月15日開店[322]） → さが美移管後、さが美衣笠店

売場面積265m2。
取扱商品：呉服。

###### 東京都
- ユニー蒲田さが美（大田区西蒲田7-65-1[659][670]、1971年（昭和46年）1月8日開店）※ → さが美移管後、さが美蒲田店[要出典]

売場面積165m2。

###### 静岡県
- ユニー沼津さが美（沼津市大手町仲見世通り67[1][671]、1961年（昭和36年）4月29日開店[176]、1974年（昭和49年）3月移転 - 1976年（昭和51年）10月閉店[要出典]）

売場面積1,040m2。
取扱商品：呉服・寝具。
元ほていや沼津店。旧名ほていや沼津呉服寝装センター。

##### 合併直前に閉店したほていやの呉服店舗
- 今池嵯峨美店（名古屋市千種区千種通1-21[672]、1963年（昭和38年）11月23日開店[672] - 1969年（昭和44年）12月閉店[要出典]）

平屋建て。用地提供のため隣接のほていや今池店とともに取り壊され、ユニー今池ショッピングセンターが建設された。
- 嵯峨美中日タウン店（名古屋市中区新栄町1-6[1][2]、1967年（昭和42年）8月22日開店[2] - 1970年（昭和45年）頃閉店[要出典]）

売場面積462m2。
取扱商品：呉服。
- 大森店（東京都大田区新井宿1-2340[1][673]、1960年（昭和35年）2月25日開店[673]）

売場面積165m2。
取扱商品：呉服。
大森山王会館内に出店。

#### 旧ほていや系（中部ユニー）店舗
※印なき店舗はオープン時「ほていや」を称した。ユニマートは合併後に付与された食料品主体の小型店の名称である。

##### 愛知県

###### = 北区 =
- ユニー大曽根ショッピングセンター（名古屋市東大曽根町南3-134[1]、1969年（昭和44年）10月25日開店[7]）F → ユニー大曽根店、のちの#ピアゴ大曽根店

敷地面積8,380m2、鉄筋コンクリート造地上3階一部4階建て、延べ床面積12,783m2、売場面積9,900m2、駐車台数約150台。
一部5階建て、ほていや初の本格的大型GMS。
当時の百貨店法の解釈により、ほていや大曽根ショッピングセンターは規制をクリアするため、当初はほていやの系列会社が販売部門を担当するように装っており、「中部ほていや（のちにさが美）」が呉服を、「中部サガミ（のちにラブモール・エミールバレー）」が衣料品を、「中部ミズホ（のちにユニマート）」が食料品・日用雑貨を、「ニューほていや（のちにユーライフ・オーデライフ・カルルハウス・ハウジングセンター）」が家電・寝具等の生活雑貨を取り扱っていた。
- ユニー大曽根西店 → 大曽根さが美[122]（名古屋市北区東大曽根町通3-76[1][122]（現・大曽根）、1962年（昭和37年）12月12日開店[7]）衣呉 → さが美移管後、さが美大曽根本通り店

売場面積400m2。
取扱商品：衣料品。
旧名ほていや大曽根店。1973年（昭和48年）頃、ユニー大曽根さが美に改称。
- ユニー黒川ショッピングセンター（1970年（昭和45年）5月30日開店[19]）F 〇※ → #（2代目）ユニー黒川店、のちのピアゴ ラ フーズコア黒川店[337]

西川屋系ユニー黒川店としばらく並行営業。後に同店閉店後、同店名を継承。

###### = 西区 =
- ユニー浄心店（名古屋市西区沢井町10[677]、1953年（昭和28年）開店[123]）

- 浄心店（名古屋市西区江川端町1-3[1]、1955年（昭和30年）7月27日開店[2] - 1973年（昭和48年）閉店）衣呉

売場面積594m2。
取扱商品：衣料品。
当時は未開通であるが、地下鉄鶴舞線浄心駅地上に立地した。
- ユニー庄内ショッピングセンター（名古屋市西区江川端町1-3[1]、1955年（昭和30年）7月27日開店[2] - 1977年（昭和52年）2月20日閉店）F → ユニー庄内店

売場面積3,894m2。
取扱商品：食料品・衣料品・雑貨。

###### = 中村区 =
- ユニー新名センター（名古屋市中村区本陣通1-1[1]、1963年（昭和38年）12月1日開店[2] - 1976年（昭和51年）1月閉店[4]）衣呉雑

売場面積2,343m2。
取扱商品：衣料品・雑貨。
名古屋駅から名鉄栄生駅あたりまで続く新幹線高架下のスペースを利用した2階層構造のショッピングセンターとして1963年（昭和38年）12月に開業した「新名古屋センター」のキーテナントとして出店した。新幹線の開業前年に開店している。
- ユニー新名ユニマート（名古屋市中村区本陣通1-1[1][672]、1963年（昭和38年）12月1日開店[672] - 1976年（昭和51年）1月閉店）食

売場面積660m2。
取扱商品：食料品・衣料品。
旧名ほていや新名フード店。当初この店舗は、他社スーパーと折半で設立した別会社「ほていやフード（株）」によって開店・運営された。
- ユニー栄生ユニマート（名古屋市中村区栄生町2-1[1][655]、1966年（昭和41年）11月19日開店[7] - 1974年（昭和49年）頃閉店）食雑

売場面積660m2
- ユニー中村ショッピングセンター（名古屋市中村区大門通27[1][655]、1968年（昭和43年）9月25日開店[32]）F 〇 → ユニー中村店、のちのピアゴ中村店

売場面積4,170m2
- ユニー藤宮店（名古屋市中村区千原町1[678]、日商1968年（昭和43年）7月1日開店[679]、1970年（昭和45年）12月11日継承開店）衣 ※ → #ユニー栄生店

取扱商品：食料品・衣料品・雑貨。
1963年（昭和38年）2月2日に富士見産業の子会社として設立された「（株）日商」が運営していた総合スーパーで、富士見産業の経営再建の一環で、吉田屋・吉田一美が同社の社長に就任して経営権を継承した。
元FCユニーエコー栄生店。
- ユニー清正公店（名古屋市中村区鷹羽町2丁目[680]、1968年（昭和43年）11月27日開店 - 1971年（昭和46年）閉店）食

売場面積1,138m2

###### = 瑞穂区 =
- ユニー堀田ユニマート（名古屋市瑞穂区下坂町1-41[681][682]、吉田屋1962年（昭和37年）11月30日開店[683]、1971年（昭和46年）継承開店 - 1973年（昭和48年）2月20日閉店[要出典]）食衣 ※

売場面積70m2 → 売場面積650m2。
取扱商品：食料品・衣料品・雑貨。
1階が食品・雑貨売り場で、2階が衣料品売り場だった。
元FCユニーエコー堀田店。
- ユニー桜山ショッピングセンター（名古屋市瑞穂区桜見町1-5-1[686]、1968年（昭和43年）4月[11]29日開店）F  → #ユニー桜山店、のちのピアゴ ラ フーズコア桜山店（旧ユーストア）

売場面積1,890m2
同一の建物内に、ほていや桜山店（衣）、ほていや桜山フード店（食）を2店舗として計上し開店しているが、まもなくほていや桜山ショッピングセンターとしてまとめられた。

###### = その他の名古屋市 =
- ユニー大松ユニマート（名古屋市東区黒門町85-2[1]、1967年（昭和42年）6月28日開店[19][2] - 1973年（昭和48年）閉店）食雑

売場面積1,419m2。
取扱商品：食料品・衣料品・雑貨。
旧名「ほていや大松通り店」（ほていや新聞広告）、または「ほていや大松店」（スーパーマーケット年鑑）。
- ユニー笠寺ショッピングセンター（名古屋市南区笠寺西門25[687]、ヨシダヤ本店1960年（昭和35年）7月開店[688][689]、1960年（昭和35年）11月25日建替、1970年（昭和45年）4月17日業態変更、1971年（昭和46年）1月継承開店[要出典]）衣 ※ → #ユニー笠寺店

売場面積1,485m2
3階までの全館衣料品売り場だった。
のちにエコー百貨店と称した衣料品店、ヨシダヤ本店である。屋上付き5階建て。元FCユニーエコー笠寺店。

###### 名古屋市以外の尾張
- ユニー瀬戸ユニマート（瀬戸市深川町46-1[681][1]、1966年（昭和41年）5月11日開店[681][2] - 1972年（昭和47年）閉店）食

売場面積330m2 → 660m2。
取扱商品：食料品。
旧名ほていや瀬戸フード店。近隣に新築移転のため閉店。
- （初代）ユニー瀬戸店（瀬戸市深川町14-24[1][19]、1964年（昭和39年）3月1日開店[2][19] - 1972年（昭和47年）閉店）衣雑

売場面積1,419m2。
取扱商品：食料品・衣料品。
近隣に、1972年（昭和47年）11月23日新築開店した（2代目）ユニー瀬戸店に移転のため閉店。
- ユニー江南ショッピングセンター（江南市古知野字桃源12-1[7]、1969年（昭和44年）4月27日開店[7]）F → #ユニー江南店

売場面積4,422m2。
取扱商品：食料品・衣料品・雑貨。
- （初代）ユニー常滑店（常滑市市場町111-1[1]、1963年（昭和38年）11月12日開店[32] - 1975年（昭和50年）7月[4]30日閉店[要出典]）F

売場面積726m2。
取扱商品：食料品・衣料品・雑貨。
銀座通りにあった常滑日活を買収して開店した。
火災による閉店。
1978年（昭和53年）11月9日に「製陶業秘色」の建設する鉄筋コンクリート造2階建ての「秘色ビル」の核店舗としての出店を発表し、1981年（昭和56年）10月にユニー常滑店（2代目、のちの#ピアゴ常滑店（閉店済））を開店させた。
- ユニー西春プラザ（西春日井郡西春町大字西久保字南青野屋敷1744[122]、吉田屋1969年（昭和44年）11月開店[692]）

売場面積946m2
サワムラヤとの共同出店で、西春で初の大規模小売店舗として開業した。
元FCユニーエコー西春店。

###### 岡崎市
- ユニー岡崎店（岡崎市明大寺本町2-16[695]、エコー百貨店1963年（昭和38年）12月1日開店、1967年（昭和42年）3月1日増築、1971年（昭和46年）FCユニーより継承開店 - 1973年（昭和48年）閉店）衣 ※

地場資本による岡崎市で初めての大型小売店「エコー百貨店」として開店している。同店は髙島屋での研修を行った店員による運営であった。元FCユニーエコー岡崎店。
「エコー百貨店」は「ほていや岡崎店」との競争に敗れて1964年（昭和39年）3月には商品入荷時に乱発した手形の決済などで資金繰りが行き詰まり、1964年（昭和39年）7月に笠寺と堀田に店舗を持つ「吉田屋」に営業譲渡された。ほていや岡崎店の約2.5倍の売場面積を持ち、食料品も含めたフル構成だったが、継承後は大幅に縮小し、のちに東に250mほど離れたユニー東岡崎店に移転し、吸収統合された。
- ユニー東岡崎ハウジングセンター（岡崎市明大寺本町4-36[1][655]、1964年（昭和39年）2月29日開店[7] - 1975年（昭和50年）2月閉店[1]）雑

売場面積1,090m2
元ほていや岡崎店。地下1階・地上5階建ての延べ床面積約3,300m2の富士ビルを借りて出店した。
- ユニー東岡崎ショッピングセンター（1970年（昭和45年）8月30日開店[26]）F ※ → #ユニー東岡崎店

###### 豊田市
- ユニー豊田衣料センター（豊田市喜多町2-102[1]、1966年（昭和42年）7月1日開店[697] - 1971年（昭和46年）11月閉店[698]）Fのち衣

売場面積2,804m2
同一の建物内に、ほていや豊田センター店（呉）、豊田ニューホテイヤ（衣）、ほていや豊田フード店（食）を3店舗として計上し開店しているが、1968年（昭和43年）、同店から北に100m離れて新築開店したほていや豊田ショッピングセンターに食料品を移動。ほていや豊田衣料センターと改称。
同店から東に150mほど離れたユニー豊田店新築開店に伴い移転のため閉店。現在、跡地は建て替えて三菱UFJ銀行（旧・東海銀行）豊田支店。
- ユニー豊田ショッピングセンター（豊田市喜多町1-65[1]、1968年（昭和43年）11月8日開店[89] - 1977年（昭和52年）2月20日閉店）Fのちに食雑

店舗面積約1,813m2。駐車台数約31台。
近隣に、1972年（昭和47年）6月29日新築開店したユニー豊田店に衣料品を移動し、ユニー豊田リビングセンターに改称された。のちにユニー豊田店に移転・統合されたが、当初食料品は引き継がれず、ユニー豊田店ではしばらく食料品を扱わなかった。

###### 豊橋市
- ユニー豊橋衣料センター（豊橋市駅前大通1-8[122]、1966年（昭和41年）[700]7月1日開店 - 1976年（昭和51年）8月[88]22日閉店）衣

売場面積2,850m2
元ほていや豊橋店。3階建て。1969年（昭和44年）7月、北西に100m離れたほていや豊橋ショッピングセンター新築開店に伴い、ほていや豊橋衣料センターに改称。のちに同ユニー豊橋店に移転し、吸収統合された。
- ユニー豊橋ショッピングセンター（豊橋市駅前大通1-6[655]、1969年（昭和44年）7月[88]25日開店）F → ユニー豊橋店、のちの#アピタ豊橋店

売場面積3,450m2

##### 岐阜県
- ユニー岐阜駅前店（岐阜市神田町7-16[701]、1962年（昭和37年）3月22日開店）衣 → さが美移管後、さが美新岐阜駅前店

売場面積198m2
旧名ほていや駅前店。ほていや初の衣料品セルフ店。のちにユニー新岐阜さが美に業態転換。
跡地の建物を解体し、現在はTOYOビル。長良橋通り沿い、名鉄岐阜駅（旧新岐阜駅）から約200m北に立地した。
- ユニー長良北町店（1963年（昭和38年）8月13日開店）衣のちにF

売場面積810m2
- ユニー柳ヶ瀬センター（岐阜市柳ヶ瀬通1-10[122]、1964年（昭和39年）6月6日開店、1971年（昭和46年）4月28日開店[126][702] - 1976年（昭和51年）8月22日閉店）衣

売場面積2,930m2 → 3,405m2
旧名ほていや柳ヶ瀬西店。のちに建て替えて売り場面積を10倍とし、新築された柳ヶ瀬ビルのキーテナントとして1971年（昭和46年）再開店。この頃、柳ヶ瀬周辺には計4店舗のほていや系店舗（柳ヶ瀬センター・柳ヶ瀬さが美・岐阜センター・岐阜さが美）が集中。ほていや時代では劇場通店を含めて5店舗が集中している。
- ユニー岐阜センター（岐阜市神田町4-16[655]、1964年（昭和39年）9月5日統合開店 - 1976年（昭和51年）8月22日閉店）Fのちに衣

売場面積1,820m2  1,918m2
元ほていや日の出町店（岐阜市日ノ出町、1962年（昭和37年）7月7日開店）食、および元ほていや神田町店（岐阜市神田町、1957年（昭和32年）3月2日開店）衣。近隣別棟同士の両店舗を統合し、ほていや岐阜センターに改称。
- （初代）ユニー関店（関市本町2-8[1]、1963年（昭和38年）10月27日開店[123] - 1976年（昭和51年）2月閉店[要出典]）F

売場面積1,383m2。
取扱商品：食料品・衣料品・雑貨。
店舗跡の建物にはオガワヤ関本町店が出店した。

##### 石川県
- ユニー金沢ショッピングセンター（金沢市竪町48[122][257]、1968年（昭和43年）6月8日開店[257]）F → ユニー金沢店、のちの#ユニー竪町店

ほていや金沢店（830m2）とサガミ金沢店（790m2）、金沢フード店（780m2）、ニューほていや金沢店（1,000m2）の4店として出店した。
- ユニー横安江店（金沢市安江町3-15[122]、1969年（昭和44年）12月5日開店 - 1975年（昭和50年）10月閉店[4]）衣

売場面積890m2
老朽化でアーケードは撤去されたが、かつてアーケード街であった横安江町商店街に立地。現在、跡地は横安江町広場。公園になっている。仏壇仏具「沢田」の左隣に立地した。

##### 福井県
- ユニー福井ショッピングセンター（1968年（昭和43年）9月28日開店[706]）F → ユニー福井店、のちの#生活創庫福井店

旧名ほていや福井ショッピングセンター。

##### 長野県
- ユニー長野プラザ（長野市大字鶴賀字鍋屋田1437[122]（現・鶴賀権堂町）、1970年（昭和45年）4月26日開店[304] - 1982年（昭和57年）4月閉店[305]）衣雑 ※ → #ユニー長野店

店舗面積約4,099m2。
1982年（昭和57年）4月12日にニシナが「長野プラザ」内の権堂店を改装して新装開店した。

##### 合併直前に閉店した中部ほていやの店舗
- 今池店（名古屋市千種区千種通1-21[672]、1962年（昭和37年）12月21日開店[672] - 1969年（昭和44年）12月閉店）F

売場面積1,007m2。
取扱商品：食料品・衣料品・雑貨。
今池店と今池嵯峨美店の間にあった他の店舗などを買収し、ユニー今池ショッピングセンターが建設された。
- 今池サガミ（名古屋市千種区千種通1-21[672]、1963年（昭和38年）11月23日開店[672]）

売場面積792m2。
取扱商品：衣料品。

#### 旧ほていや系（関東ユニー）店舗
すべてオープン時「ほていや」を称した。

##### 神奈川県

###### 横浜市
- （初代）ユニー大口ショッピングセンター（横浜市神奈川区大口通127[1]、1963年（昭和38年）1月21日開店[669] - 1971年（昭和46年）閉店[要出典]）F

現在のMEGAドン・キホーテUNY横浜大口店と異なり、駅を挟んで反対側の西口側に出店していた。1971年（昭和46年）6月19日、入江町に新築開店したユニー大口店（2代目、旧ユニー関東事務所）に移転のため閉店。
- ユニー四丁目店（横浜市中区伊勢佐木町4-117[709]、1963年（昭和38年）4月26日開店[709] - 1977年（昭和52年）2月20日閉店）食雑のちに衣雑

売場面積1,550m2。
- ユニーイセザキセンター（横浜市中区伊勢佐木町3-105[659]、松喜屋1918年（大正7年）創業[710]、1969年（昭和44年）3月11日松喜屋を合併[315]、同年4月25日継承開店[315]、1978年（昭和53年）3月23日増築）衣のちにF → ユニーイセザキ店、のちのピアゴイセザキ店（#ピアゴイセザキ店）

呉服店として創業し、第2次世界大戦後に百貨店となった「松喜屋」（別名：赤トーダイ）の営業権をほていやが1969年（昭和44年）に譲受し継承した店舗。
法人としての「松喜屋」は存続したが、1976年（昭和51年）8月にユニーが吸収合併をしている。
- ユニー弘明寺店（横浜市南区中島町4-78[322]、1962年（昭和37年）5月20日開店[322]、1972年（昭和47年）1月21日建替[要出典]）F → #ピアゴ弘明寺店

開店と同時にほていやでは初めて、食料品の販売を始めた店舗。2階建て。1階で食料品、2階で衣料品・呉服を扱い、ほていやGMSの基本スタイルとなる。映画館跡に開店。閉鎖時において、さが美店とピアゴイセザキ店の松喜屋通算年を除くと、ユニー最古参であった。
1971年（昭和46年）4月27日に火災で被災した。
- ユニー杉田東口ユニマート（横浜市磯子区杉田148[715]、1962年（昭和38年）7月5日開店[327][715] - 1976年（昭和51年）4月20日閉店[要出典]）食雑

約450m2
- ユニー杉田西口店（横浜市磯子区杉田町字宮田1437[327][322]、1969年（昭和44年）9月4日開店[327][322]）食衣のちにF → #ユニー杉田店

約1,165m2
- ユニー綱島ショッピングセンター（横浜市港北区綱島町別新耕地185[323]、1969年（昭和44年）11月29日開店[323]）F → #ユニー綱島店

売場面積5,100m2。
ほていやが神奈川県で開設した最後のGMS店舗である。
- （初代）ユニー戸塚店（横浜市戸塚区戸塚町60[1]、1966年（昭和41年）12月18日開店[322]）衣 → #ユニー戸塚西口店

売場面積990m2。
旧名ほていや戸塚センター。
- ユニー中山ショッピングセンター（横浜市緑区台村町往還下231-1[1][322]、1967年（昭和42年）11月18日開店[322]、1973年（昭和48年）頃北側増築[独自研究?]）F → ユニー中山店、のちの#ピアゴ中山店

売場面積5,700m2。

###### 横須賀市
- ユニー大滝町店（横須賀市大滝町32[717]、1963年（昭和38年）8月20日開店[335] - 1976年（昭和51年）8月閉店[要出典]）Fのちに衣雑

売場面積約650m2の関東ほていや横須賀店として開店。地下1階・地上3階建てに増改築して食料品売場を開設すると共に、ほていや大滝町店に改称した。
- ユニー衣笠ユニマート（横須賀市衣笠栄町1-17[717][718][1]、1964年（昭和39年）3月17日開店[717][322] - 1974年（昭和49年）10月閉店[4]）食雑[要出典]

売場面積1,190m2。
取扱商品：食料品・雑貨。
元ほていや衣笠店。旧名ほていや衣笠食品文化品センター。ほていや衣笠衣料センターの開店に伴い、衣料品を新店に移動し、食料品・日用雑貨を扱った。ユニー衣笠店から衣笠本通りを挟んで、約40m北側に立地した。
- ユニー衣笠衣料センター（横須賀市衣笠栄町1-13[1]、1968年（昭和43年）4月3日開店[335]）衣 → #ユニー衣笠店

売場面積1,485m2。
取扱商品：衣料品。
関東ほていや衣笠洋品センターとして開店。

###### 横浜市・横須賀市以外の神奈川県
- ユニー元住吉店（川崎市中原区井田仲の町307[719]、1968年（昭和43年）11月1日開店[719]）F → #ユニー元住吉店

売場面積2,300m2
- ユニー長後ショッピングセンター（藤沢市長後字宿下分705[720][1]、1969年（昭和44年）10月25日開店[720][336]）F → ユニー長後店、のちの#ピアゴ長後店

売場面積3,447m2。

##### 静岡県

###### 静岡市
- ユニー七間町店（静岡市七間町16-4[671][1][721]、1962年（昭和37年）12月4日開店[722] - 1973年（昭和48年）6月31日閉店[723]）F

売場面積800m2。
- ユニー田町店（静岡市葵区田町73[721]、1963年（昭和38年）2月17日開店[721] - 1975年（昭和50年）11月閉店[4]）F

売場面積1,000m2。
- ユニー呉服町センター（静岡市葵区呉服町2—1-5[6]、1967年（昭和42年）11月[163]27日開店）衣 → ユニー呉服町店、のちの#バルザ静岡店

同一の建物内に、ほていや呉服町センター店（呉）、呉服町ニューホテイヤ（衣）、ほていや呉服町フード店（食）を3店舗として計上し開店しているが、のちに食料品の扱いを止め、ほていや呉服町センターとしてまとめられた。

###### 浜松市
- ユニー浜松店（浜松市肴町7-16[1][724]、1961年（昭和36年）12月8日開店[724]、1966年（昭和41年）10月22日建替 - 1976年（昭和51年）4月5日閉店[要出典]）F

売場面積1,221m2。
取扱商品：食料品・衣料品・雑貨。
地下1階から地上5階までを直営売場に使う地元業者との共同ビルを建設して増床し、1969年（昭和44年）末に新装開店した。
映画館「浜松日活」の跡地に建てられた建物は、ほていやも出資した（株）浜松東映日活から賃借していた。
- ユニー浜松衣料センター（浜松市鍛冶町228[1][729]（現・中央区）、1960年（昭和35年）2月13日開店[724] - 1976年（昭和51年）8月閉店）衣

ほていやの静岡進出1号店。元ほていや浜松センター浜松店 → 「浜松嵯峨美」。
売場面積1,056m2。
取扱商品：食料品・衣料品・雑貨。
- ユニー千歳ユニマート（浜松市千歳町73[671][1][730]（現・中央区）、1963年（昭和38年）4月20日開店[731] - 1973年（昭和48年）閉店）食雑

売場面積195m2。
旧名ほていや千歳店。

###### 沼津市
- ユニー沼津洋品センター（沼津市大手町仲見世通り69[1]、1964年（昭和39年）5月2日開店[724]、1968年（昭和43年）10月25日増床 - 1976年（昭和51年）10月閉店）衣のちにF　→　ユニー沼津店[要出典]

売場面積2,260m2。
取扱商品：衣料品。
ほていや沼津センター店（1,350m2）と沼津ニューほていや店（450m2）の2店として出店した。
元ほていや沼津センター。のちにほていや沼津洋品センターに改称。
- ユニー沼津食品文化品センター（沼津市上本通町8[1]、1968年（昭和43年）10月25日開店[724] - 1976年（昭和51年）10月閉店）食雑 → ユニー沼津店[要出典]

売場面積1,337m2。
取扱商品：食料品・雑貨。

###### 磐田市
- ユニー磐田ユニマート（磐田市中泉240-1[733]、1966年（昭和41年）12月18日開店[733] - 1977年（昭和52年）頃閉店）食雑

売場面積800m2。
旧名ほていや磐田食品文化品センター。
- ユニー磐田衣料センター（磐田市中泉399-61[1]、1967年（昭和42年）7月13日開店[176]）衣 → ユニー磐田店、のちの#ユニー磐田駅前店

売場面積1,287m2。
取扱商品：衣料品。

###### その他の静岡県中部
- ユニー焼津ショッピングセンター（焼津市焼津字東782-2[1][671]、1969年（昭和44年）7月3日開店[176]）

売場面積3,779m2。
取扱商品：食料品・衣料品・雑貨。
ほていや時代に地元の食料品スーパー大勝（だいかつ）堂と提携し開店。のちに大勝堂は施設を所有する形でスーパー業務をユニーに委譲し発展解消している。
- ユニー藤枝店（藤枝市本町2-1-35[671]（旧・1141[176]）、1967年（昭和42年）11月15日開店[176][184]）F → のちの#ユニー藤枝白子店

売場面積1,617m2。
取扱商品：食料品・衣料品・雑貨。

#### 旧西川屋系（東海ユニー）店舗
※印なき店舗はオープン時「西川屋」を称した。

##### 愛知県

###### 名古屋市
- ユニー名港店（名古屋市港区中川町12[734]、1947年（昭和22年）8月[11]15日開店）衣のちにF（#ユニー名港店）

1959年、伊勢湾台風の頃の名港店は中店と呼ばれ、鉄筋コンクリート造地下1階地上3階建ての店舗の2階の売場まで水害にあった。伊勢湾台風後は同年10月20日に営業を再開した。
他に北店（紳士用品）、南店（寝装寝具用品）と中店まわりに2店舗設けていた。1967年（昭和42年）に北店部分（現：中田歯科）を除き、南店の店舗の敷地、隣接する他商店を買収して中店部分を中心に大増築している。
- ユニー六番町店（名古屋市熱田区六番町2-19[734]、1960年（昭和35年）7月20日開店[24]）F（#ユニー六番町店）

伊勢湾台風被災がきっかけとなり、リスク分散のため、多店舗化への道を歩むことになった。
西川屋において初めて食料品を取り扱い、ほていや・西川屋を含めて総合GMSとしては1号店である。
- （初代）ユニー黒川店（名古屋市北区城見通3-10[25]、1961年（昭和36年）11月18日開店[738]、1968年（昭和43年）3月増築 - 1976年（昭和51年）2月閉店）F

鉄筋コンクリート2階建て、売場面積1,450m2。
西川屋3号店。西川屋初の外食事業として店内に名古屋初のセルフカフェテリアが設けられたが、当時の人たちにはセルフ方式がなじまず、のちに通常の売り場に改装された。
会社合併後もしばらく並行営業するが、のちにほていや系のユニー黒川ショッピングセンターに統合・吸収される形で閉店。
- ユニー大曽根東店（名古屋市北区東大曽根町本通5-725[734][37]、1967年（昭和42年）12月3日開店[37] - 1973年（昭和48年）2月20日閉店）食衣

鉄筋コンクリート2階建て、売場面積840m2。
旧名西川屋大曽根店。2階建て。
- ユニー大門店（名古屋市中村区大宮町1-13[37]、1964年（昭和39年）6月28日開店、1969年（昭和44年）6月21日改装開店[37] - 1973年（昭和48年）2月20日閉店）衣

店舗面積約400m2。
旧名衣料マート西川屋。西川屋チェン社長の次弟が運営していた別会社、（株）西川屋洋品店を1969年（昭和44年）5月吸収合併。
- ユニー八熊ショッピングセンター（名古屋市中川区八千代通1-28[79]、1969年（昭和44年）11月22日開店[79]）F → #ユニー八熊店

敷地面積約2,058m2、鉄筋コンクリート造地下1階地上5階建て一部7階建て、延べ床面積約9,966m2、店舗面積6,290m2、駐車台数約50台。
- ユニー柴田ショッピングセンター（1970年（昭和45年）6月20日開店[742]）F 〇※ → #ユニー柴田店、のちのピアゴ ラ フーズコア柴田店[446]

- ユニーアラタマショッピングセンター（名古屋市南区新郊通1-33[734][743]、1970年（昭和45年）9月18日開店[452]）F 〇※ → ユニー新瑞店、#ピアゴアラタマ店を経て、MEGAドンキ・ホーテUNYアラタマ店

敷地面積約5,280m2、鉄筋コンクリート造地下1階地上4階建て、延べ床面積約20,300m2、売場面積約7,901m2（直営店舗面積約6,930m2）、駐車台数約100台。
開店時のテナント数39店で、4階はボウリング場を併設していた。
デベロッパーは丸紅飯田。

###### 知多
- ユニー半田ショッピングセンター（半田市泉町5[744][443][25]、1963年（昭和38年）9月20日開店[25]、1967年（昭和42年）建替、1969年（昭和44年）12月6日・1970年（昭和45年）10月8日[744][443]新館増築）F 〇 → #ユニー半田店、のちのピアゴ半田店（旧ユーストア）

敷地面積約5,850m2、鉄筋コンクリート造地下1階地上4階建て一部6階建て、延べ床面積約21,067m2、店舗面積13,303.63m2（直営店舗面積約10,000m2）、駐車台数約200台。
映画館半田松竹跡に出店。開店時には鉄骨造り地上2階建ての建物で赤と白に外壁が塗り分けられていた。
オープン時に地元商店街の反発をかわすため、地元商店から36店舗が入居する専門店街を併設した。
建て替え後、新館増築を重ね、A館B館C館の計3館で構成されていた。全3館完成時のコンセプトは「オールランドパビリオン」
- ユニー大府店（大府市大府町大根141[734]、1964年（昭和39年）9月23日開店[38]）Fのちに衣雑（#ユニー大府店）

当時、有力店としては珍しく西川屋が誘致される形での出店となった。

###### 尾北
- ユニー犬山店（犬山市犬山高見町12[734]、1962年（昭和37年）12月26日開店[61]、1972年（昭和47年）10月27日新館増築、1975年（昭和50年）7月11日新館増床[要出典]）F（#ユニー犬山店）

主婦の店犬山店を買収し開店。
- （初代）ユニー小牧店（小牧市小牧駒止2100[734]、1962年（昭和37年）6月28日開店、1967年（昭和42年）9月増築）F → のちのユニー小牧駅前店（#ユニー小牧駅前店）

西川屋初の名古屋市外出店。屋上に遊戯施設があった。
- ユニー大田川ショッピングセンター（1970年（昭和45年）3月8日開店[413]、1973年（昭和48年）11月15日増床）F 〇 → #ユニー大田川店、のちのラスパ太田川（核店舗MEGAドン・キホーテUNY太田川店）

1972年（昭和47年）2月7日、火災で半焼。これを機に翌年、売り場面積を2倍に増床している。

###### 刈谷市
- ユニー刈谷銀座店（刈谷市銀座4-18[37]、1964年（昭和39年）7月15日開店[85]、1968年（昭和43年）10月増築）F（#ユニー刈谷銀座店）

売場面積2,520m2。
元西川屋刈谷店。当地で江戸時代から続く文房具商「表屋商店」と西川屋との共同出資で「表屋ビル」を建設。開店当初は敷地の3分の1で表屋（文具）および眼鏡・レコード・化粧品の4店が入居し、残りの3分の2をキーテナントの西川屋が占めた。
1969年（昭和44年）、刈谷ハイライフ・アベニュー開店に伴い西川屋刈谷銀座店に改称。
- ユニー刈谷ハウジングセンター（刈谷市東陽町2-17[37]、1969年（昭和44年）10月25日開店[37]）雑　→　サンテラス刈谷A館

旧名ニシカ・ハウジング。A館5階建て。店舗面積約5,450m2。東芝炉材刈谷工場の跡地に建設され、約3年で閉店した「葵百貨店」の建物を再活用した家具専門店。店舗内のほぼ全域が西川屋直営。既存建築物を流用した経緯から、開店当初はSCを構成する他店舗と接続されていなかった。そのため、C館完成時にA館とB館とを繋げる連絡通路が増築されている。
- ユニー刈谷ファッションセンター（刈谷市南桜町2-56-1[701][37]、1969年（昭和44年）10月25日開店[37]、1973年（昭和48年）2月22日増床、1975年（昭和50年）3月20日新館増築）食衣 〇 → サンテラス刈谷B館（#ユニー刈谷店）

売場面積4,720m2
B館5階建て。店舗面積約6,000m2。「刈谷ハイライフ・アベニュー」の基幹となる店舗。全体の3分の2を西川屋直営として1階に食料品、2 - 3階に衣料品店を設け、残りの敷地で31の専門店が営業。
1973年（昭和48年）に増床し、ユニー刈谷ショッピングセンターに改称する。のちのサンテラス刈谷の本館に相当する。
- ユニー刈谷レジャーセンター（刈谷市南桜町2-56-1[701][25]、1969年（昭和44年）11月29日開店[25] - 1974年（昭和49年）閉店）他

売場面積2,830m2
C館3階建て。1階が食堂、2 - 3階が32レーンのボウリング場となっていた。店舗面積約1,500m2。
なお、合併前のSC名は上記3店舗をあわせて「刈谷ハイライフ・アベニュー」と称し、当時の丸紅飯田と提携して建設された。合併直後はユニー最大の売場面積となっていた。
当時の百貨店法の規制をクリアするため、当初は西川屋チェンの系列会社が販売部門を担当するように装っており、「西川屋センター（のちにユニーセンター）」が呉服を、「西川屋ストア（のちにユニーストア）」が衣料品を、「西川屋チェン（のちにユニーマート）」が食料品・生活雑貨・日用雑貨を、「西川屋ハウジング（のちにユニーハウジング）」が住宅・家具関連を取扱っていた。
- ユニー刈谷ピカデリー（刈谷市南桜町2-56-1[701]）

売場面積1,010m2

###### 刈谷市以外の西三河
- （初代）ユニー安城店（安城市御幸本町7-24[734][92]、1968年（昭和43年）7月10日開店[92]）F → のちの#ユニー安城駅前店

売場面積3,290m2。
- ユニー西尾店（西尾市本町14[25]、1966年（昭和41年）11月1日開店[25] - 1976年（昭和51年）8月閉店）F → のちのユーマート西尾店

売場面積1,770m2。

###### 東三河
- ユニー豊橋名豊店（豊橋市駅前大通2-48[25]、1968年（昭和43年）10月8日開店[25][100]）衣雑 → #ユニー名豊店

売場面積1,590m2。
オープン時は、西川屋豊橋店として名豊ビルの4階全フロアと5階の一部に出店。のちに4階から撤退し、6階に売り場を新たに設けた。
- ユニー蒲郡店（蒲郡市港町13-22[734][29]、1971年（昭和46年）11月12日開店[29][105] - 2000年（平成12年）9月24日閉店[広報 11]）

敷地面積約4,950m2、鉄筋コンクリート造地下1階地上4階建て一部6階建て、延べ床面積約12,946m2、店舗面積6,665m2。駐車台数約100台。

##### 岐阜県
- ユニー中津川ショッピングセンター（中津川市新町2-32[749]、1970年（昭和45年）11月20日開店[26][126]）F ※ → #ユニー中津川店

売場面積4,620m2
- ユニー瑞浪ホームセンター（瑞浪市寺河戸町常盤通1132[126]、1966年（昭和41年）7月開店[126] - 1975年（昭和50年）8月31日閉店）雑

売場面積780m2
元西川屋瑞浪店。3階建て。ユニー瑞浪店（初代）開店にあたり、食料品・衣料品を西に約100m離れた新店に移し、2階を劇場、3階を麻雀店として賃貸、1階をホームセンターに改装して再開店。
- （初代）ユニー瑞浪店（瑞浪市寺河戸町浪花通1188-5[126]、1970年（昭和45年）2月28日開店[126]）食衣のちにF（#（初代）ユニー瑞浪店）

売場面積2,010m2
- ユニー土岐店（土岐市泉町久尻金屋前569[126]、1966年（昭和41年）2月24日開店[126] - 1973年（昭和48年）2月20日閉店）F

売場面積410m2
西川屋の県外出店1号店。土岐市駅前の「総合ビル」の1 - 2階と地下1階に入居していた。

##### 三重県
- ユニー津店（津市二番町2162-2[122][750]、銀杏屋1963年（昭和38年）3月15日開店[750] - 1977年（昭和52年）2月20日閉店）F

売場面積1,240m2
- ユニー四日市店（四日市市諏訪栄町4-10[122][750]、銀杏屋1966年（昭和41年）3月1日開店[750] - 1977年（昭和52年）2月20日閉店）F

売場面積2,790m2
近鉄四日市駅前の諏訪栄町一番街商店街にジャスコ四日市店（旧岡田屋）と共に立地していた。
四日市、津の店舗は西川屋と1970年（昭和45年）2月21日に合併した銀杏屋（店名表示はいちようや、呼称はいちょうや）店舗である。いちょうやのロゴは〇の中にイチョウの葉のデザインを入れていた。

##### 長野県
- ユニー飯田衣料センター（飯田市知久町2-1[293][294][295]、マルサン1957年（昭和32年）10月1日開店[295]、1970年（昭和45年）2月21日継承開店 - 1974年（昭和49年）4月閉店[4]）衣

売場面積540m2。
取扱商品：食料品・衣料品・雑貨。
西川屋と1970年（昭和45年）に合併した旧マルサン百貨店の本店。合併後、西川屋飯田店となる。
- ユニー飯田子供センター（飯田市知久町2-43[293]、1970年（昭和45年）2月21日継承開店[293] - 1974年（昭和49年）4月閉店）衣

売場面積440m2。
- ユニー飯田ユニマート（飯田市知久町1-19[293]、1970年（昭和45年）2月21日継承開店[293] - 1974年（昭和49年）4月閉店）食雑

売場面積710m2。
- ユニー飯田銀ビル店（飯田市銀座4-4-9[295]、マルサン1968年（昭和43年）3月1日開店[295]、1970年（昭和45年）2月21日継承開店[293] - 1974年（昭和49年）4月閉店）衣[要出典]

売場面積495m2 → 490m2。
取扱商品：衣料品。
上記、飯田市内の4店舗は西川屋と1970年（昭和45年）2月21日に合併したマルサン店舗である。マルサン店舗を引継ぐ形で統合・拡張のうえで、1974年（昭和49年）4月、新築したユニー飯田駅前店（現在は閉店）に移転した。マルサンのロゴは〇の中に漢数字の三を入れていた。
- （初代）ユニー駒ヶ根店（駒ヶ根市赤穂16292[701]、1970年（昭和45年）2月1日開店）衣雑（#（初代）ユニー駒ヶ根店）

売場面積1,540m2

##### 合併直前に閉店した西川屋の店舗
- 天塚店（名古屋市西区天塚町1-107[92]1968年（昭和43年）10月25日開店[92] - 1970年（昭和45年）11月閉店[要出典]）食雑

売場面積660m2。
取扱商品：食料品・雑貨。

##### その他の西川屋の店舗
- ドンコパーク[要出典]

西川屋直営の外食事業として、名古屋競馬場の東側向かいの、名古屋市港区東土古町（ひがしどんこちょう）でレストラン「ドンコパーク」を1969年（昭和44年）頃から1974年（昭和49年）頃まで運営していた。

#### エフシーユニー店舗
「あかのれん」と「ヤマダ屋」、「吉田屋（エコー百貨店）」の3社とユニーが業務提携し、1969年（昭和44年）11月に設立したフランチャイズチェーン。
「株式会社エフシーユニー」は1975年（昭和50年）2月に「株式会社あかのれん」が吸収合併し、4年3か月で消滅した。
FCユニーとして店舗展開されたうち、ユニー（中部ユニー）は旧「エコー百貨店」の店舗を1970年（昭和45年）末から引き継ぐことになった。
会社設立直後はユニーを除く各社継承の12店舗が存在していた。

##### エコー百貨店（吉田屋）系FCユニー引継店舗
- エフシーユニーエコー栄生店 → ユニー藤宮店
- エフシーユニーエコー堀田店 → ユニー堀田ユニマート
- エフシーユニーエコー笠寺店 → ユニー笠寺ショッピングセンター
- エフシーユニーエコー西春店 → ユニー西春プラザ
- エフシーユニーエコー岡崎店 → ユニー岡崎店

##### ヤマダ屋系FCユニー店舗
- FCユニー大曽根店（名古屋市北区大曽根町1-867[752][753][754][755]、ヤマダ屋1925年（大正14年）10月[753]1日創業 - FCユニー1970年（昭和45年）2月21日[752] - 1974年（昭和49年）2月閉店） → 現・ふとんタナカ名古屋大曽根店

売場面積約3,333m2
合名会社ヤマダ屋洋品店は1930年（昭和5年）3月1日に設立。

##### あかのれん系FCユニー店舗
法人としての「エフシーユニー」は「あかのれん」が吸収合併して継承。
現在では建て替えた4店を除きすべて閉店している。なお、当初から店舗ブランドは「あかのれん」を用いた。
- FCユニー新瑞橋店（名古屋市南区新郊通1-35[756]（駈上）、1962年（昭和37年）11月15日開店[756]） → あかのれん新瑞橋店（建て替え）

売場面積約2,475m2
- FCユニー三谷店（蒲郡市三谷町祢々谷33-1[756]、1963年（昭和38年）12月3日開店[756] - 1993年（平成5年）頃閉店） → あかのれん三谷店

売場面積約231m2
- （初代）FCユニー勝川店（春日井市八光町1-9[756]、1964年（昭和39年）5月26日開店[756][757] - 1972年（昭和47年）6月移転）　→　あかのれん勝川店

売場面積約561m2
- （2代目）FCユニー勝川店（春日井市八光町、1972年（昭和47年）6月23日開店[758]）

売場面積約2,407m2
エフ·シー·ユニーと食品スーパーチェーン·ヤマナカが共同出店。
- FCユニー刈谷店（刈谷市銀座通3-45[756]、1965年（昭和40年）10月29日開店[756] - 1971年（昭和46年）頃閉店）

売場面積約990m2
ユニー刈谷銀座店と隣接のため、あかのれんが引継ぐことなく閉店
- FCユニー糸貫川店（本巣郡真正町上真桑糸貫川通2259[760]（本巣市上真桑）、1969年（昭和44年）11月1日開店[760][761][489] - 2002年（平成14年）頃閉店）

敷地面積約4,506m2>、延べ床面積約3,999m2、鉄筋コンクリート造2階建て塔屋3階、駐車台数約150台、売場面積約3,204m2（直営売場面積約1,328m2）
あかのれんの岐阜県1号店として鉄筋コンクリート造2階建ての「いとぬき川ショッピングセンター」に出店した。
川口屋（売場面積約695m2）と共同で出店しており、1階が食料品で2階が衣料品の売り場となっていた。
糸貫川店、のちのA&K糸貫川店
- FCユニー内田橋店（名古屋市南区南陽通1-26[752][763][764]、1950年（昭和25年）5月13日開店[764] - FCユニー1970年（昭和45年）2月21日[752]） → あかのれん内田橋店（建て替え）

売場面積約5,445m2
1958年（昭和33年）に東海銀行内田橋支店跡地を買収して新店舗を建設し、旧店舗は寝具売り場に変更した。
- FCユニー内田橋店寝具部<（名古屋市南区明治町1-4[763]、?開店）

売場面積約900m2
1958年（昭和33年）に東海銀行内田橋支店跡地の新店舗へ移転し、当店はは寝具売り場となった。

##### FCユニー独自の新規開店店舗
- FCユニー浜北店（浜北市貴布祢1837浜北ショッピングタウン2F[766]、1971年（昭和46年）9月26日開店[767] - 2002年（平成14年）頃閉店） → あかのれん浜北店

敷地面積約4,000m2、2階建て、店舗面積約2,640m2。
貴布禰駅前に「トウア」が開設して食品売り場を担当した「浜北ショッピングタウン」の核店舗として出店していた。
- FCユニー恵那店（恵那市大井町字佐渡180-1[768]、1974年（昭和49年）4月26日開店[296]） → あかのれん恵那店（建て替え）[要出典]

恵那ショッピングプラザバローの衣料品売り場として同店の2階に出店した。
- FCユニー可美店（浜名郡可美村[770]（現・浜松市中央区）、1974年（昭和49年）6月開店[770]）

SC面積約2,000m2
東宝ボウル跡地に開設された「東宝可美ショッピングセンター」に出店した。
なお、「ユニー」本体と「エフシーユニー」は、「丸正（現・ハローフーヅ（株））」と「主婦の店バロー」、「ライコースーパー（岐阜市発祥のローカルスーパー）」の3社と共同出資して、共同仕入れ会社株式会社中部スーパーマーケットチェーンを関連会社として1970年（昭和45年）に設立している。グループとしての取り込みを図ったが、提携は解消されて消滅した。

### 補完（参考）
ほていや・西川屋の共同仕入れ会社、株式会社ユニー設立（1969年（昭和44年））以前に閉鎖したほていやの店舗は次の通り。
- 蒲郡店（蒲郡市小江町後畑29-20[773]）呉
- 劇場通店（岐阜市神室町2-14[774]、1962年（昭和37年）開店[775]）呉

売場面積165m2。
- 北安東店（静岡市北安東[774]、1964年（昭和39年）開店[775]）食衣

売場面積825m2。
- 沼津ニューホテイヤ（沼津市大手町仲見世通り[776]）衣[776]

売場面積450m2。
- 大森店（大田区新井宿1-2340[1][673]、1960年（昭和35年）2月25日開店[673]）

売場面積165m2。
取扱商品：呉服。
大森山王会館内に出店。
- 川崎店（川崎市川崎区駅前本町）呉[要出典]

川崎駅、旧川崎ターミナルビル内に出店。
- 辻堂店（藤沢市辻堂）呉[要出典]

辻堂駅南口側に立地した。

#### 補足
大項目3項の記述店以外に、1975年（昭和50年）までに開店し、同年まで存在した各地域販売会社によって運営された店舗は次の通り。
1.中部ユニー
- 瀬戸（2代目）、今池、豊明、豊田、知立（計画時のSC名：バザァル知立）、尾西、各務原、上田中央、加賀、七尾、新湊、高岡、富山駅前、富山西町、（開店準備：高蔵寺、関（2代目）、多治見）

2.関東ユニー
- 大口（2代目）、金沢文庫、三島広小路、吉原、富士宮、掛川、浜松泉町、（開店準備：橋本）

3.東海ユニー
- 守山、豊田元町、大樹寺、武豊、蒲郡、豊川、碧南、阿倉川、飯田駅前、伊那、（開店準備：小牧）

#### 本部・地区本部所在地の移転変遷
合併直前のほていや・西川屋の各本社各本部配送センター所在地は次の通り。
- 株式会社ほていや（名古屋市中区栄3-22-11[1]）
  - 東愛知運営部（岡崎市明大寺本町）・岐阜運営部（岐阜市梅林）
  - 静岡地区本部・浜松運営部・沼津運営部・関東地区本部
  - ほていや仕入本部（名古屋市中区栄1-6-14） 共同仕入会社（株）ユニー内。旧、御園座ビルの中にあった[要出典]
  - ほていや清洲配送センター（西春日井郡清州町大字清洲字古川2978[1]（清須市））
  - ほていや横浜配送センター（横浜市港南区下永谷字長町[777]） 現在、跡地は旧さが美本社
- 株式会社西川屋チェン（名古屋市港区品川町1-60[778]） 現在、跡地はトーカンCVS営業部[広報 52]およびCVS向け配送業者マルセイカンパニー[独自研究?]
  - 西川屋仕入本部（名古屋市中区栄1-6-14） ほていやと同じ[要出典]
  - 西川屋配送センター（名古屋市港区品川町1-60[778]）　西川屋チェン本社と同じ

ユニーは2008年（平成20年）に地区本部制度を廃止し、各地区本部は本社直轄の地域事務所として組織再編している。
合併後
- 本社

設立時 : 名古屋市中区栄2-10-19 名古屋商工会議所ビル7F
一次移転 : 名古屋市中村区名駅2-45-19 桑山ビル
二次移転 : 名古屋市中村区名駅3-26-8 日興証券ビル（旧：名古屋駅前桜通ビル、現：KDX名古屋駅前ビル）
三次移転 : 稲沢市天池五反田町1番地
四次移転 : 名古屋市中村区平池町四丁目60番地の12 グローバルゲート
現在 : 稲沢市天池五反田町1番地（2019年）
- 中部本部

旧ほていや : 名古屋市中区栄1-6-14御園座ビル
- 東海本部

旧西川屋 : 名古屋市港区品川町1-60
- 中京地区本部（1976年（昭和51年）2月統合）／稲沢事務所

設置時 : 名古屋市中村区名駅2-45-19　桑山ビル
現在：稲沢市天池五反田町1番地（1993年（平成5年）11月1日 移転）
- 静岡地区本部／山静事務所

設置時 : 静岡市駿河区丸子赤目ケ谷6288　ユニー丸子配送センター内。現在、跡地は丸玄工芸。
一次移転 : 静岡市葵区呉服町2-1-5 旧ユニー呉服町店内
二次移転 : 静岡市葵区常磐町2-13-1 住友生命静岡常磐町ビル
三次移転 : 静岡市葵区伝馬町6-1 伝馬町再開発ビル
現在 : 静岡市駿河区森下町4-30 メンテックビル4階・5階（2022年8月閉鎖）
- 北陸地区本部／北陸事務所

設置時 : 松任市（現・白山市）平松町138
一次移転 : 金沢市高岡町1-33 明治生命ビル（現：明治安田生命金沢ビル）
二次移転 : 金沢市中村町10-20 アピタ金沢店敷地内（駐車場改築）
三次移転 : 金沢市広岡3-3-79（旧：JR金沢体育館）
四次移転 : 金沢市彦三町1-2-1 アソルティ金沢彦三ビル1階（建て替えの為仮移転）
五次移転 : 金沢市広岡3-3-77 JR金沢駅西第一NKビル（旧JR金沢体育館建て替え）6階（2014年（平成26年）7月移転）
現在 : 白山市幸明町280 アピタ松任店3階（2020年）
- 関東地区本部／関東事務所

設置時 : 横浜市中区富士見町2-7（株）関東ユニー内
一次移転 : 横浜市中区伊勢佐木町4-117 旧ユニー四丁目店内
二次移転 : 東京都港区高輪3-26-33秀和品川ビル（現：品川ビル）
のちに東京本部に改称
三次移転（1992年（平成4年）8月3日）: 東京都江東区東陽6-3-2 イースト21タワー13階、北関東分室をユニー川本店内に設置。
北関東分室を川口市に移転、北関東本部設置。横浜市神奈川区に南関東本部を設置。
四次移転 : 川口市本町4-1-8 川口センタービル
関東地区本部に再改称
五次移転 : 横浜市神奈川区入江2-18 旧ユニー大口店を改装した旧南関東本部に全機能集約
六次移転 : 横浜市港北区新横浜2-6-3 DSM新横浜ビル6階・7階・8階（建て替えの為仮移転）
現在 : 横浜市神奈川区入江2-18「ユニーグループ・ホールディングス大口ビル」として2015年4月1日より業務を行っている。なお、2016年9月より「ユニー大口ビル」と改めている。

## 参考／出店を断念した店舗
計画していた開店予定店。店名は仮称。西暦左は計画発表年、西暦右は竣工予定年。出店が白紙状態になっている店舗も、参考としてここに記載する。
愛知県
- ユニー九番町店（名古屋市港区九番町） - 1974年-1975年。日本住宅公団1階。地元の商店街などの反対運動が激しかったため、1975年6月に出店を断念[786]。
- サンテラス津島店（津島市津島字北新開75[787]、1981年（昭和56年）10月開店予定[787]）- 鉄筋コンクリート造2階建て[787]。延べ床面積約33,000m2[787]、店舗面積約23,000m2[787]、直営面積約13,200m2[787][788]。津島毛糸紡績跡の新日本紡績が開発する建物への出店計画[787]。（現・ヨシヅヤ津島本店）。
- ユニー木曽川店（葉栗郡木曽川町（現・一宮市）） - 1979年-1983年。3階建て木曽川商業開発尾北SCの核店舗。直営面積約8,730m2、店舗面積約14,670m2。水新紡績跡（現・ZENT木曽川店）。アピタ木曽川店とは別の物件[要出典]
- ユニーラブラ浄心店（名古屋市西区） - 1985年-1987年。浄心ステーションビル北館。代わりにグループの専門店トピオ等が入居。[要出典]
- アピタ名古屋南店モール棟（名古屋市南区） - 2007年9月-2010年。ウォークモールとしてオープンを目指したが、建設発表後に施行されたまちづくり3法#都市計画法・建築基準法の改正の解釈により、アピタ名古屋南店の南側、日清紡跡地利用を断念。予定地にはビバモール名古屋南がオープン。
- アピタ守山北店（名古屋市守山区中志段味） - 2009年-2016年以降。中志段味特定土地区画整理事業における商業施設の中核施設として出店。モール型SC「フォレストウォーク守山」の核店舗として計画。2017年に出店戦略の見直しにより断念。その後、2019年9月に伊藤忠商事が土地を取得し、「コストコホールセール守山倉庫店」として、2021年7月8日にオープン[789][790][広報 55]。
- アピタ岡崎南店（岡崎市） - 2015年6月-2018年。岡崎駅南土地区画整理事業における商業施設の中核施設として、DCMカーマと共に出店が予定されていたが[791]、2017年に出店戦略の見直しなどにより断念[792]。計画地にはルビットパーク岡崎（核店舗・バロー岡崎店）が2020年10月30日にオープン。[要出典]

岐阜県
- ユーマート笠松店（羽島郡笠松町東陽[771]） - 1973年（昭和48年）11月開店予定[793]から1974年（昭和49年）9月開店予定[771]へ延期。店舗面積約3,246m2[771]。

ユーストア笠松店は笠松町米野65に1993年（平成5年）5月20日に開店した。
- ユニー垂井店（不破郡垂井町） - 1983年。[要出典]
- ユニー恵那駅前店（恵那市大井町291-13[795]） - 1988年（昭和63年）9月28日開店予定[795]。計画された恵那駅西共同店舗ビル（延べ床面積10,370、店舗面積約5,074m2）に店舗面積約1,280m2で出店する計画[795]。バローも店舗面積約880m2で出店する計画だった[795]。
- ピアゴ岐阜宇佐店（岐阜市宇佐南） - 2014年-2016年。旧岐阜銀行本店跡地、および移転する大日本土木本店の土地を買収[796]。

長野県
- ユニー穂高店（南安曇郡穂高町[797]（現・安曇野市））- 店舗面積約13,077m2[797]。有明駅前北。

静岡県
- ユニー清水店（清水市大和町2丁目（現・静岡市清水区本郷町）） - 1972年（昭和47年）-1973年（昭和48年）。5階建地下1階。[要出典]
- ユニー裾野店（裾野市二ッ屋） - 1981年（昭和56年）。旧国道246号線沿い、三菱アルミニウム近隣[798]。
- ユニー袋井店（袋井市久能） - 1983年。2階建て地下1階。1980年（昭和55年）10月に移転した、旧国道1号線沿い旧袋井市民病院跡[798]
- ユニー豊田町店（磐田郡豊田町（現・磐田市）） - 1990年。豊田町駅開設に伴う駅前開発[要出典]
- アピタ駿東店（駿東郡清水町玉川字芝添） - 1991年-1993年。大東紡ショッピングセンター（現、サントムーン柿田川）のキーテナント。当時の会社業績不振や、隣接するサンテラス駿東（ユニー駿東店）との棲み分けが確立せず、テナント入居の名乗り上げを撤回。
- アピタ藤枝店Part2（藤枝市田沼一丁目仮換地41街区4番[799]） - 1993年（平成5年）3月15日開店予定[799]。延べ床面積約9,467m2[799]、店舗面積約7,440m2[799]（直営店舗面積約6,870m2[799]）アピタ藤枝店の別館。
- アピタ沼津店（沼津市東椎路） - 2007年-2009年。湿地帯のため地盤改良費増により断念。[要出典]
- ピアゴ富士宮小泉店（富士宮市小泉） - 2015年。富士宮通運跡地に建設予定看板が立つが[800]、のちに看板は撤去された。

富山県
- ユニー婦中店（婦負郡婦中町（現・富山市）速星 - 1981年（昭和56年）-1982年（昭和57年）。2階建て。国道359号線沿い。1980年4月に開店予定であった婦中ショッピングセンターのキーテナントとして出店予定であったが、地元の小売業者からの強い反対を受けた[801]ため、出店を断念した。
- スペラダ高岡店（高岡市御旅屋町） - 1983年-1986年。御旅屋第1街区再開発。仮称大和百貨店高岡店別館との共同店舗。ファッションビル（ポアンカタイプ）を想定。[要出典]
- ユニー砺波店（砺波市三島町） - 1989年-1994年。 日本製麻工場跡地で計画されていた大型商業施設「となみショッピングセンター」のキーテナント。鉄筋コンクリート造3階建てで店舗面積8,500m2（うちユニー5,667m2）、延床面積3万m2の計画であった。1989年8月に計画がスタートしたものの日本製麻側とユニー側の意見が対立したため、1994年5月10日までに建設計画が白紙となった。後に同敷地内での砺波サティ食品館開業経て[802][803]、現在はヤマダ電機テックランド砺波店が立地[804]。
- ユーホーム富山東店（富山市） - フェアモール富山に併設。[要出典]
- ピアゴ高岡店（高岡市早川） - 2015年。閉鎖された旧立山アルミ（現：三協立山）本社・工場跡地に建設[805]（前年の2014年に用地売買契約を締結[806]）。当初は2017年2月までの開業を目指していたが、建設費の高騰などに伴う出店計画の見直しのため、2016年4月8日に計画を延期すると発表した。以降オープンは白紙状態となり[807]、その後建設予定地は別の不動産業者の所有となった。その後2026年度中にオープン予定の複合商業施設が整備されることになり、2025年5月15日、平和堂がその核店舗として出店することが発表された[806]。

石川県
- アピタ小松店（小松市沖町）[要出典]
- ピアゴ西金沢店（金沢市米泉町） - 2015年-2017年。西金沢駅に隣接し、2009年3月末に閉鎖された日本たばこ産業金沢工場跡地に建設[808]。約1万平方メートルの土地を2015年に所得して2017年2月期中に開業する予定であったが延期となり、2018年7月に正式に出店を断念することを発表した[809]。出店予定地は2021年夏に西松建設とZeppが最大1300人収容のライブホールを建設することを計画していたが、諸事情で着工の見通しが立たず無期延期となっている[810][811]。

福井県
- ユーホーム福井店（福井市） - アピタ福井店に併設。[要出典]

神奈川県
- ユニー杉田店新館（横浜市磯子区中原町字桐ヶ谷512[812]）

鉄筋コンクリート造地上5階建て。延べ床面積約9,277m2、店舗面積約3,843m2。
1977年（昭和52年）5月に出店を発表した計画だった。
- ユニー十日市場店（横浜市緑区十日市場町812[813]、1981年（昭和56年）5月開店予定[813]）

地上4階建て。延べ床面積約9,000m2、店舗面積約7,108m2。
十日市場駅南口への出店計画。
千葉県
- ユニー志津店（佐倉市上志津） - 1982年（昭和57年）。3階建て。京成本線志津駅南。現・志津ステーションビル[798]。

埼玉県
- ユニー加須店（加須市大門町） - 1977年（昭和52年）。2階建て。店舗面積約8,250m2[788][814]。商工会側が店舗面積3,300m2が限度と主張して反対した[814]。イトーヨーカドー加須店が開店したが閉店（1991年1月30日 -  2021年1月11日）建物は解体され、[要出典]2023年1月17日ヤオコー加須店がオープン[広報 56]。
- ユニー上尾店（上尾市緑丘3-4-9[815][816]） - 1979年（昭和54年）11月開店予定[815]。鉄筋コンクリート造地上3階建て[816]。延べ床面積約21,322m2[816]、店舗面積約14,212m2[815]。上尾公園近くの住宅街への出店計画[816]。

- ユニー大袋店（越谷市上間久里970[817]）

地上2階建て。店舗面積約9,000m2。
東武伊勢崎線大袋駅東側の「コールドパッケージ」工場跡地への出店計画。
茨城県
- ユニー真壁店（真壁郡真壁町飯塚947[818]（現・桜川市）） - 1996年（平成8年）10月26日開店予定[818]。延べ床面積約6,680m2[818]、店舗面積約5,300m2[818]（直営店舗面積約4,500m2[818]）。桜川市真壁庁舎西。
- 北竜台ショッピングセンター（龍ケ崎市小柴5-1[819]） - 1997年（平成9年）11月1日開店予定[819]。鉄筋コンクリート造3階建て（延べ床面積32,842m2、店舗面積約19,492m2）の核店舗として店舗面積約3,904m2で出店する計画だった[819]。

群馬県
- アピタ前橋店（前橋市東善町231[820][821]（現・桜川市）） - 1999年（平成11年）11月26日開店予定[818]。延べ床面積約37,176m2[820]、店舗面積約20,300m2[820]（直営店舗面積約12,000m2[820]）。1999年（平成11年）出店断念[822]。現・アピタ前橋店（前橋市文京町）ではない旧物件。
- 藤岡合同店舗（藤岡市） - 店舗面積約18,150m2[823]

宮城県
- ユニー多賀城店（多賀城市東田中字船橋[824]） - 1975年（昭和50年）上期出店予定[824]。敷地面積約6,105m2[824]。4階建て。店舗面積約10,200m2。多賀城駅近隣[788]。

奈良県
- アピタ奈良佐保台店（奈良市）[825] - 1999年。